# Musée du Vieux Toulouse
Le musée du Vieux-Toulouse présente des objets évoquant l'histoire de la ville de Toulouse, de l'antiquité au XXe siècle. Ce musée s'est établi depuis 1948 dans l'hôtel Dumay de la rue du May, dans le centre historique de la ville. Il est la propriété de la Société des Toulousains de Toulouse et Amis du vieux Toulouse.

## Histoire
La Société des Toulousains de Toulouse dispose, dès son origine, de locaux dans l’ancienne caserne de la Mission, place de la Daurade. Dans ce bâtiment, au deuxième étage, deux pièces sont réservées à l’administration et à la conservation des nombreux dons constituant, dès 1907, le musée des Toulousains de Toulouse.
L’afflux de ces dons et les très nombreuses adhésions induisent la société à solliciter de la ville des locaux plus vastes. Il est alors proposé le rez-de-chaussée de l’hôtel de Loubens, plus connu sous le nom de Roquette. Un temps affecté à l'association, ces locaux nécessitant des travaux d’aménagement importants, sont abandonnés au profit de trois pièces dans un immeuble de la rue Saint-Jean. Là sont installés le siège de la société et le musée jusqu’en 1948.

## L'hôtel Dumay
L'hôtel Dumay doit son nom à celui qui le fit construire à la fin du XVIe siècle, Antoine Dumay, un médecin réputé.
En 1948, l’hôtel Dumay est la propriété du docteur Siméon Durand et de son épouse. Ce médecin militaire rêve de transformer sa demeure en un musée d’histoire locale. Il lègue ainsi son hôtel à l’Association les Toulousains de Toulouse à la condition expresse qu’elle y transfère son siège et son musée, jusqu’alors hébergés rue Saint-Jean. Cette donation, réalisée en 1948, permet aux Toulousains de Toulouse, sous l’impulsion de Pierre Salies, qui donne au musée son nom définitif, le musée du Vieux-Toulouse, d’ouvrir au public plusieurs salles d’exposition en 1955. Pierre Salies est conservateur du musée jusqu’en 1966.

La cour et la façade ouest.
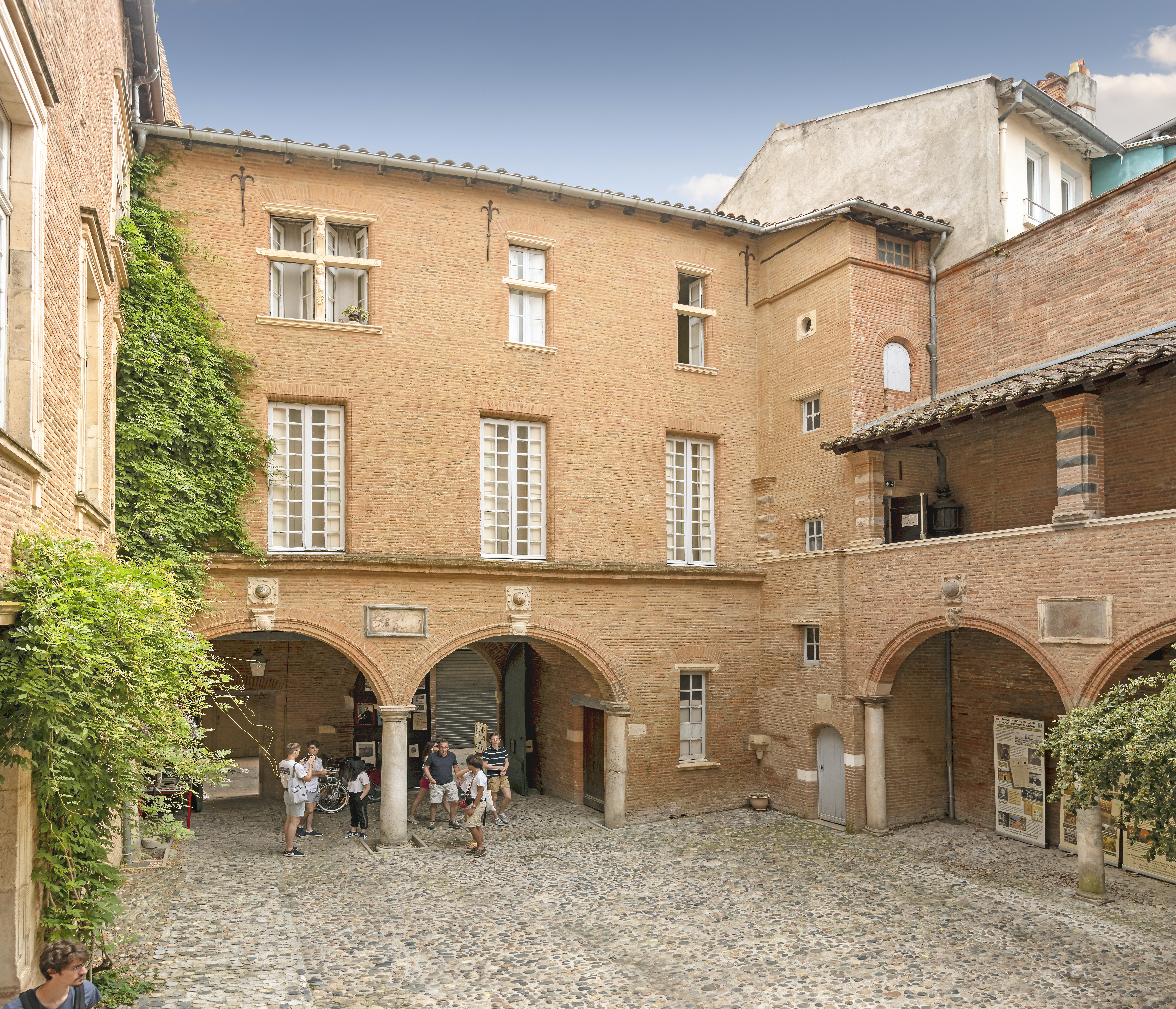
La cour et la façade nord.

## Collections
Le musée propose des collections diverses et variées comme notamment des objets ou des documents anciens évoquant le passé de la ville à travers ses habitants, ses personnalités importantes, ses institutions prestigieuses ou encore ses monuments.
Il présente notamment une copie en bois du damas à décoller des Capitouls, dont l’original est au musée Paul-Dupuy à Toulouse.

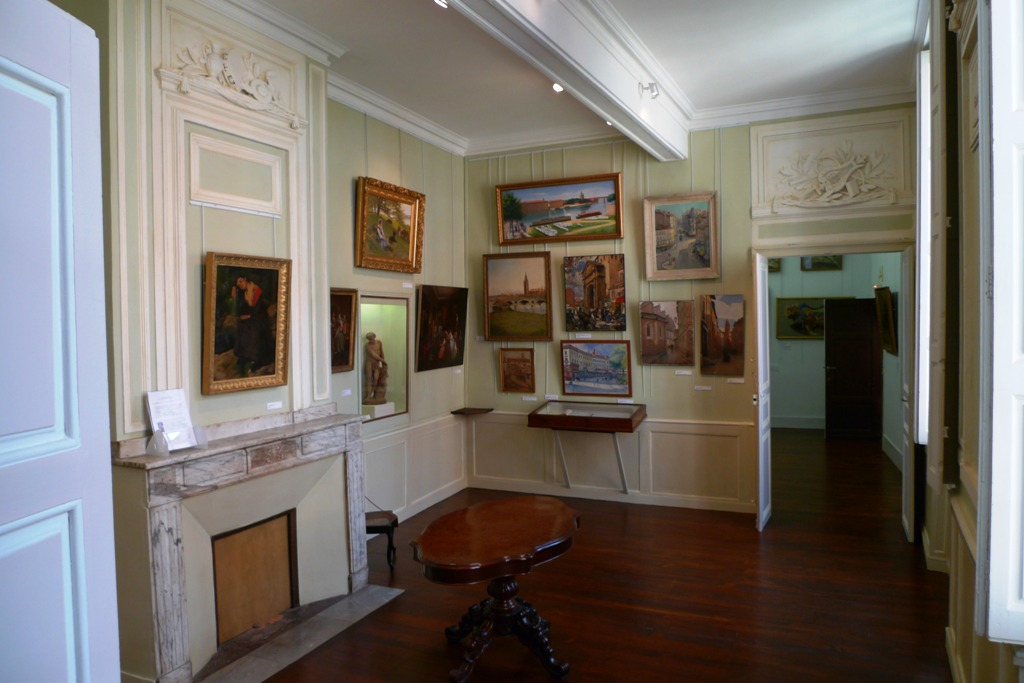
La salle Gabriel Gay, consacrée aux artistes toulousains des XVIIIe et XIXe siècles .
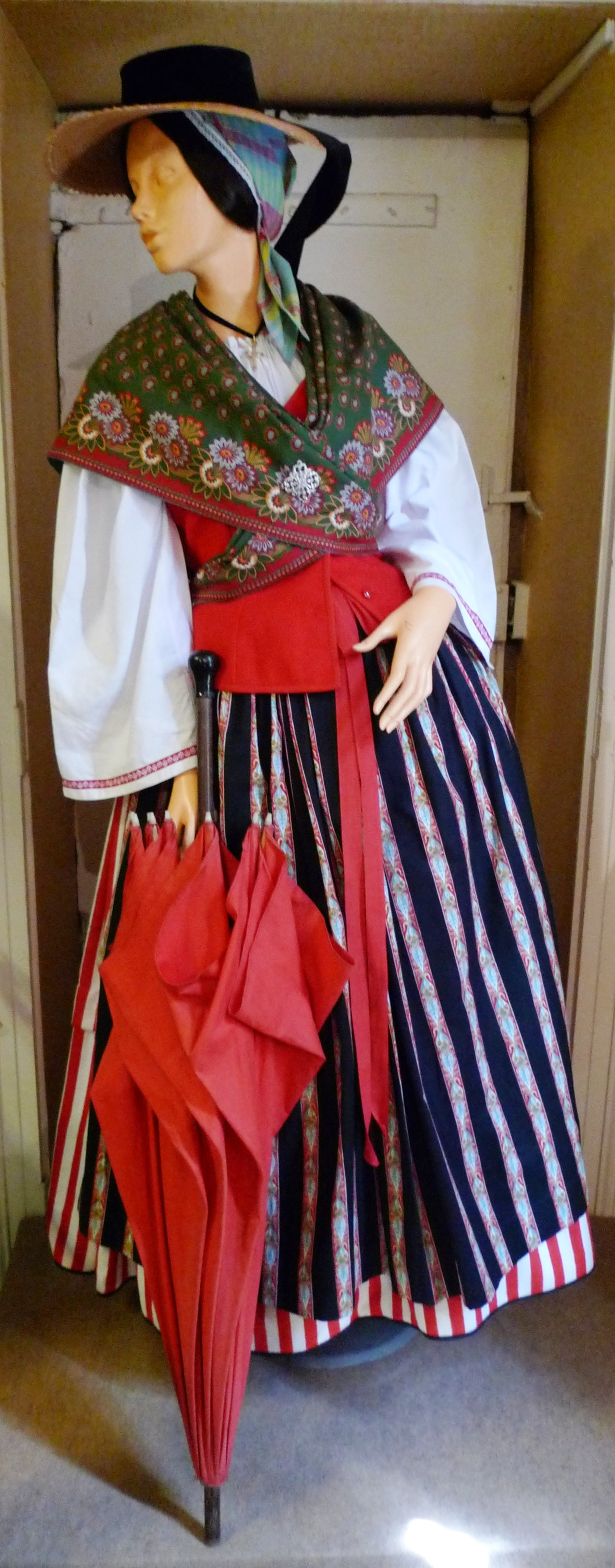
Costume de Toulousaine.
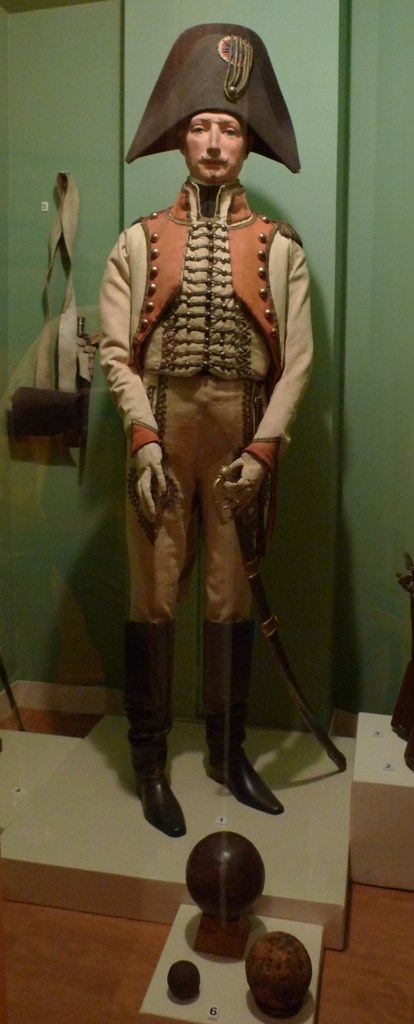
Costume de garde d'honneur (1808).
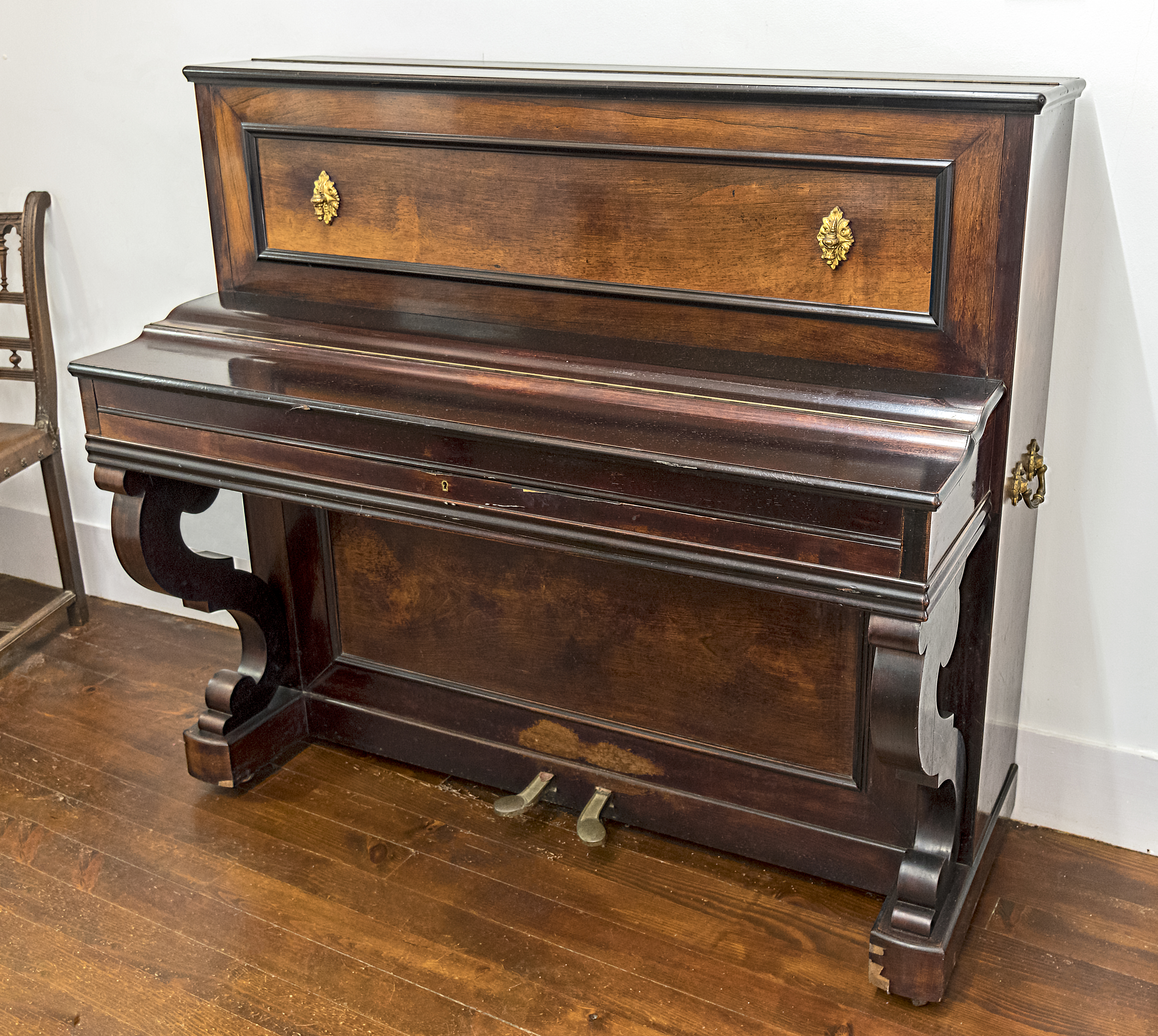
Piano de Louis Deffès.

### Portrait et figure

#### Tableau
- Anonyme, Jacques Cujas, XVIIe siècle, huile sur panneau de bois.
- Anonyme, Jean-Étienne Duranti, XVIIIe siècle, huile sur toile, copie de l'original de la cour d'appel de Toulouse.
- Anonyme, d'après Antoine Rivalz, Portrait de Jean de Branque, capitouls en 1709.
- Anonyme, Jeanne-Christine de Lamoignon, vers 1715. Portrait de l'épouse du marquis Joseph-Gaspard de Maniban[1].
- Joseph Roques, Marie-Thérèse-Eléanore Guignon, vers 1790, huile sur toile. Portrait de Marie-Thérèse-Eléanore Guignon, dite Mademoiselle Lescot, épouse du premier président du Parlement de Toulouse, Louis Cécile Marie de Campistron, marquis de Maniban.
- Ary Scheffer, Pauline de Rémusat, 1843, huile sur toile. Pauline de Lasteyrie du Saillant (1807-1888), comtesse de Rémusat, petite-fille de Gilbert Motier de La Fayette, épouse de Charles de Rémusat[2].
- Paul Delaroche, Charles de Rémusat, 1843, huile sur toile. Homme politique et philosophe.
- Louis de Planet, Madame de Castres, 1845, huile sur toile.
- Bernard Bénézet, Jeune fille à la cruche, 1895, huile sur toile.
- Marius Cazeneuve, Autoportrait en militaire. Aventurier, magicien-prestidigitateur, militaire mais aussi peintre. Le musée du Vieux-Toulouse conserve un fonds Cazeneuve relativement riche.
- Henri Loubat, La Jeune artiste, 1895, huile sur toile. Portrait de Marguerite Loubat par son père, elle deviendra elle-même peintre.
- Henri Martin, Portrait de Mme Myriam Rocher, 1905.
- Louis Jacquesson de la Chevreuse, Portrait de ma sœur Amynthe 1865.

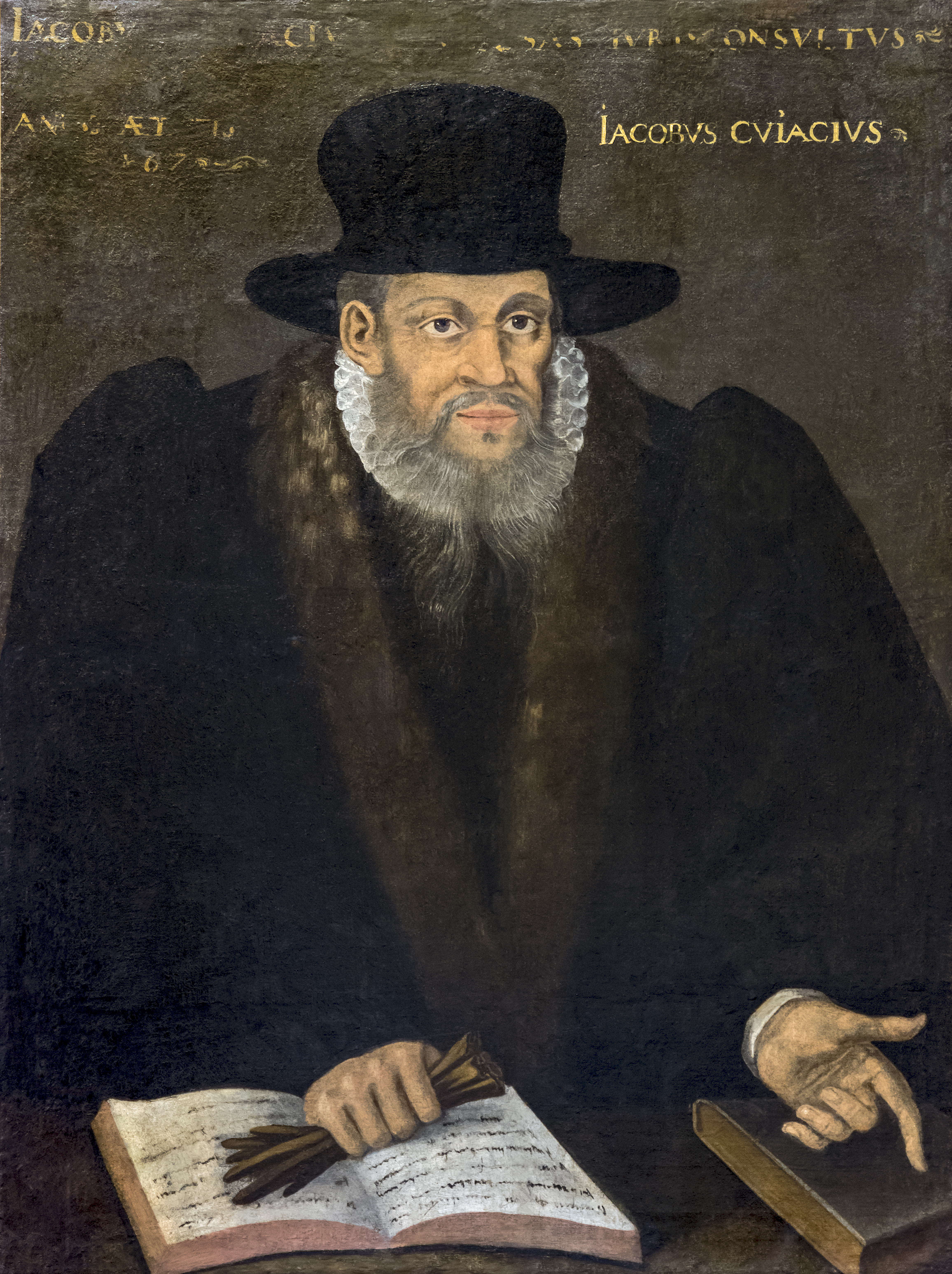
Anonyme, Jacques Cujas (XVIIe siècle).
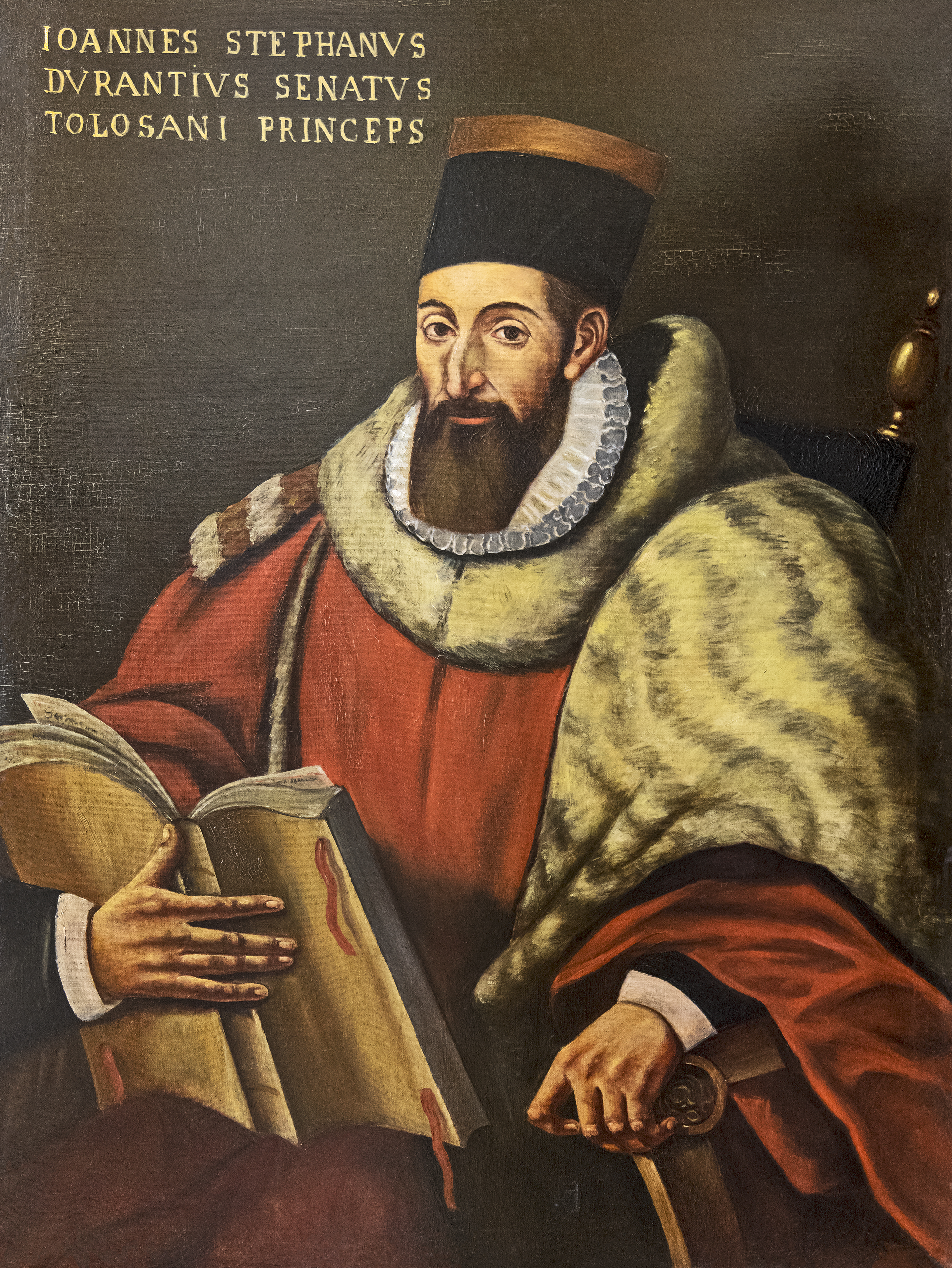
Anonyme, Jean-Étienne Duranti.
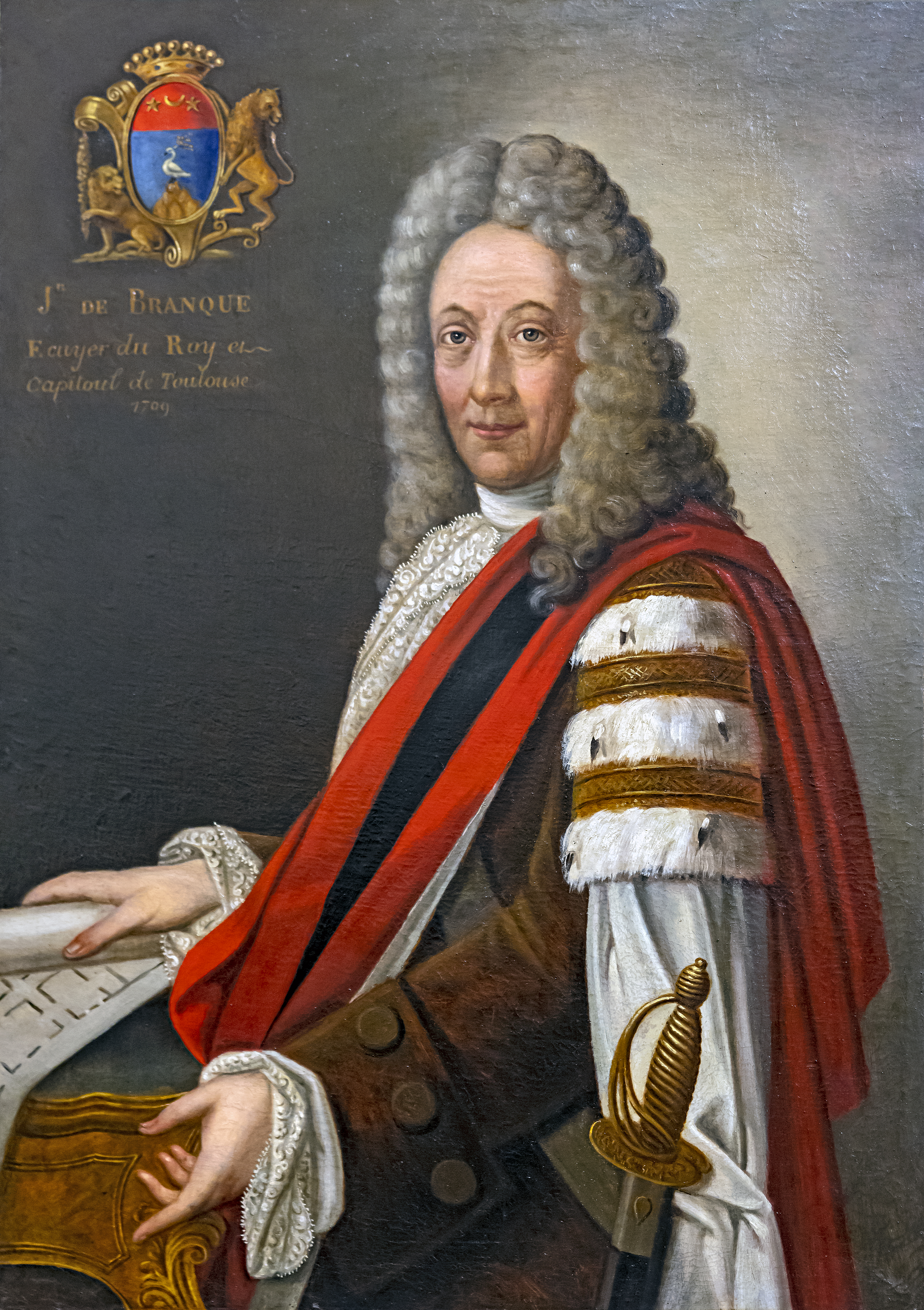
Anonyme d'après Antoine Rivalz, Jean de Branque, capitouls en 1709.
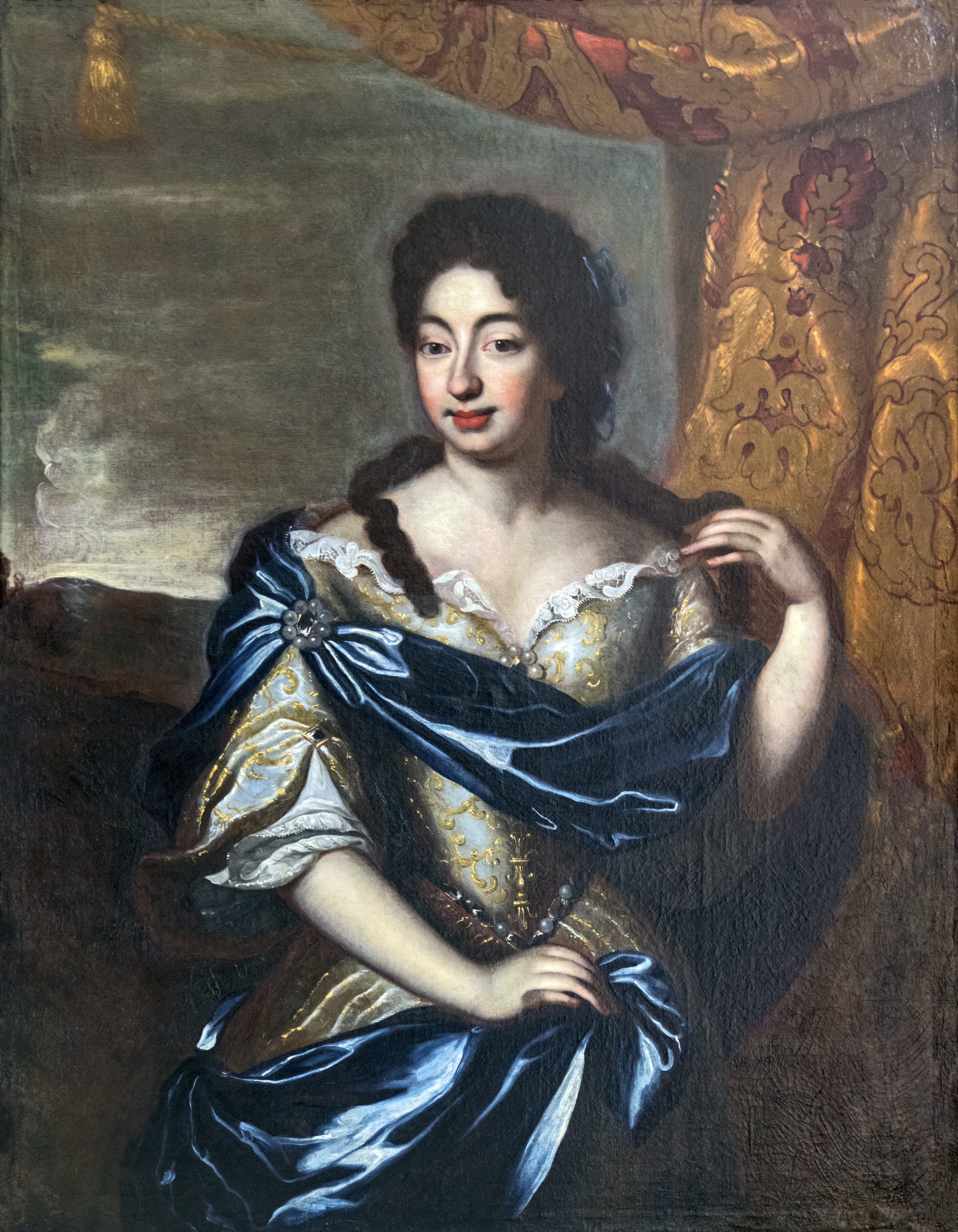
Anonyme, Jeanne-Christine de Lamoignon (vers 1715).
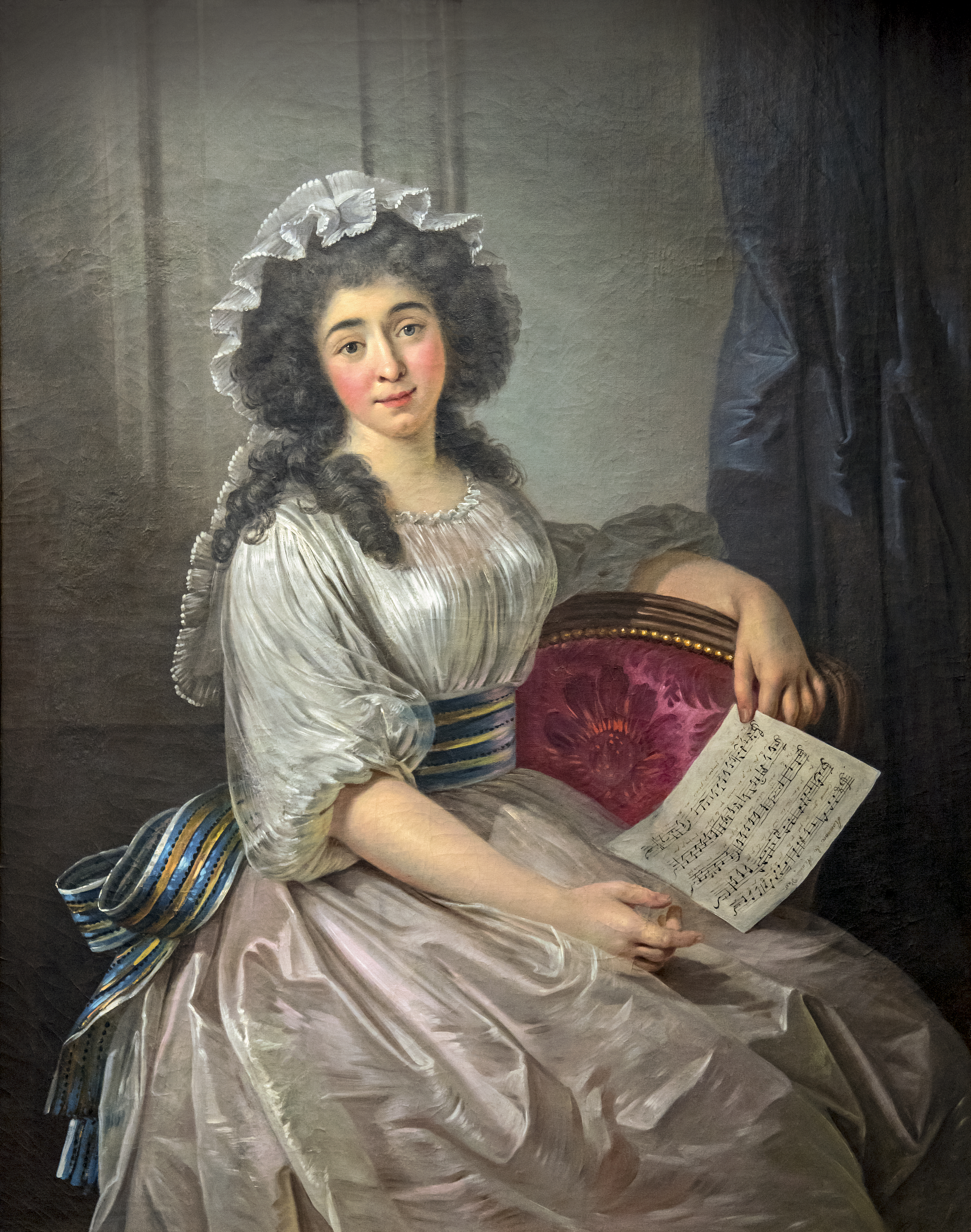
Joseph Roques, Marie-Thérèse Guignon, dite Mademoiselle Lescot.
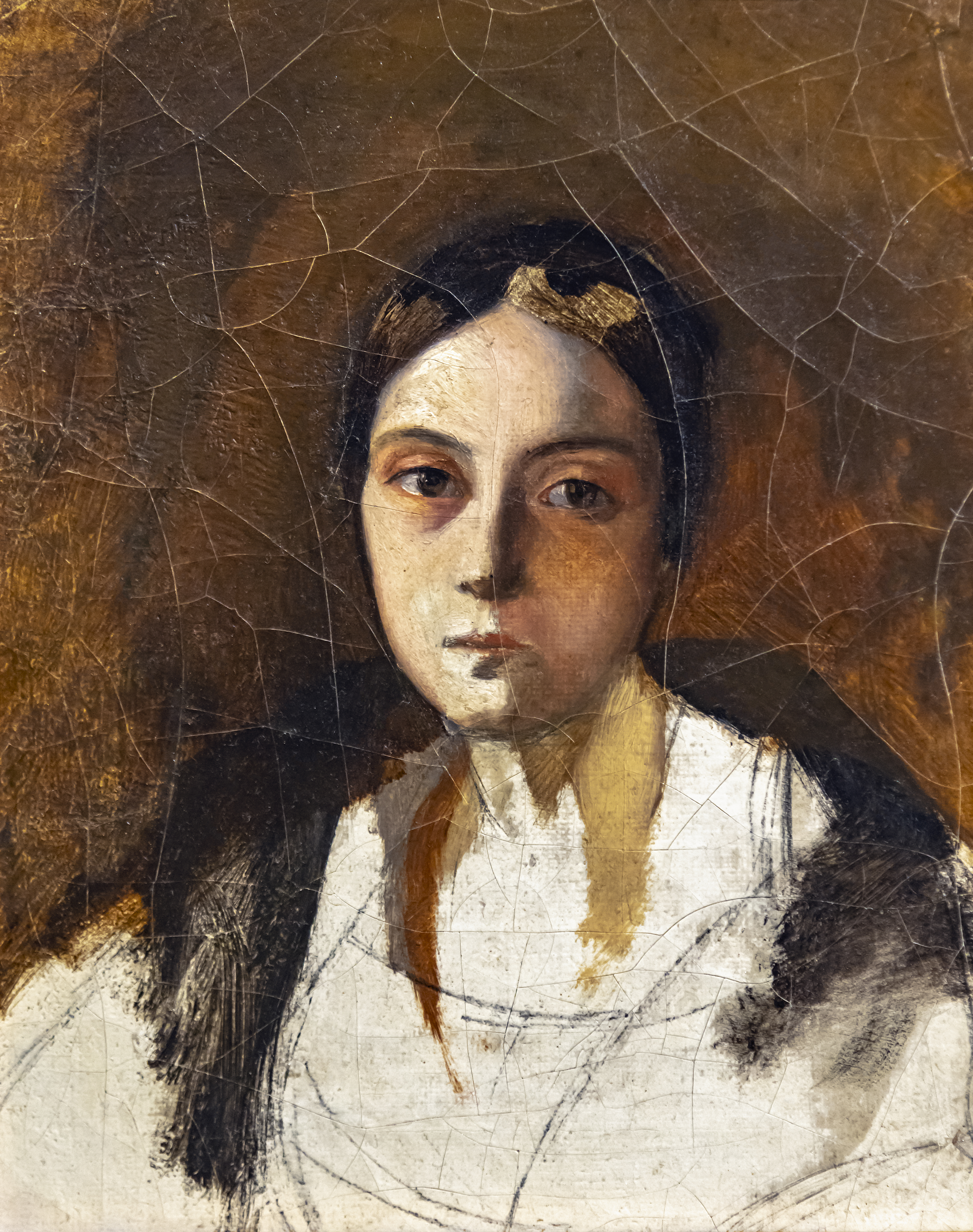
Louis de Planet, Madame de Castres (vers 1837).
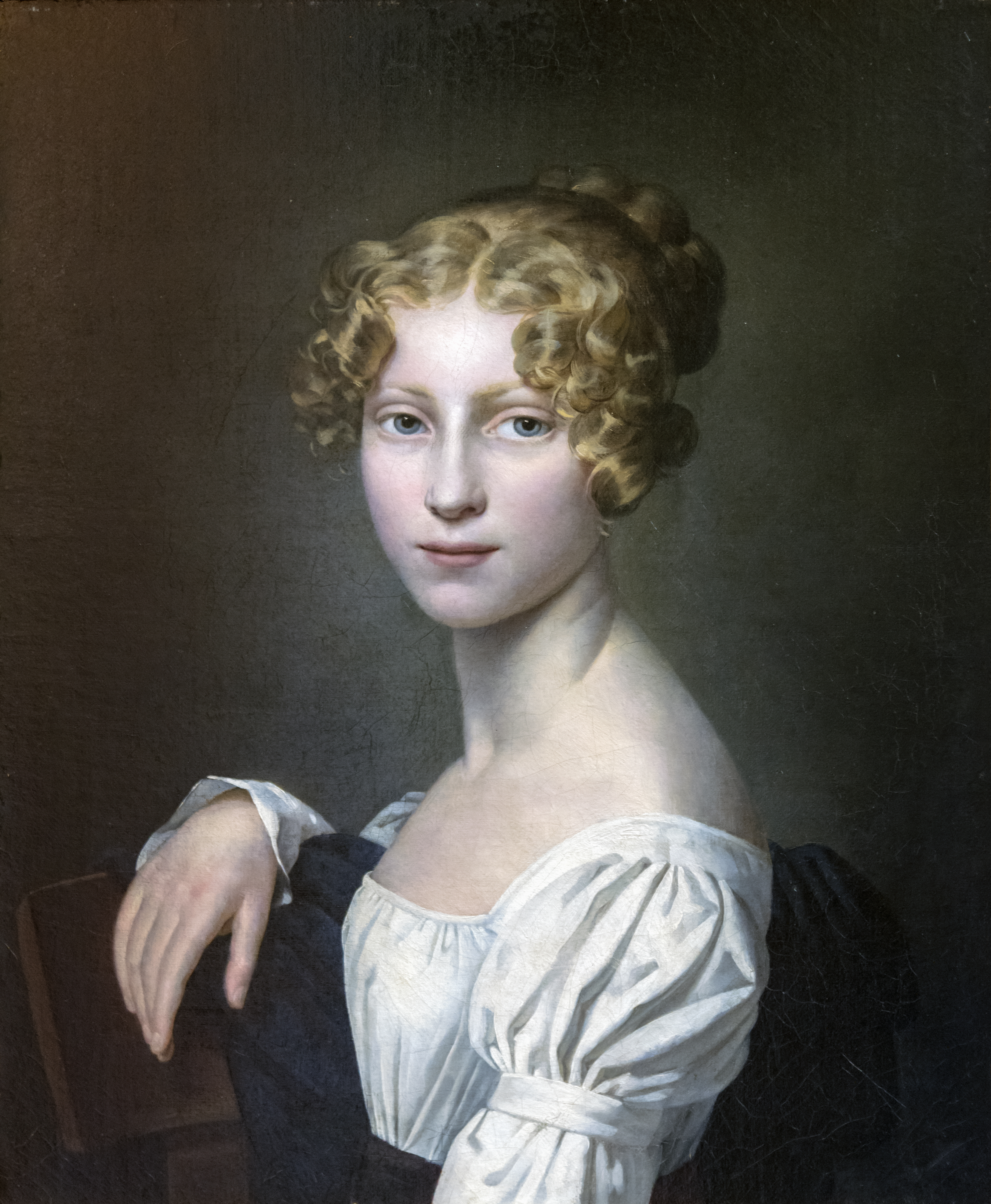
Ary Scheffer, Pauline de Rémusat (1843).
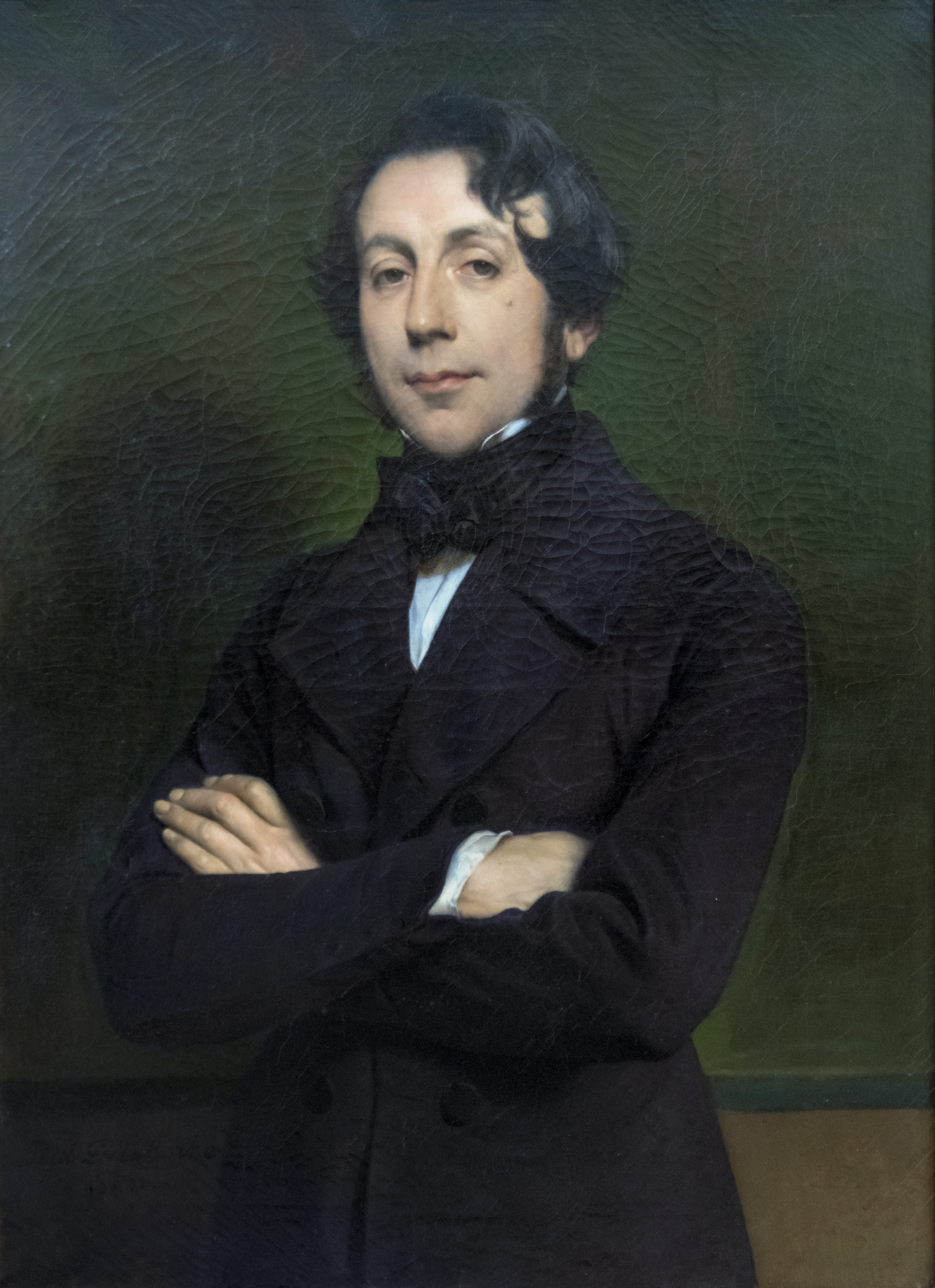
Paul Delaroche, Charles de Rémusat (1843).
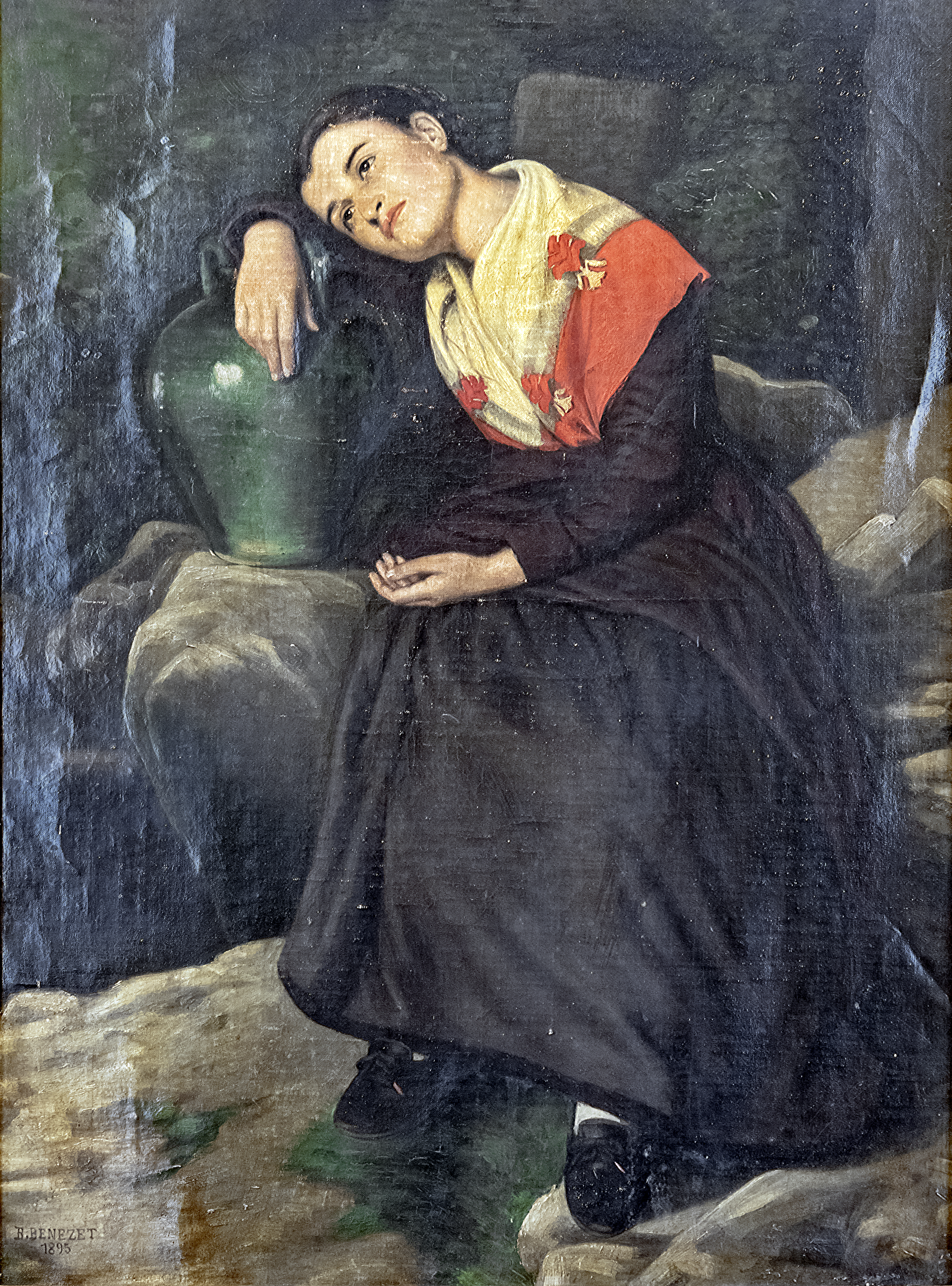
Bernard Bénézet, Jeune fille à la cruche (1895).
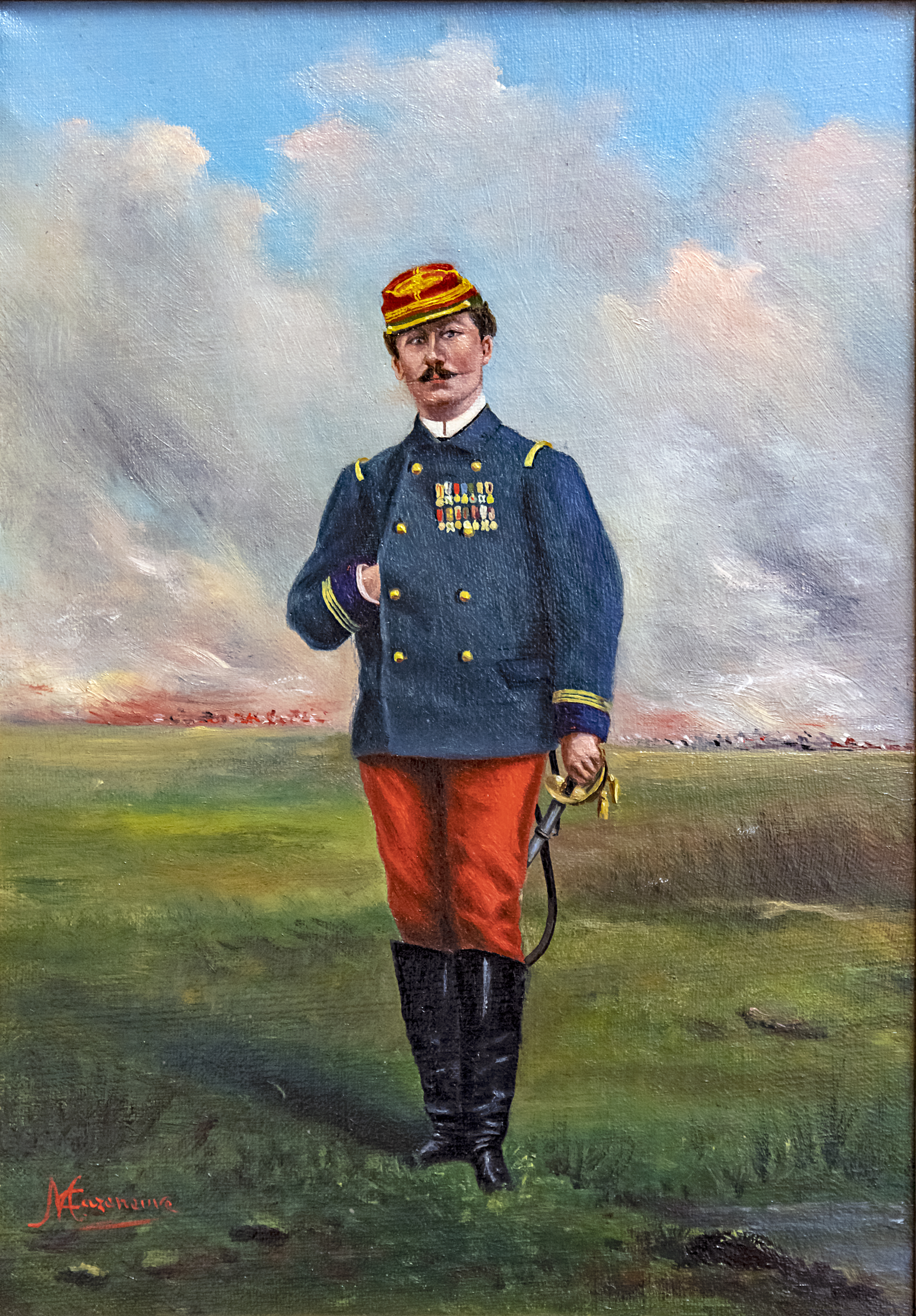
Marius Cazeneuve, Autoportrait en militaire.
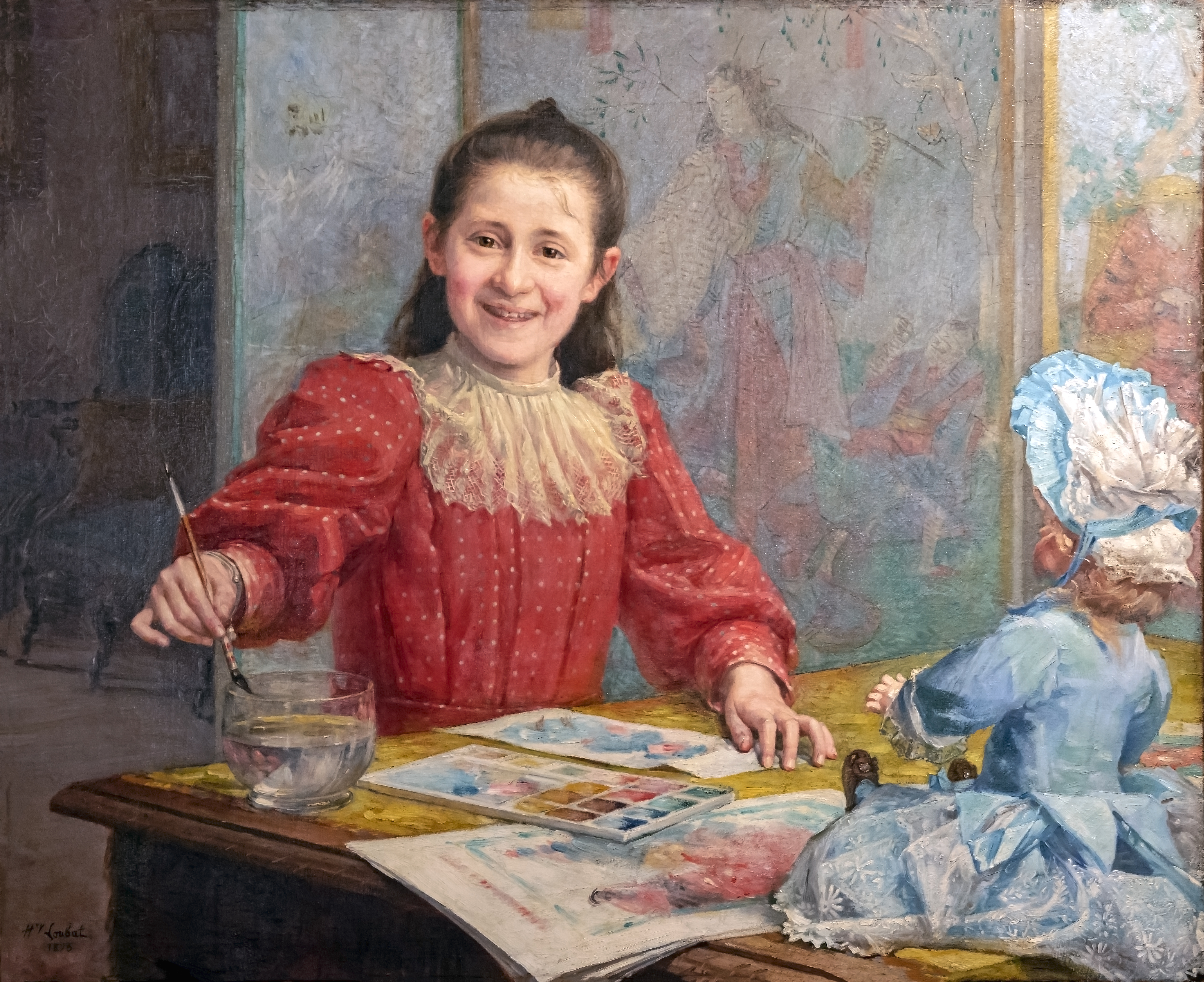
Henri Loubat, La Jeune artiste (1895).
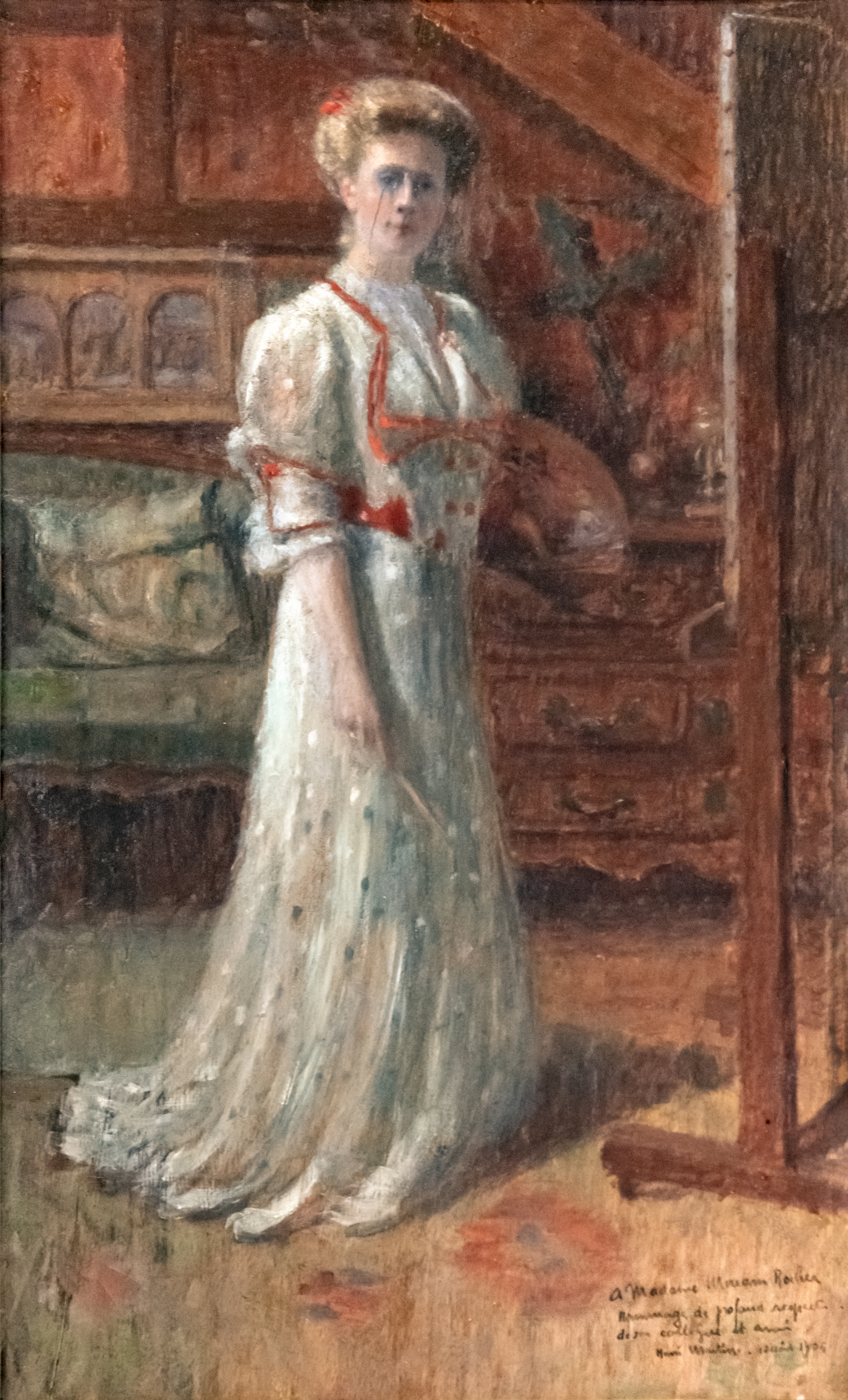
Henri Martin, Portrait de Mme Myriam Rocher (1905).
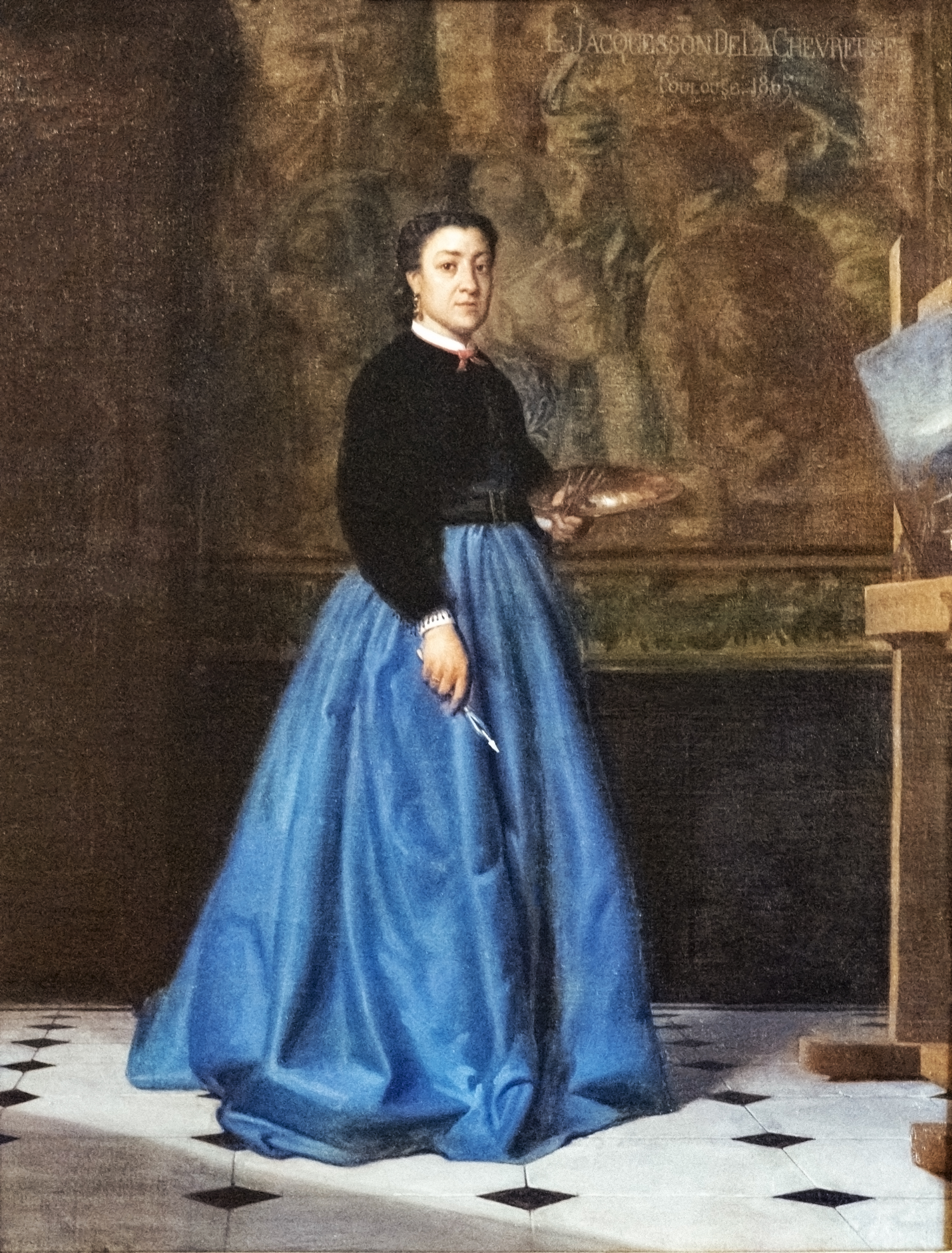
Louis Jacquesson de la Chevreuse, Portrait de ma sœur Amynthe (1865).

#### Dessin
- Paul Bernadot, Autoportrait, 1911, crayon noir sur papier.
- Romain Cazes, Portrait de Louis de Planet, 1835.

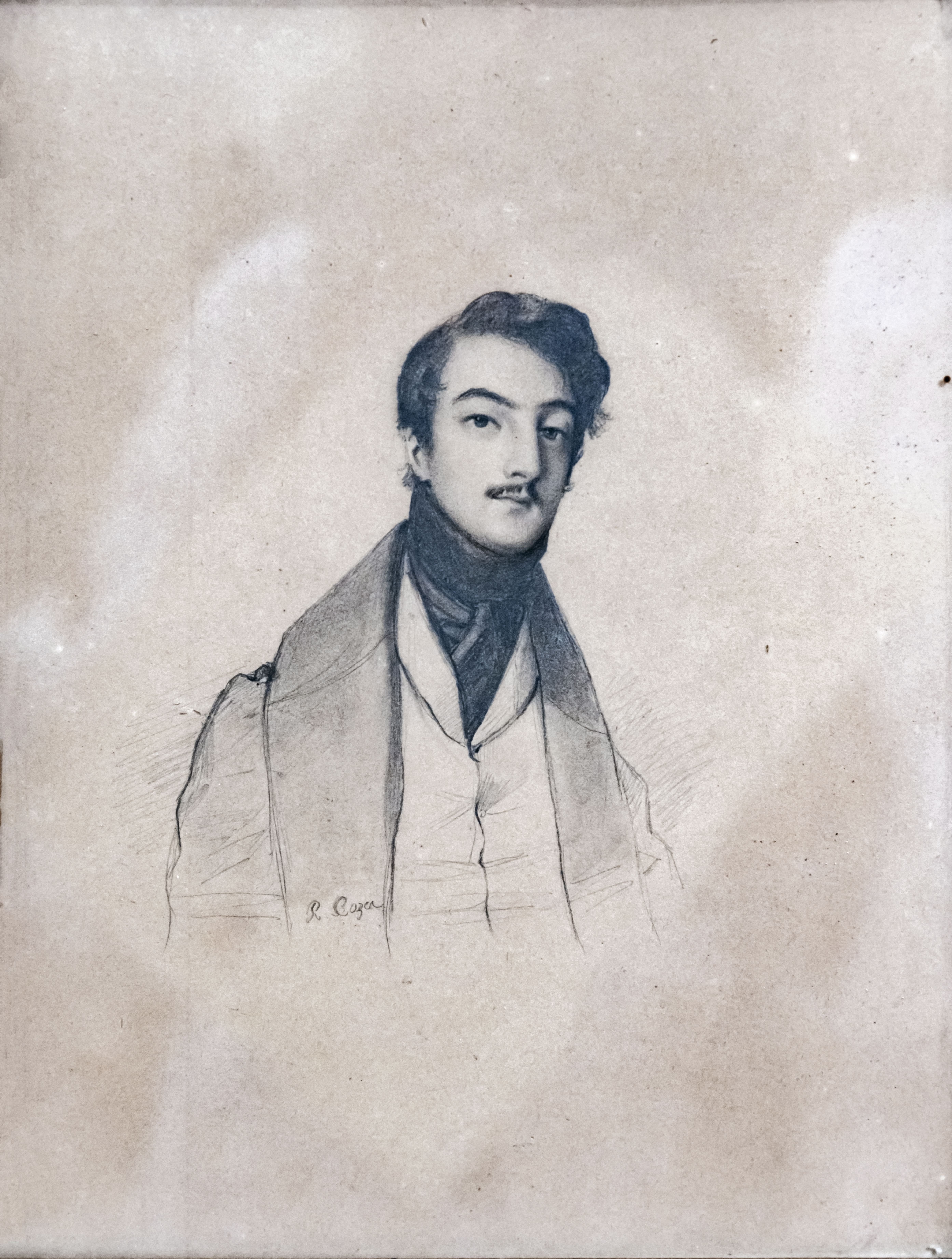
Romain Cazes, Portrait de Louis de Planet (1835).
Paul Bernadot, Autoportrait (1911).

### Paysage

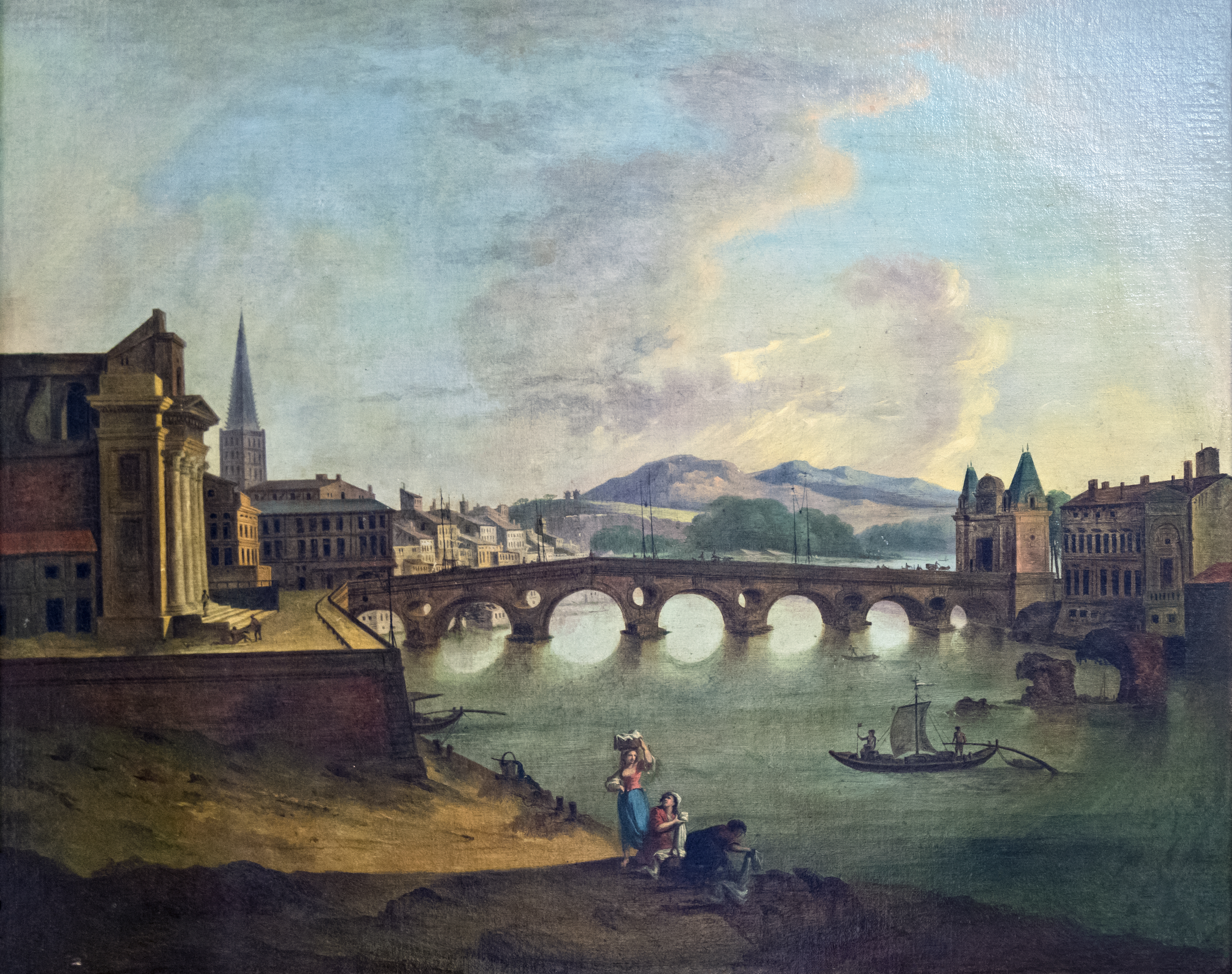
Pierre Joseph Wallaert, Le Pont neuf à Toulouse (vers 1790).
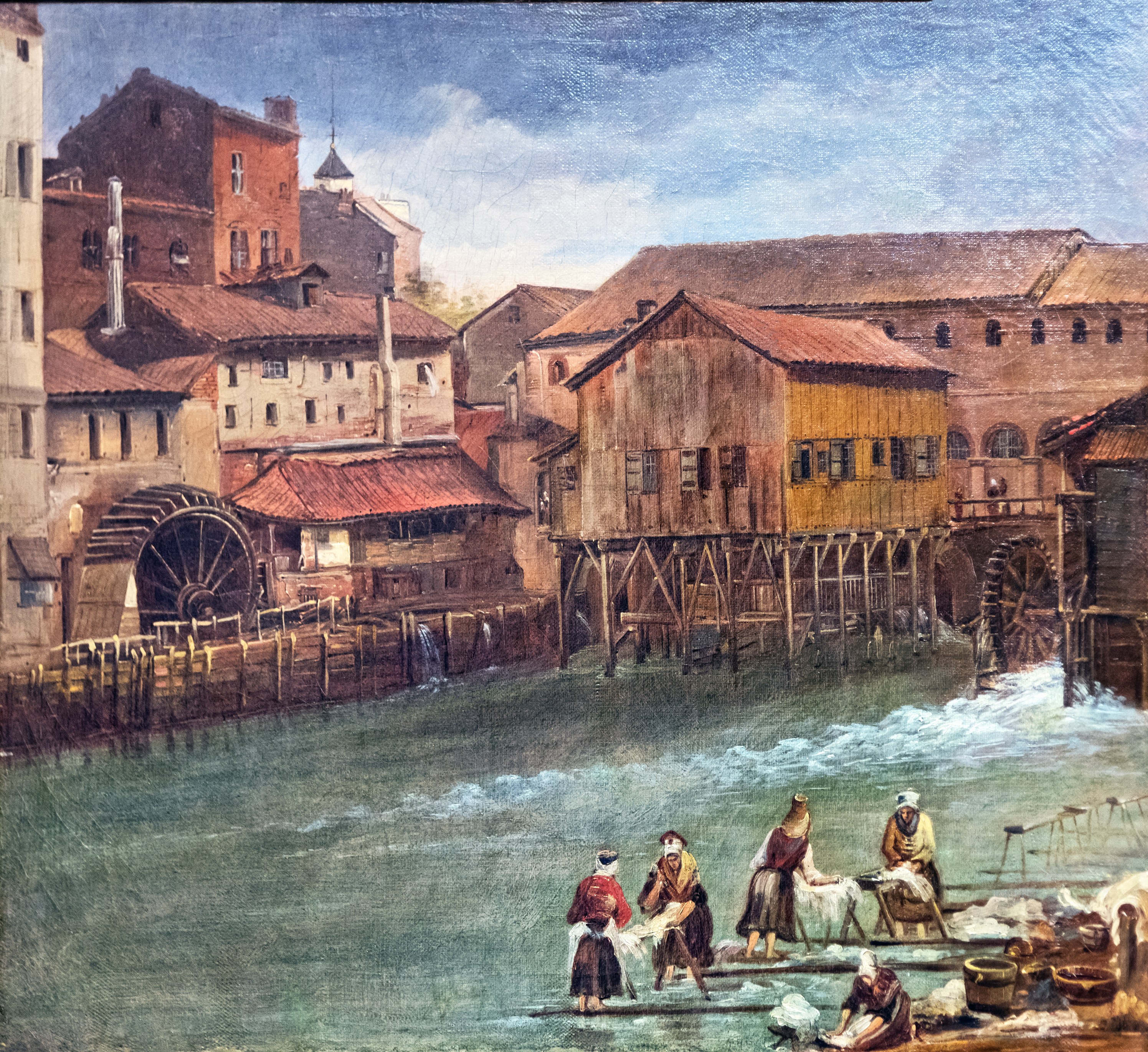
Anonyme, La Garonnette et les moulins du château narbonnais (vers 1830).
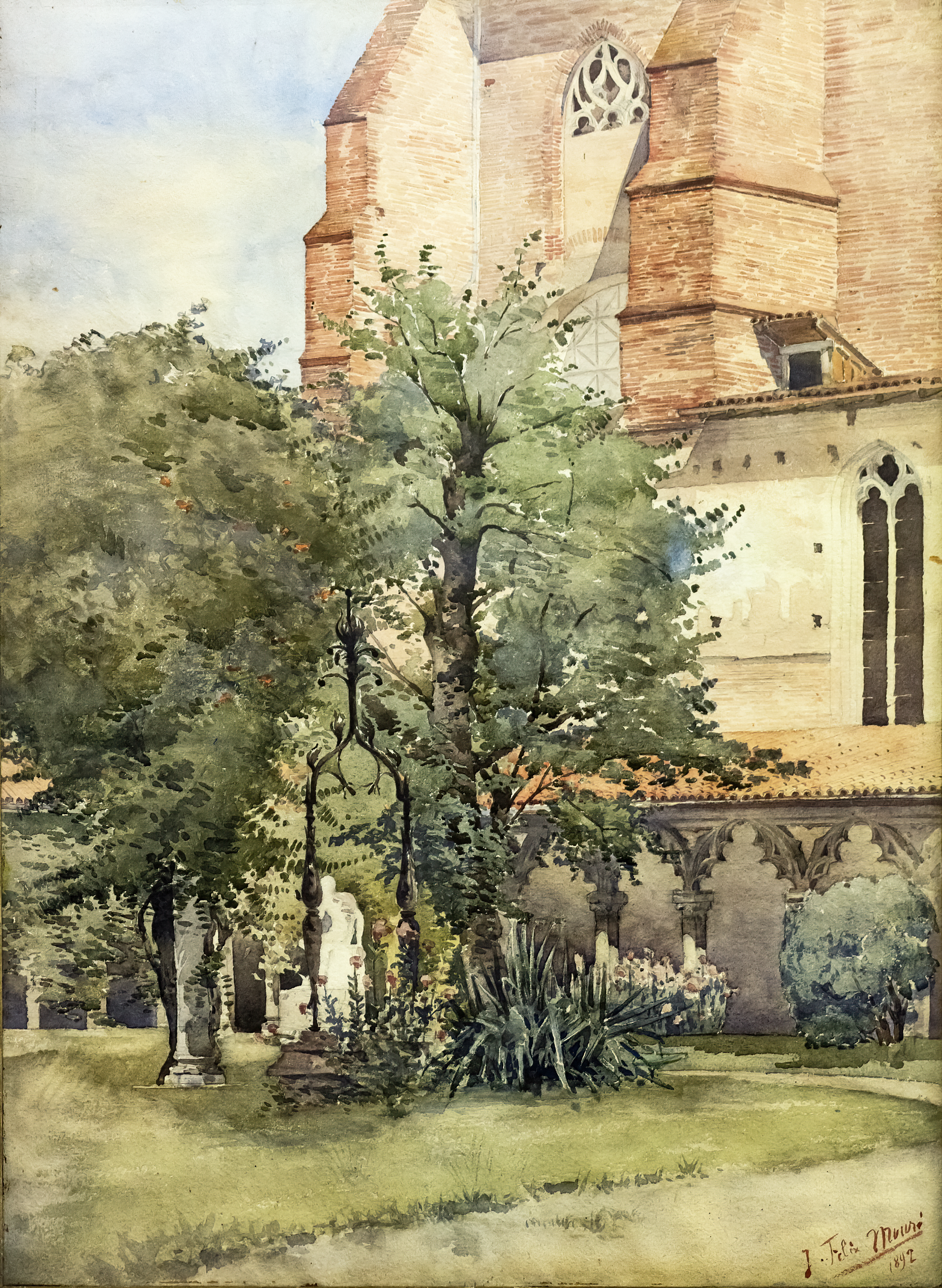
Félix Mouré, Le Cloître du couvent des Augustins (1892).
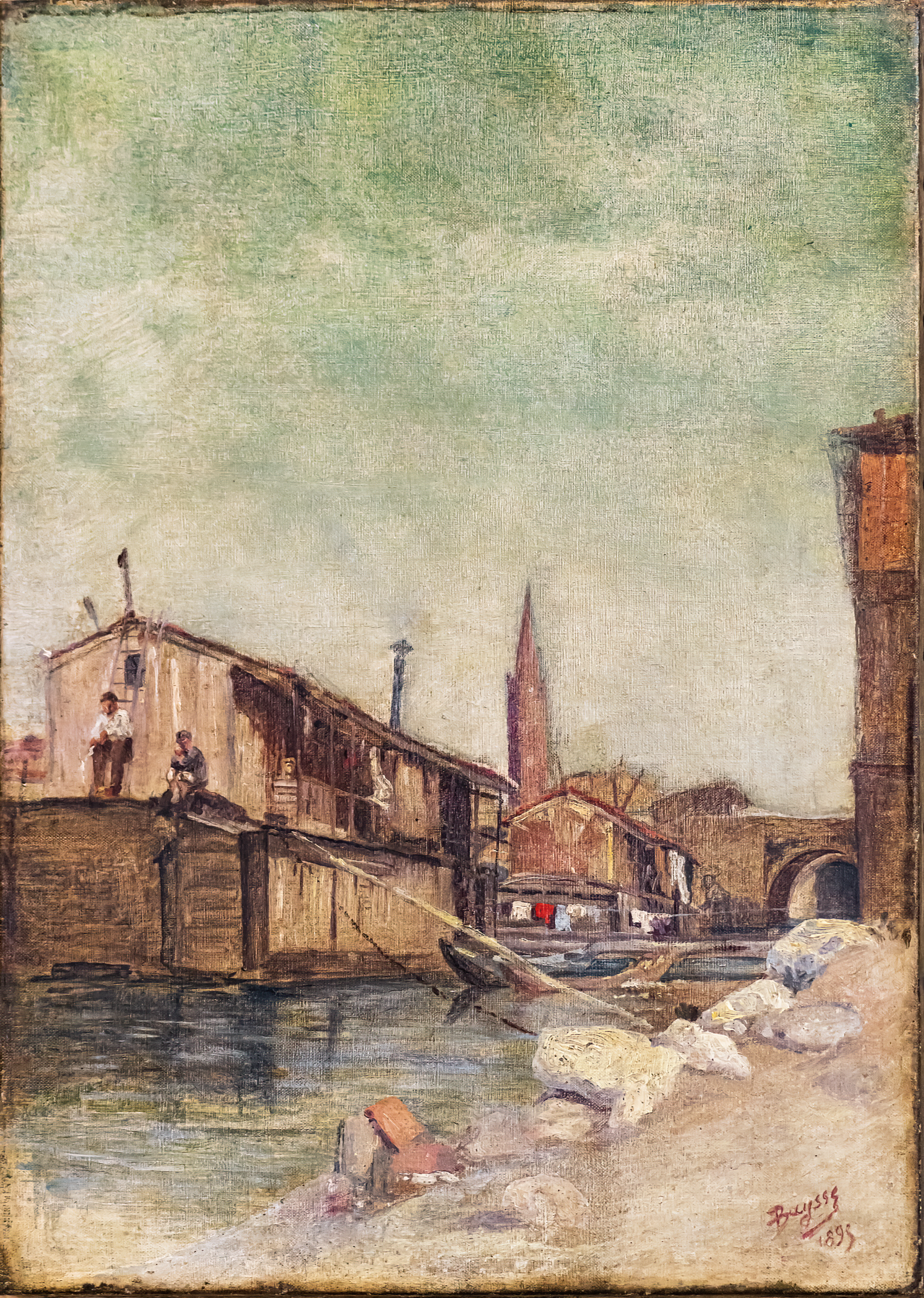
Baysse - Le port Viguerie (1895)
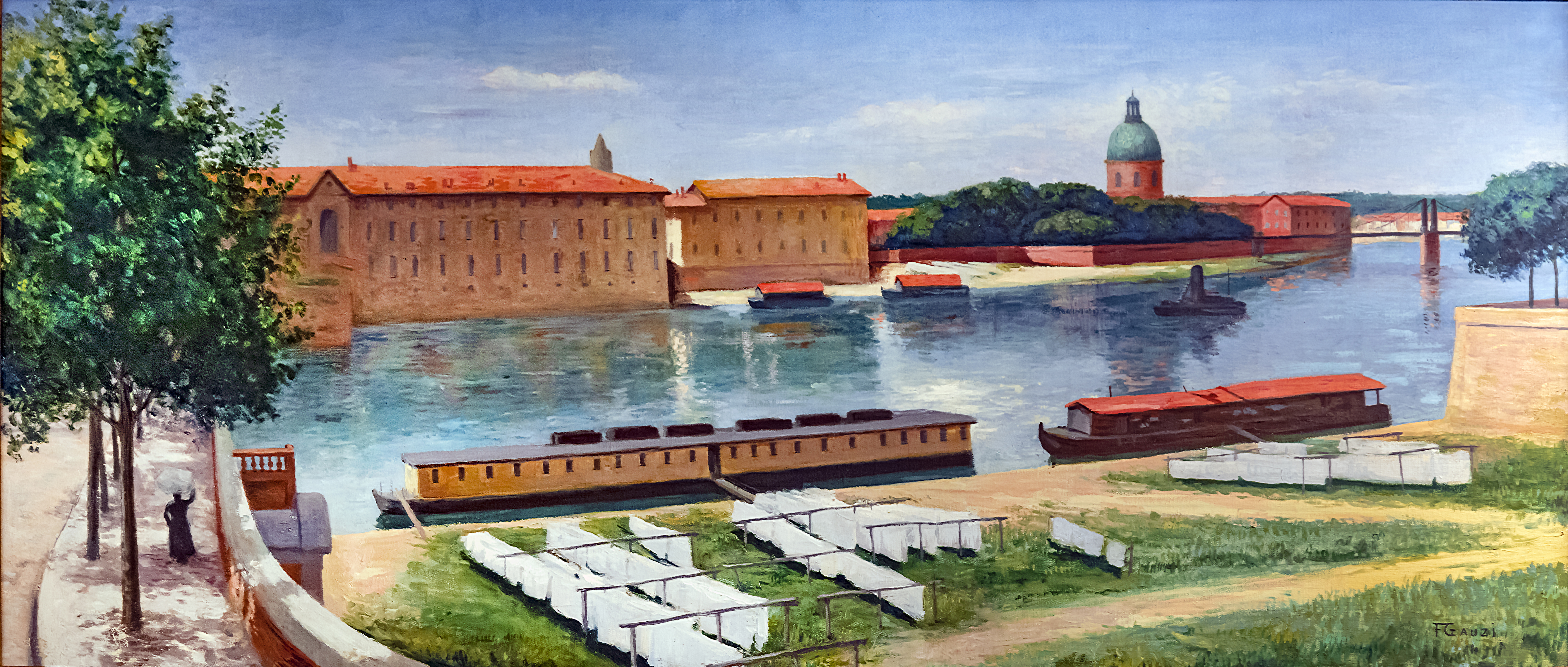
François Gauzi, Le Port de la Daurade.
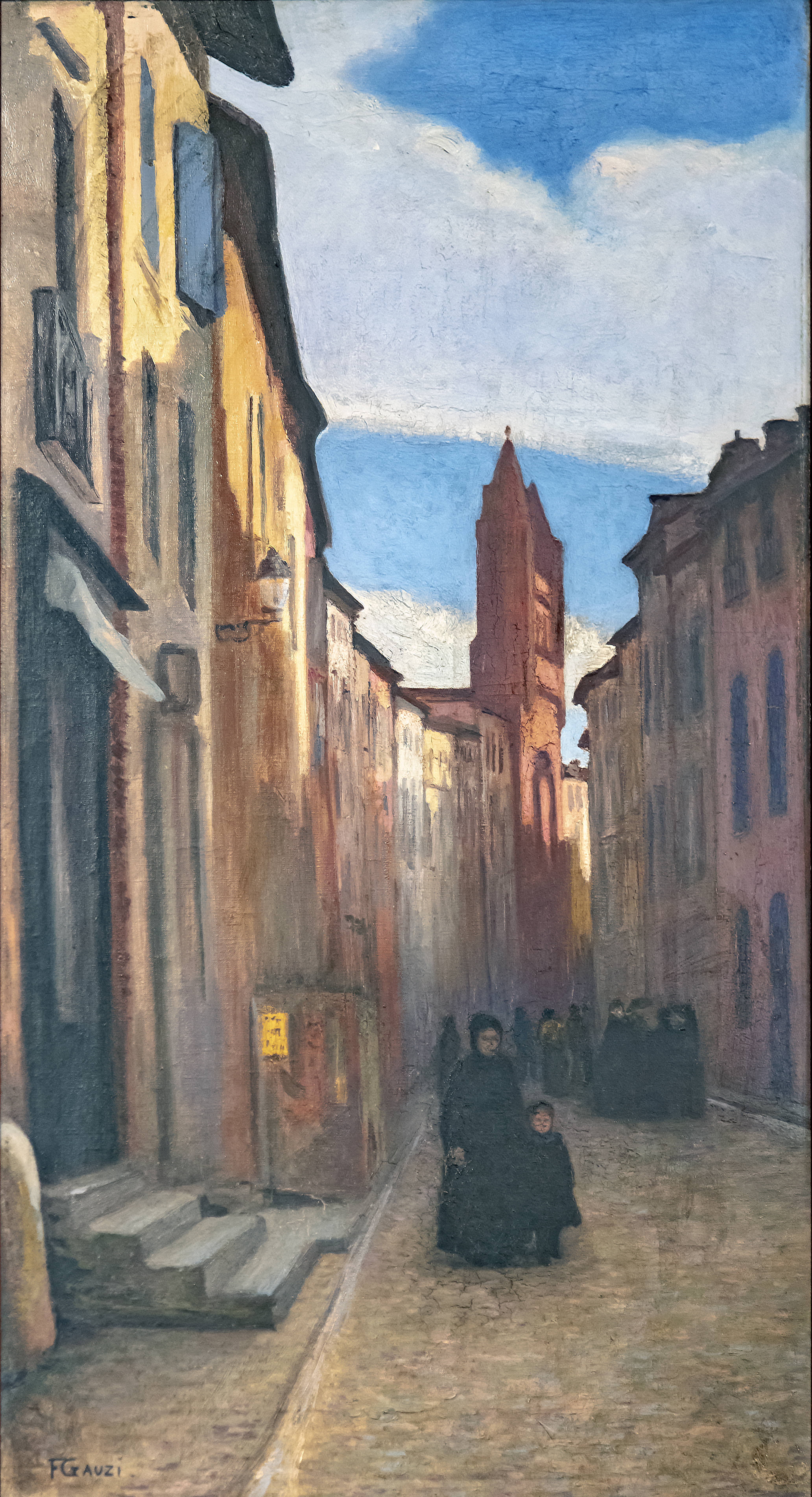
François Gauzi, La Rue du Taur (vers 1900).
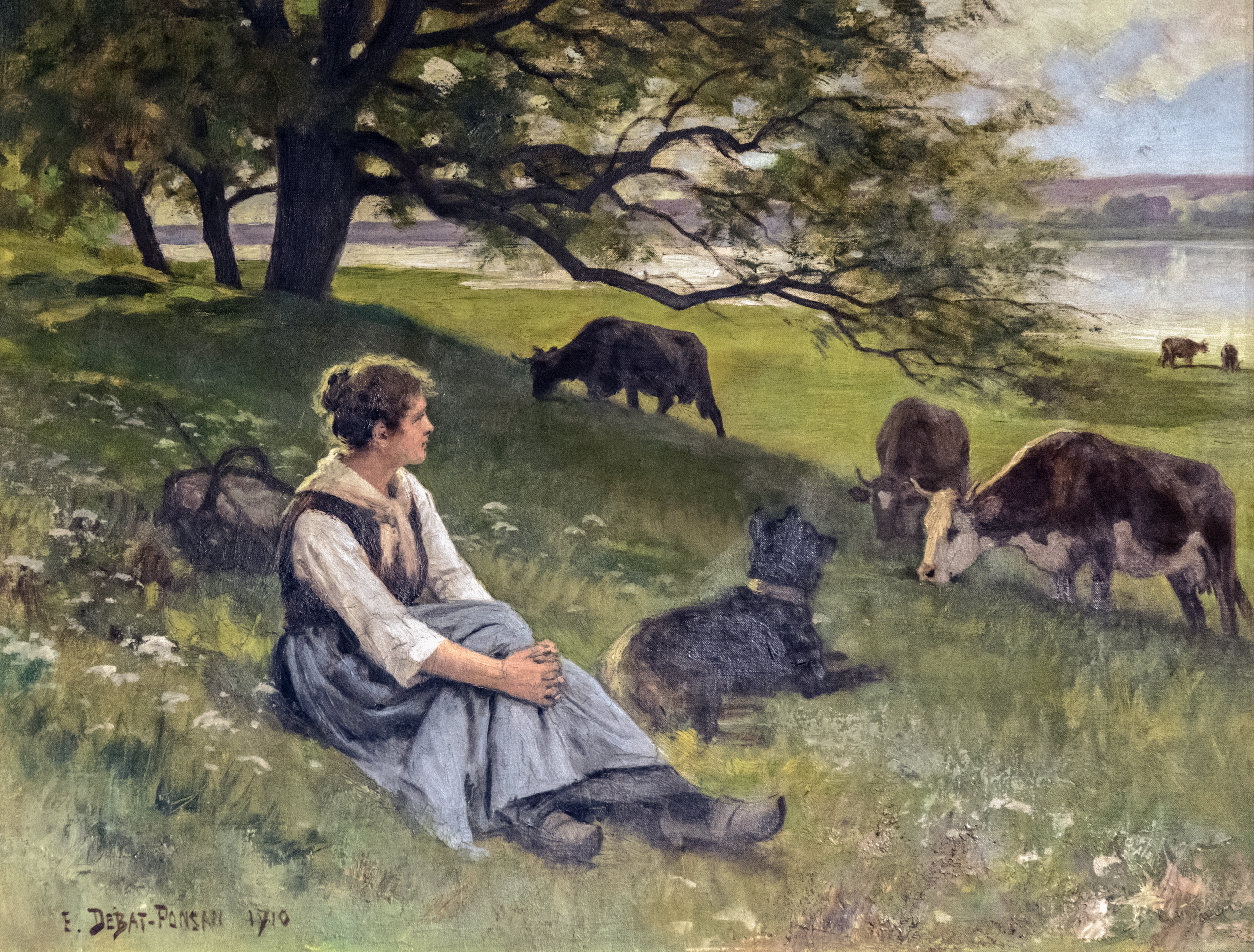
Édouard Debat-Ponsan, La Vachère (1910).
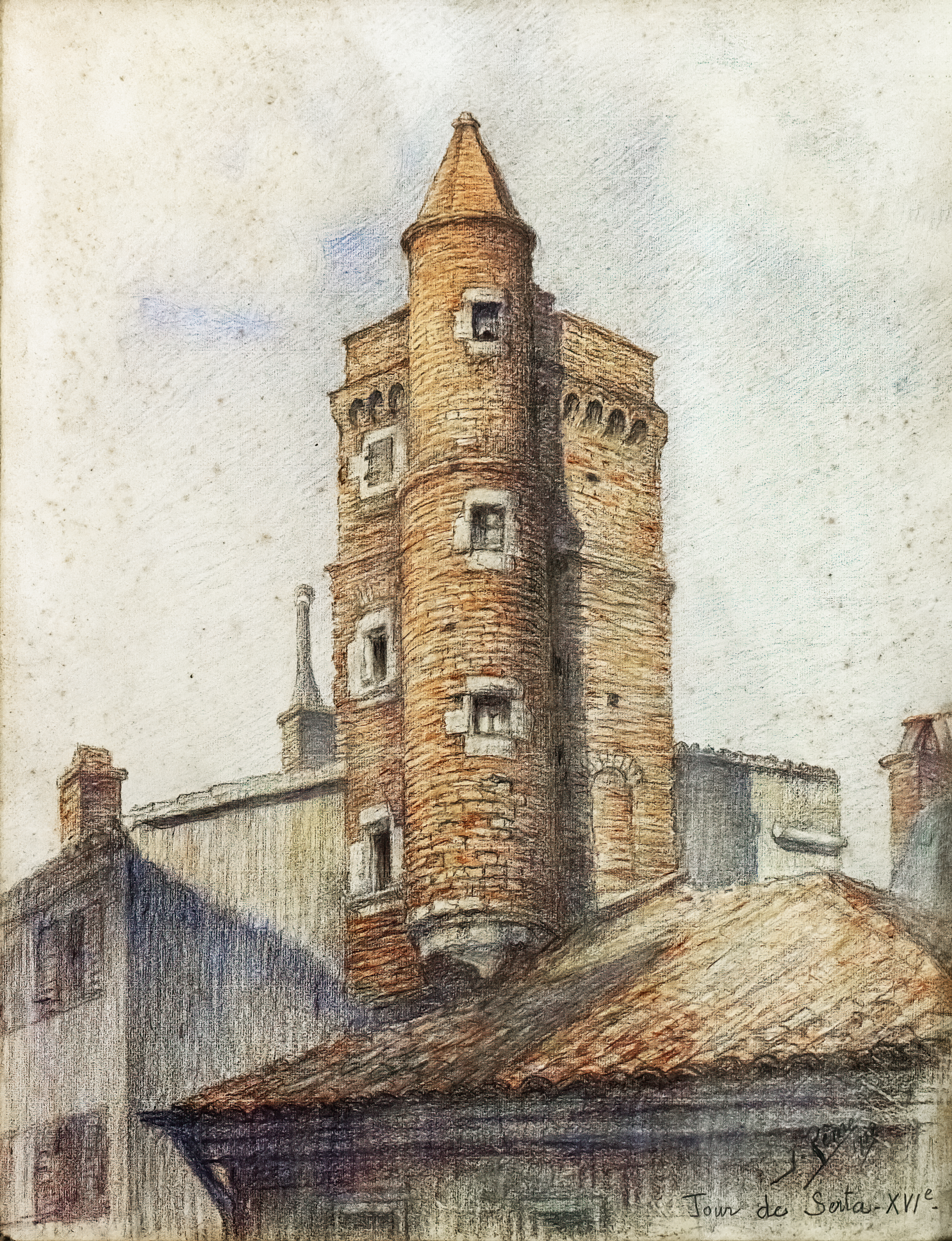
Jean Rème, La Tour de Serta (1912).
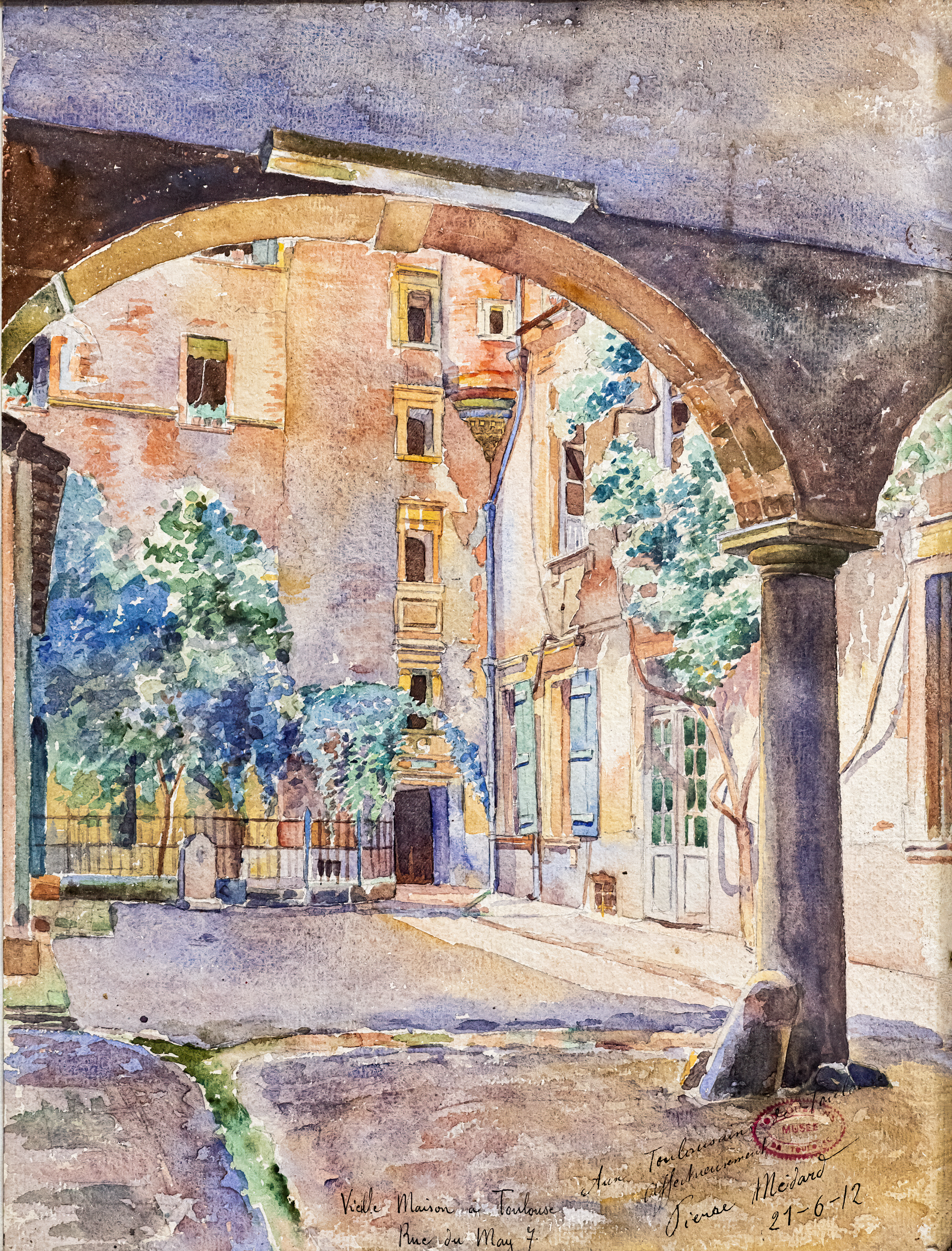
Pierre Médard, Cours de l'hôtel Dumay (1912).
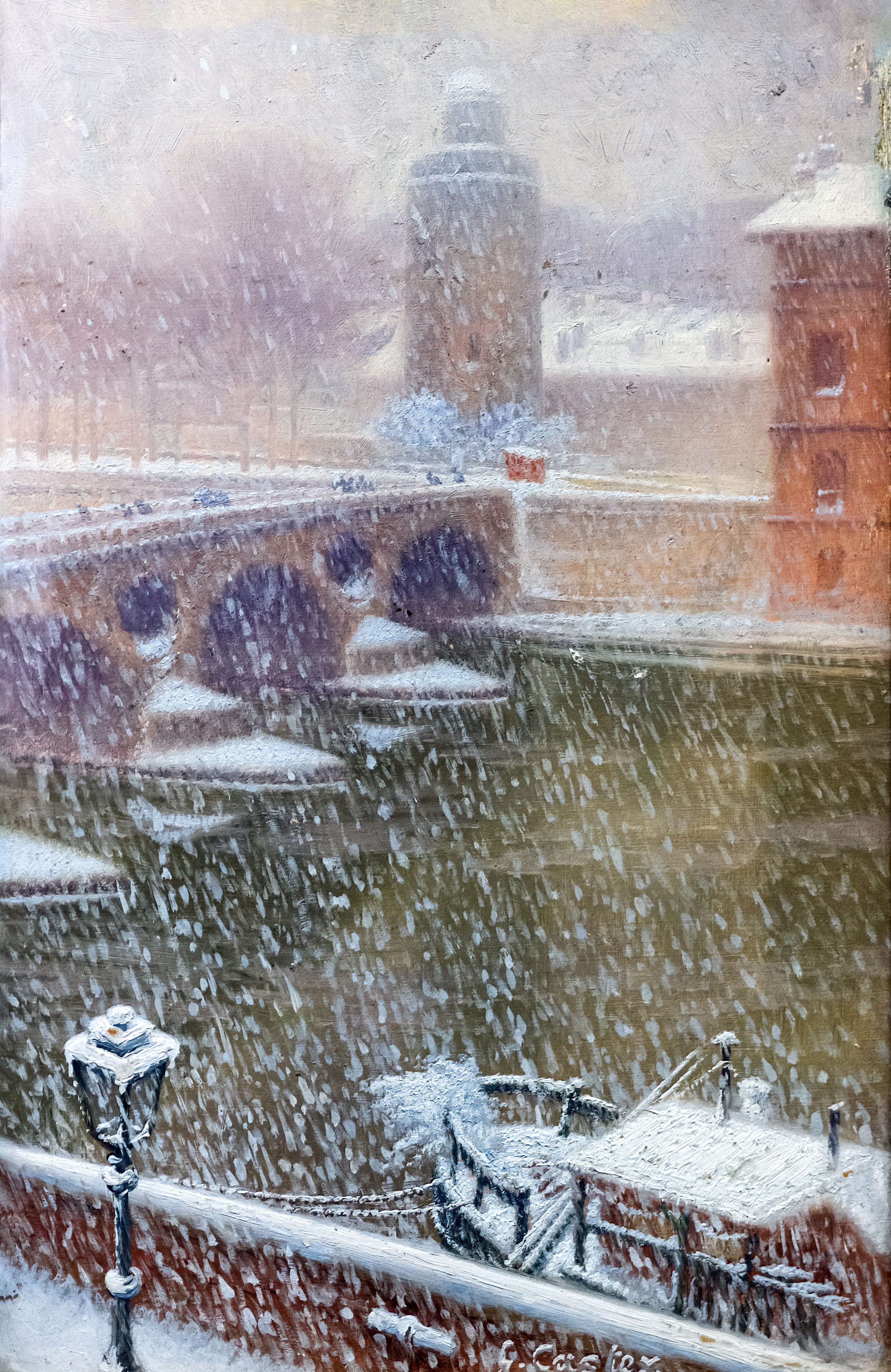
Georges Castex, le Pont Neuf et l'ancien château d'eau (1914).
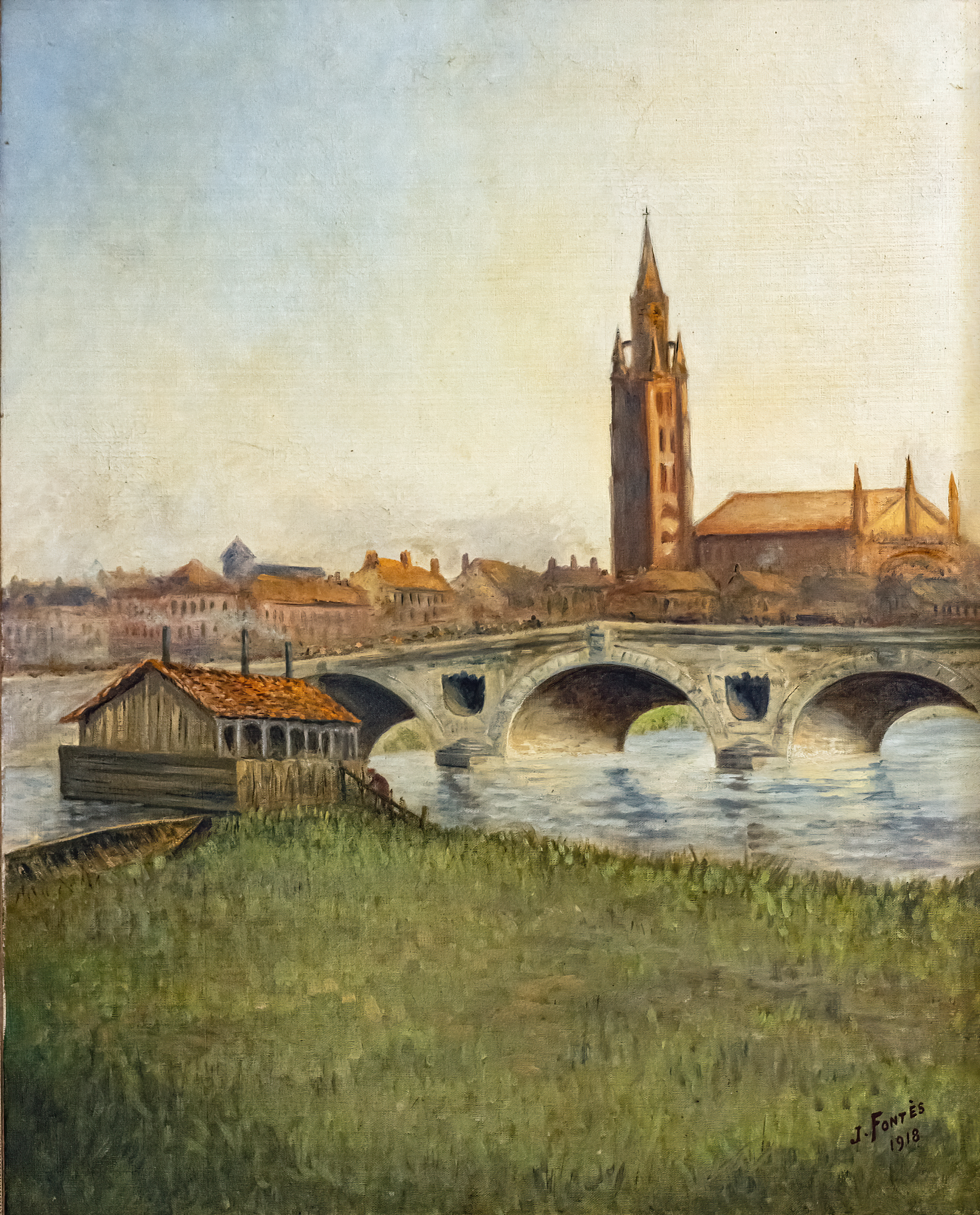
J. Fontes, Le Clocher de la Dalbade et le Pont-Neuf (1918).
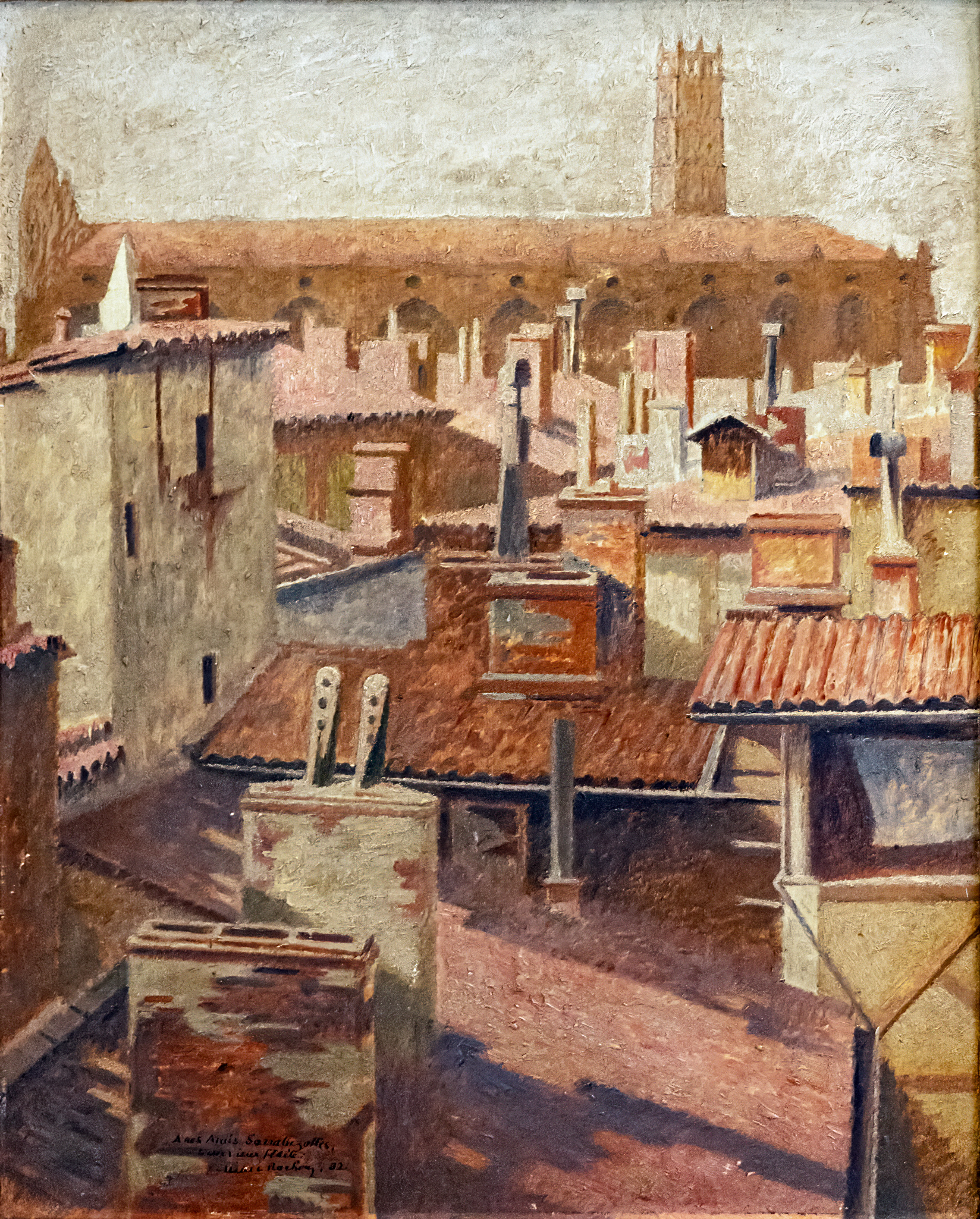
Henri Rachou, Les Toits de Toulouse et les Jacobins (1932).
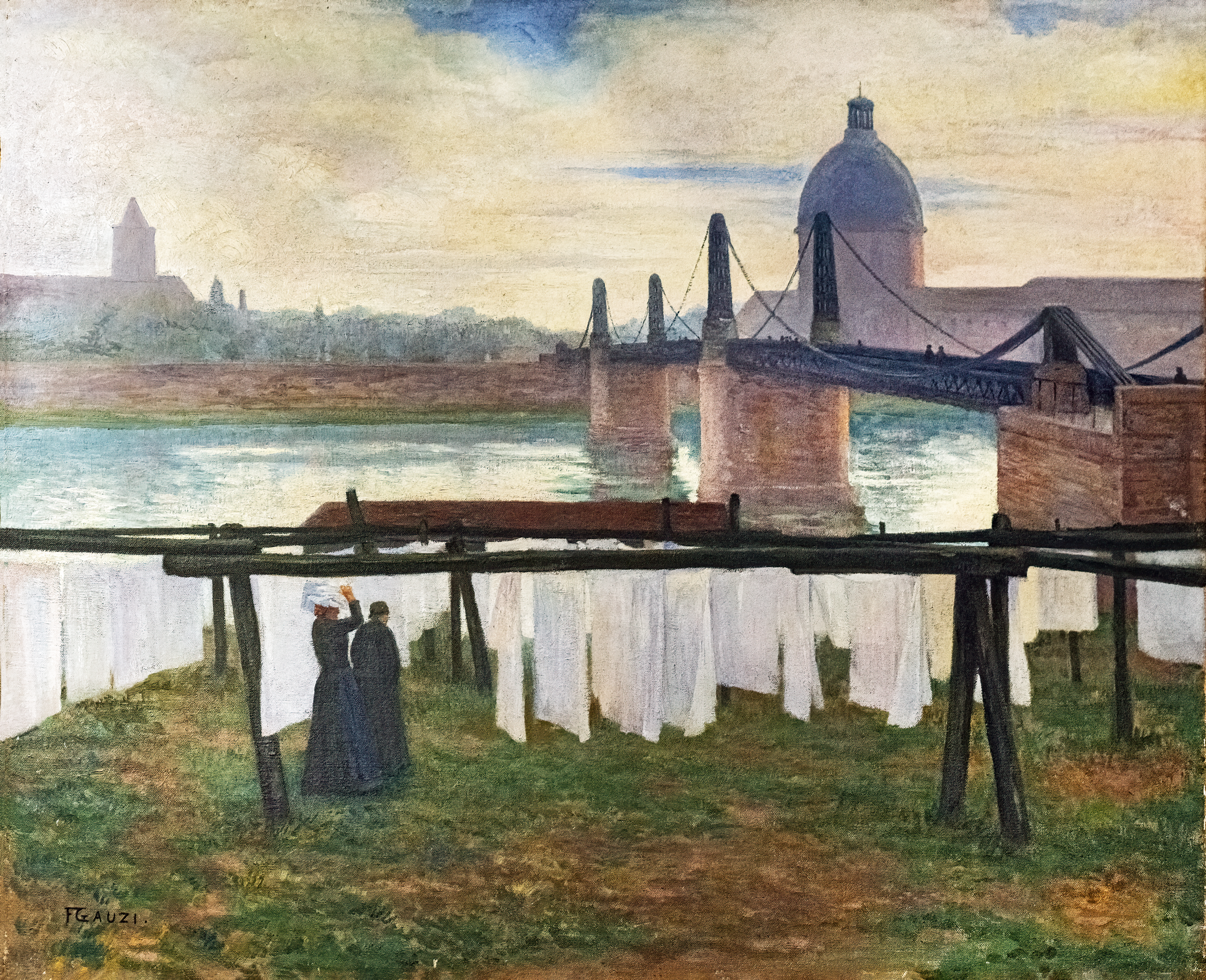
François Gauzi, Le Port et le pont Saint-Pierre.

### Histoire locale
- Joseph Roques, La Mission de 1819 dans la cathédrale Saint-Étienne, 1819.
- Félix Saurine, La Démolition de la porte Montoulieu, 1826.
- Casimir Destrem, L'Arrestation de Calas, 1879.
- Georges Castex, La Leçon de chant, 1893. Cours de chant par Paul Augé.
- Georges Castex, La Rue des cloches, 1894. Rue détruite en 1914 pour laisser place au square du Cardinal-Saliège.
- Louis Azaïs, La tour de Tounoer avant la reconstruction de l'aile moderne gauche du bâtiment.
- Roger de Lapasse, Église Notre-Dame de la Dalbade en ruines (1926).

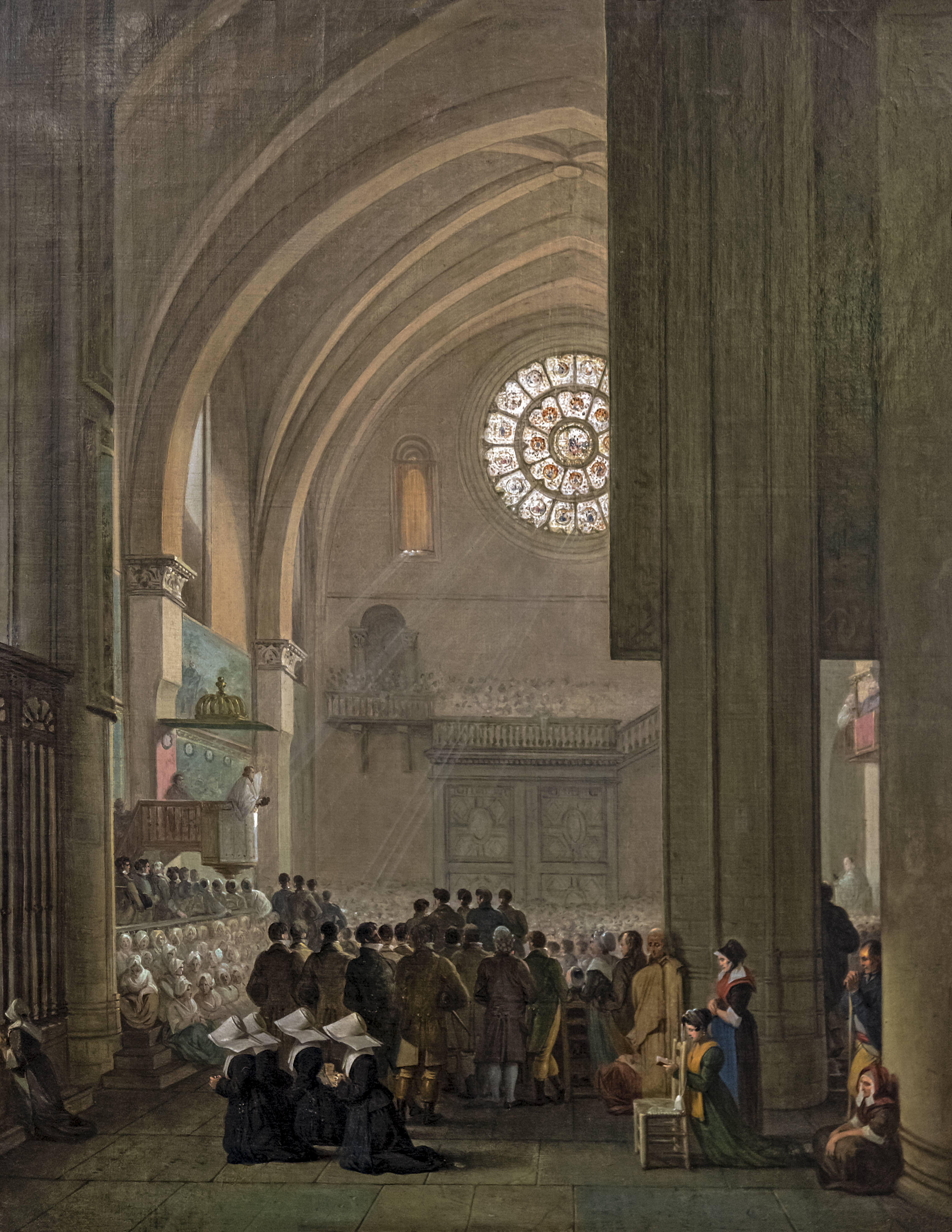
Joseph Roques, La Mission de 1819 dans la cathédrale Saint-Étienne (1819).
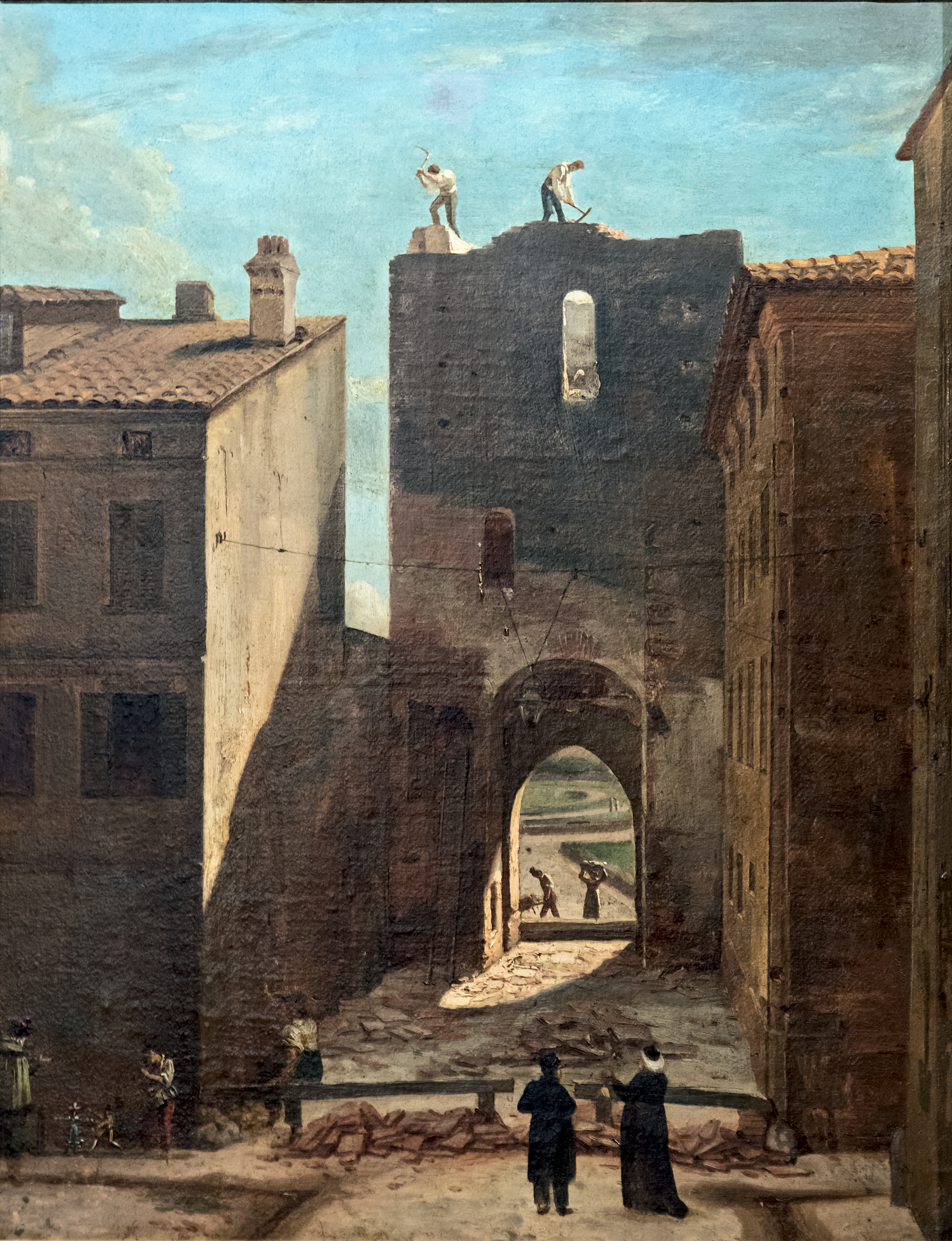
Félix Saurine, La Démolition de la porte Montoulieu (1826).
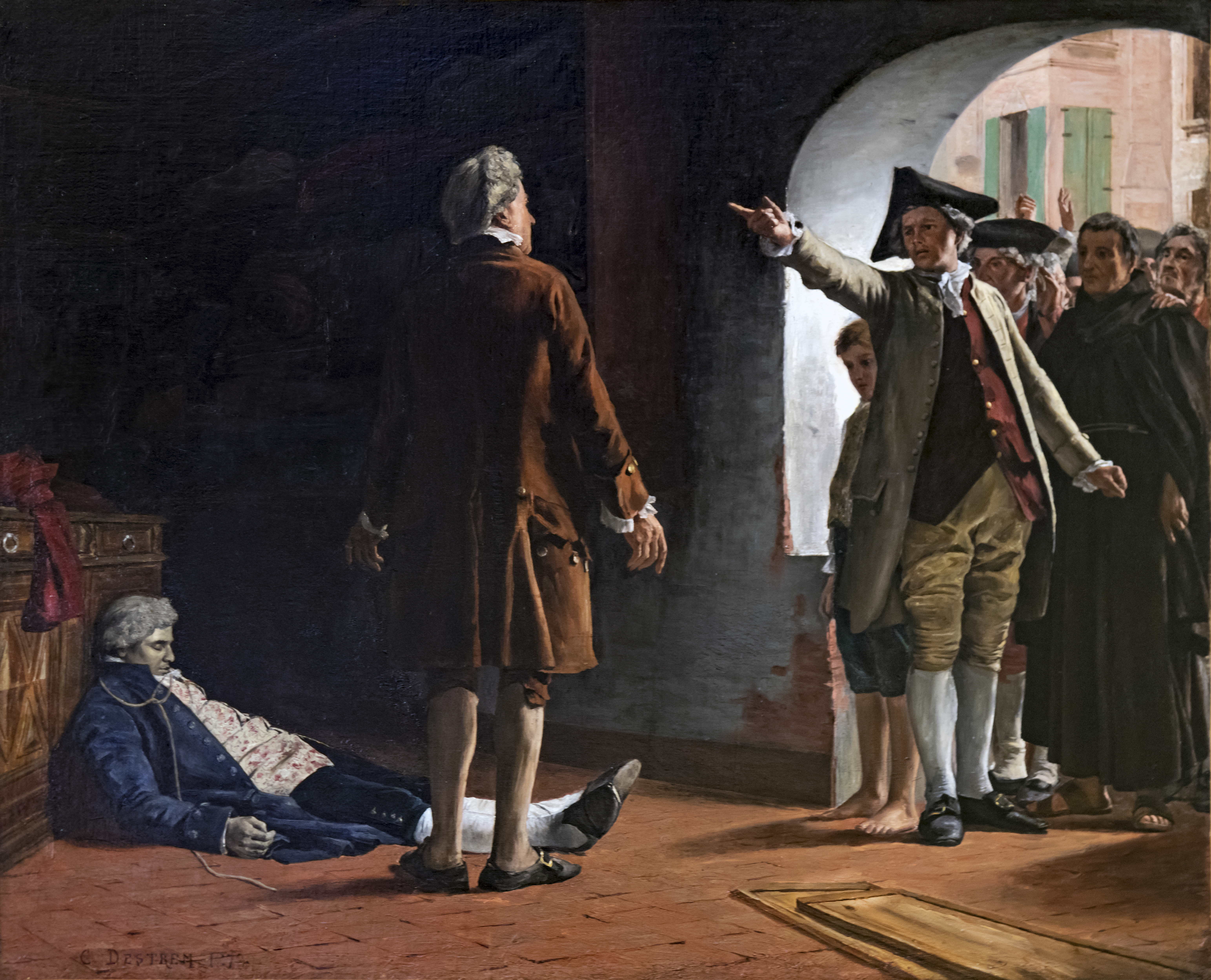
Casimir Destrem, L'Arrestation de Calas (1879).
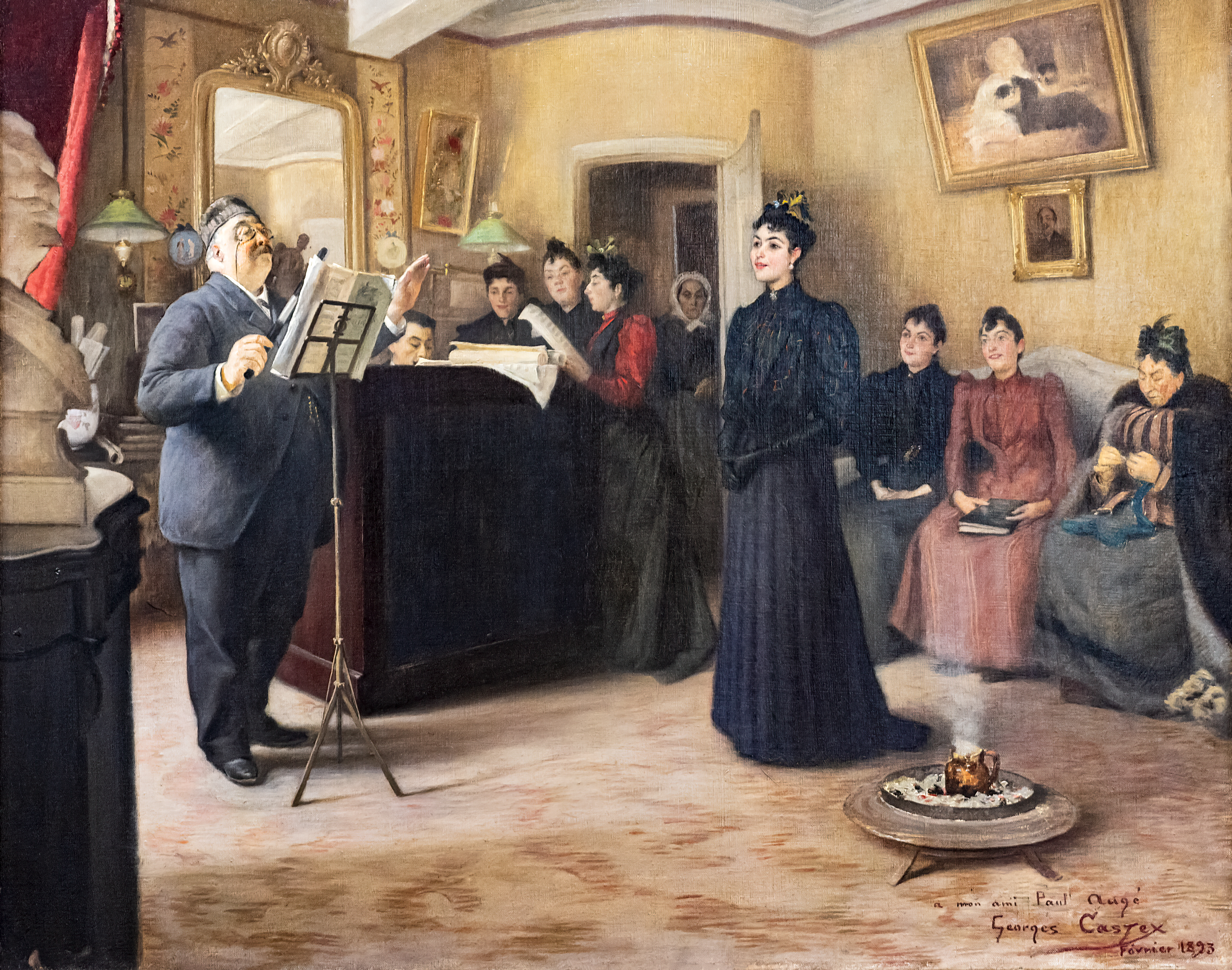
Georges Castex, La Leçon de chant (1893).
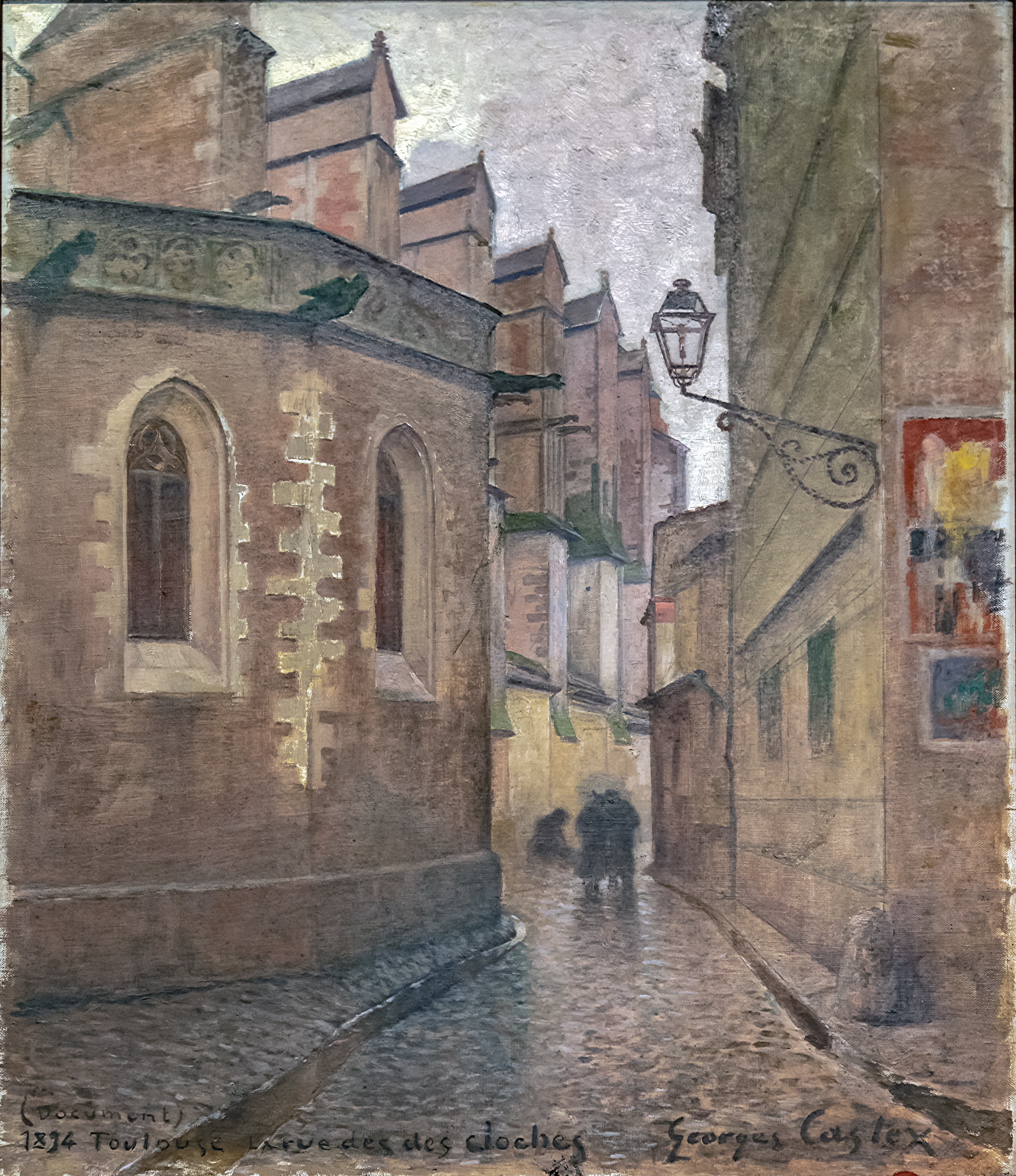
Georges Castex, La Rue des cloches (1894).
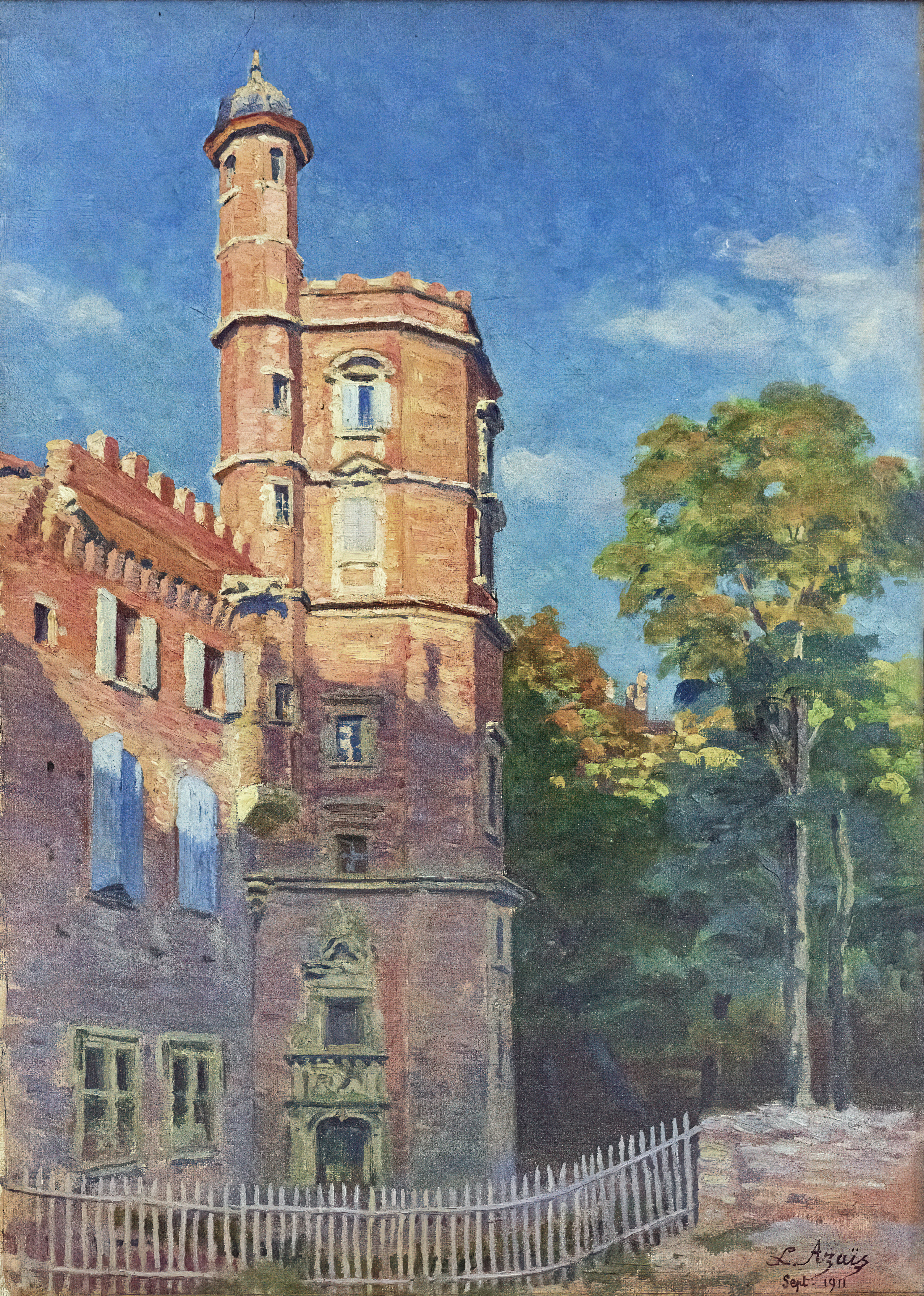
Louis Azaïs, La Tour de Tounoer (1911).
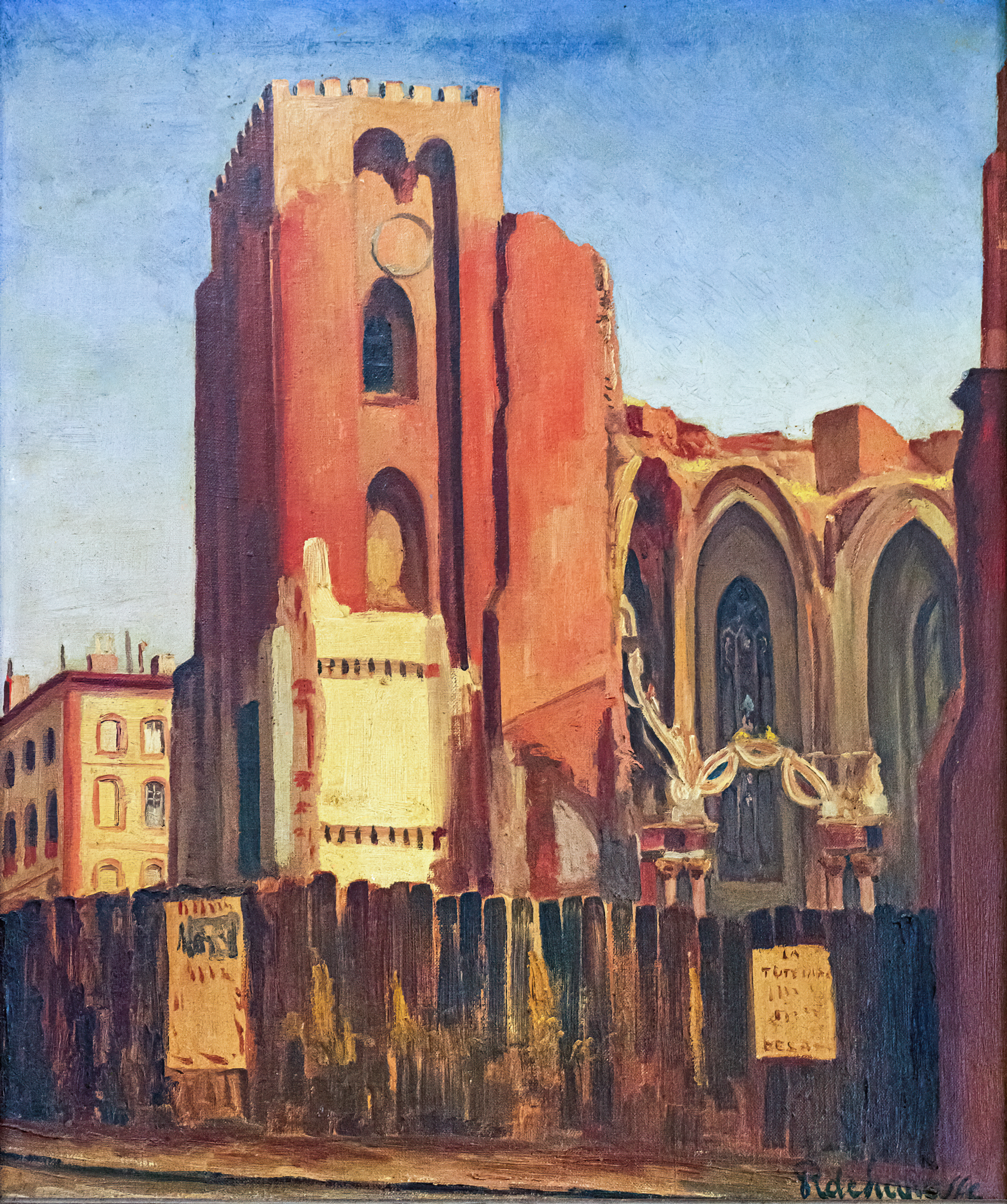
Roger de Lapasse, La Dalbade en ruines (1926).

### Peinture religieuse
- Joseph Roques, L'Intérieur de la chapelle de l'Inquisition, 1822.
- Louis de Planet, Christ en Croix, vers 1840.

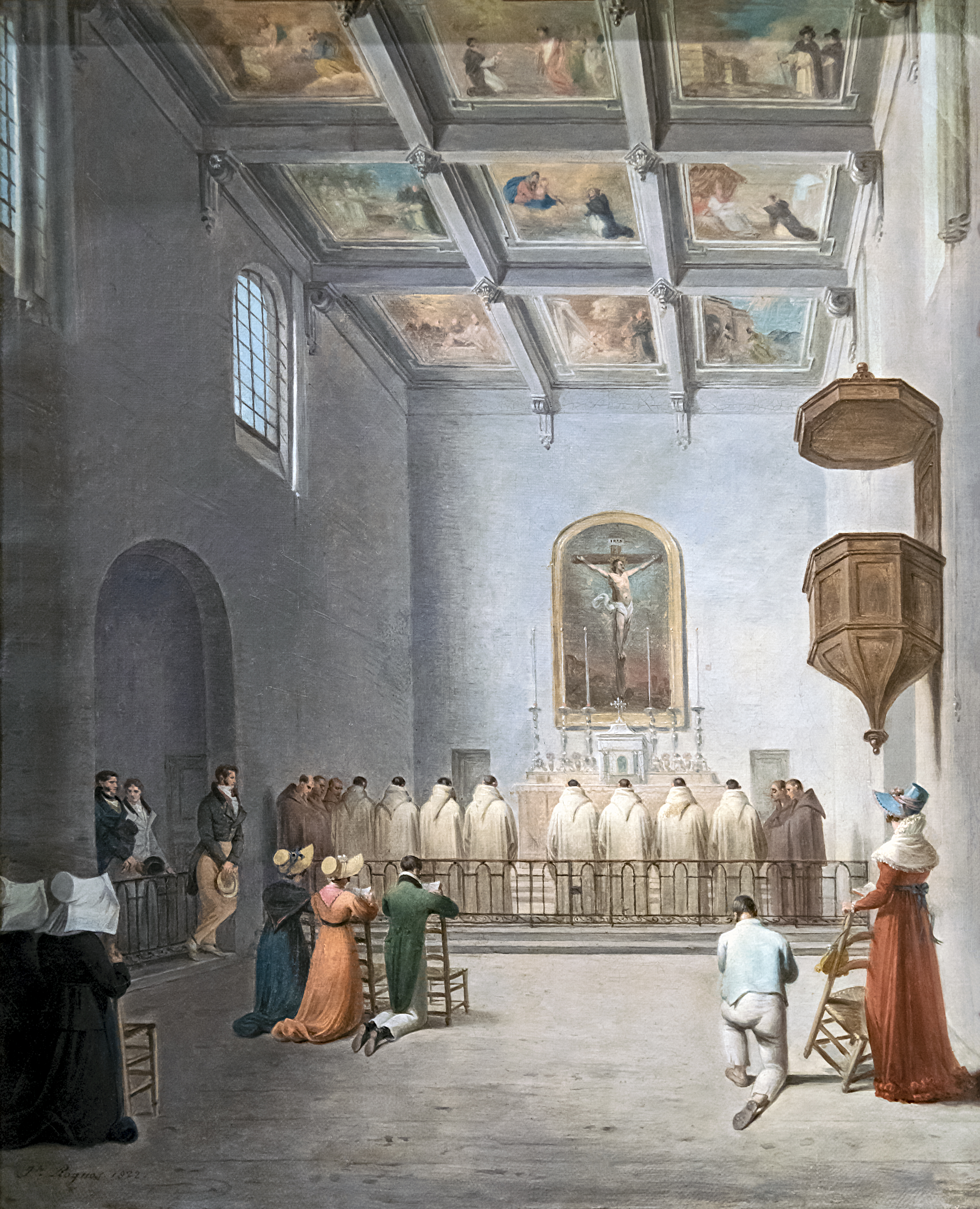
Joseph Roques, L'Intérieur de la chapelle de l'Inquisition (1822).
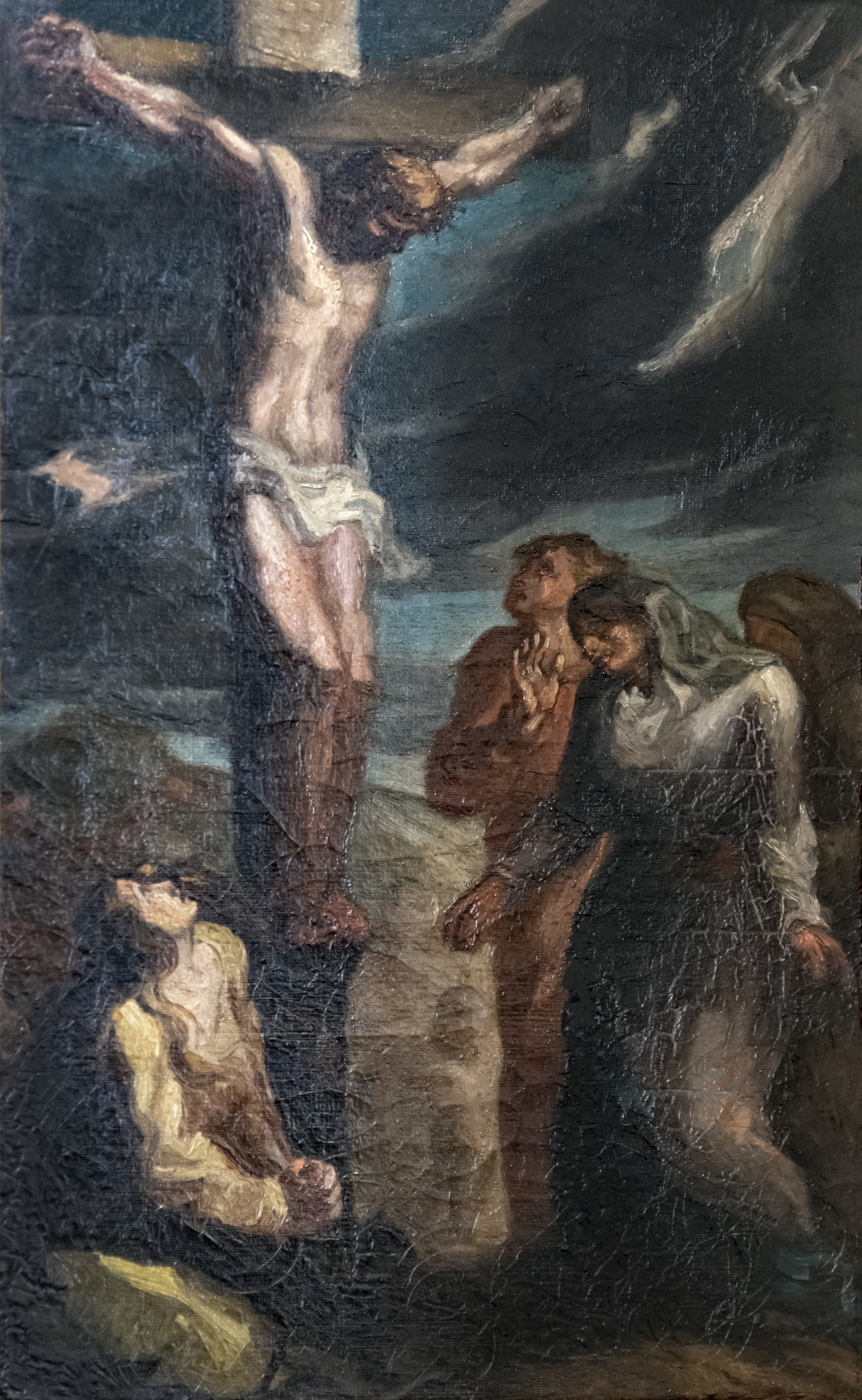
Louis de Planet, Christ en Croix (vers 1840).

### Sculpture
- Attribué à Arthur Legoust, Vierge à l'enfant, vers 1625, groupe en pierre calcaire claire, offert par le comité de la Sauvegarde de l'art français grâce à un don de la Ville de Saint-Louis (Missouri) en 1927.
- Attribué à Bernard Griffoul-Dorval, Buste de Joseph-Jacques Fouque, vers 1820, terre cuite patinée.
- Charles Ponsin-Andarahy, Homme nu au rocher, 1861, terre cuite.
- Alexandre Laporte, Le Violoniste Pierre Birbet, vers 1897.
- E. Lupis, Le Commandeur Marius Cazeneuve, 1911, buste en plâtre.

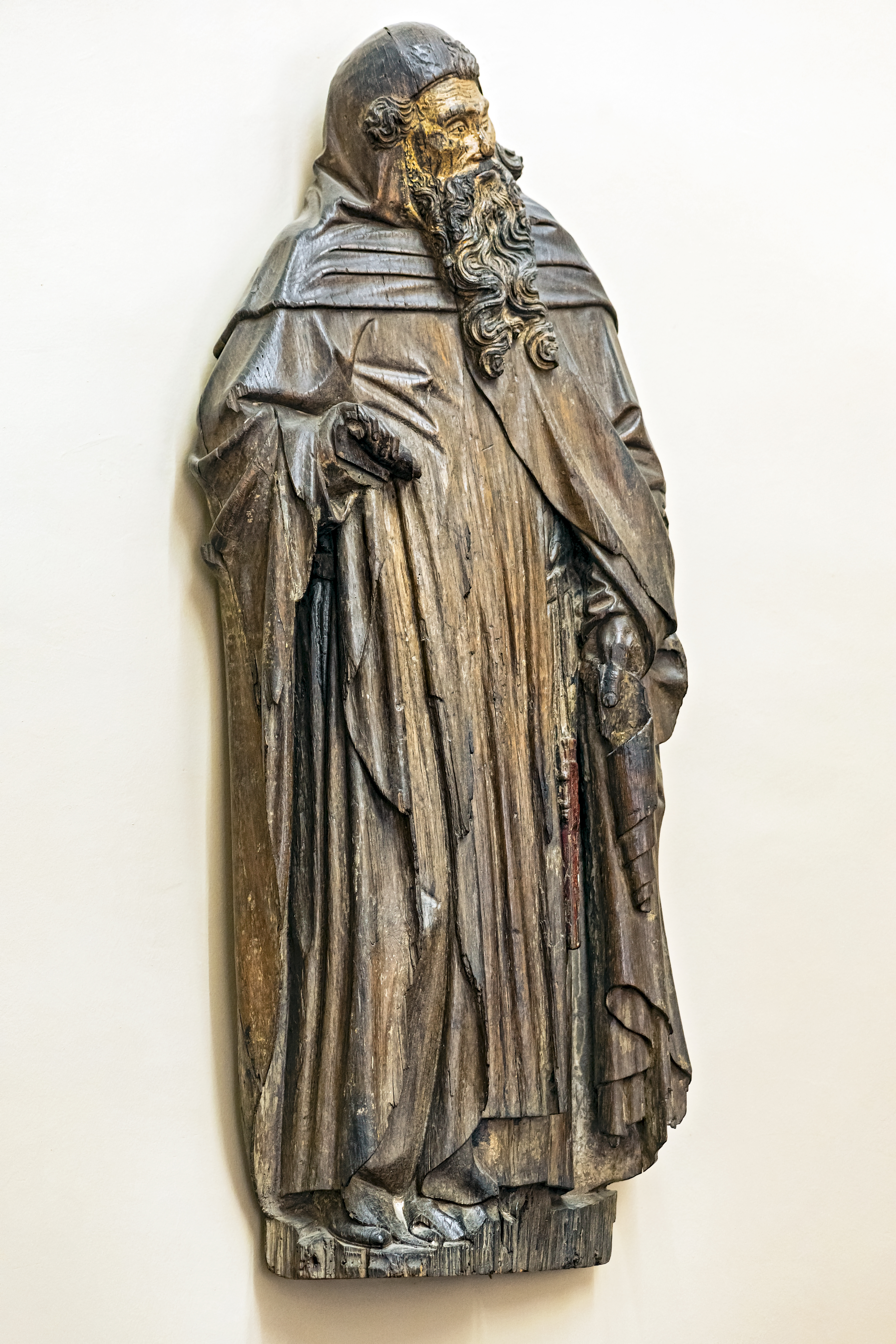
Prophète tenant un phylactère (XVe siècle).
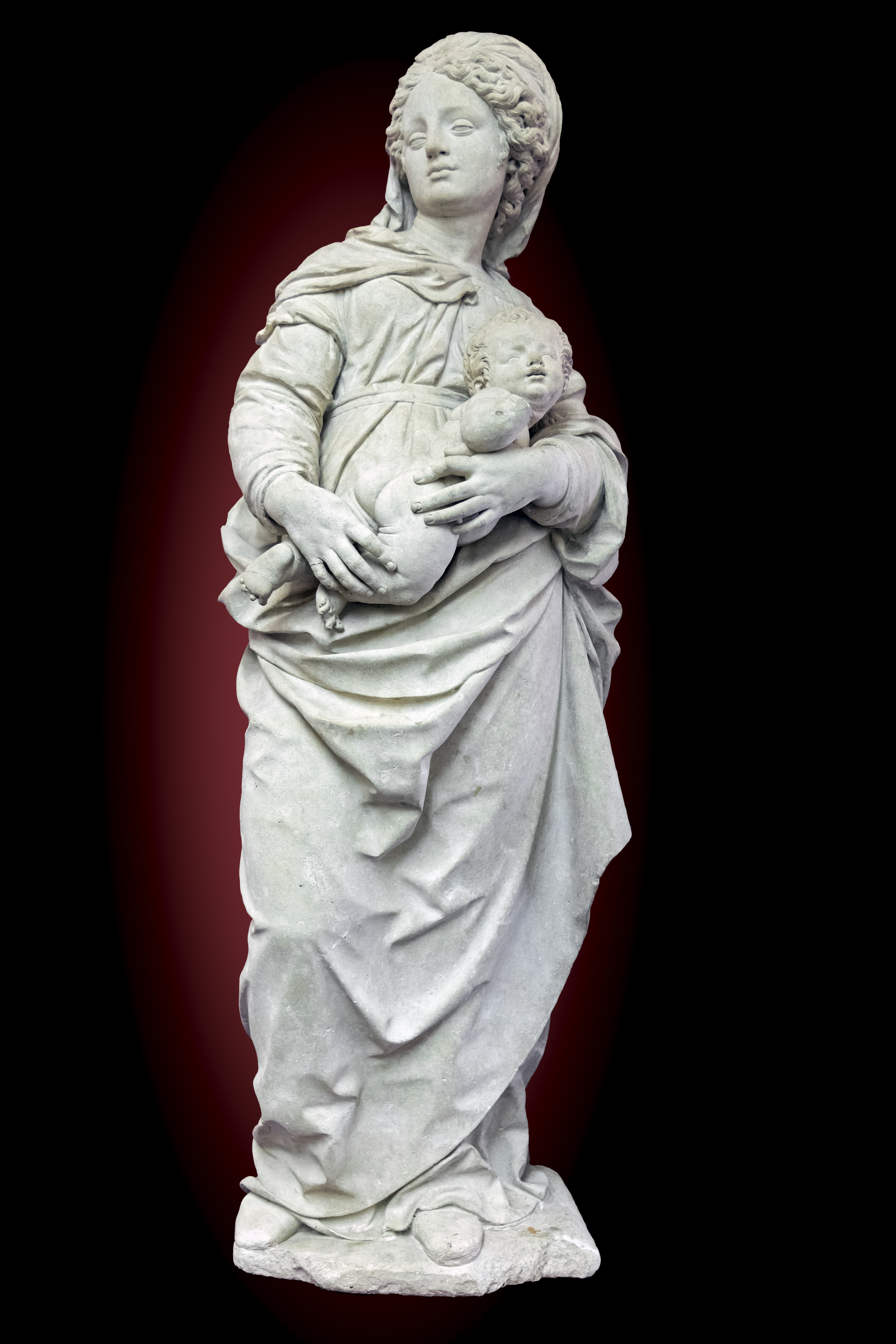
Attribué à Arthur Legoust, Vierge à l'Enfant (vers 1625).
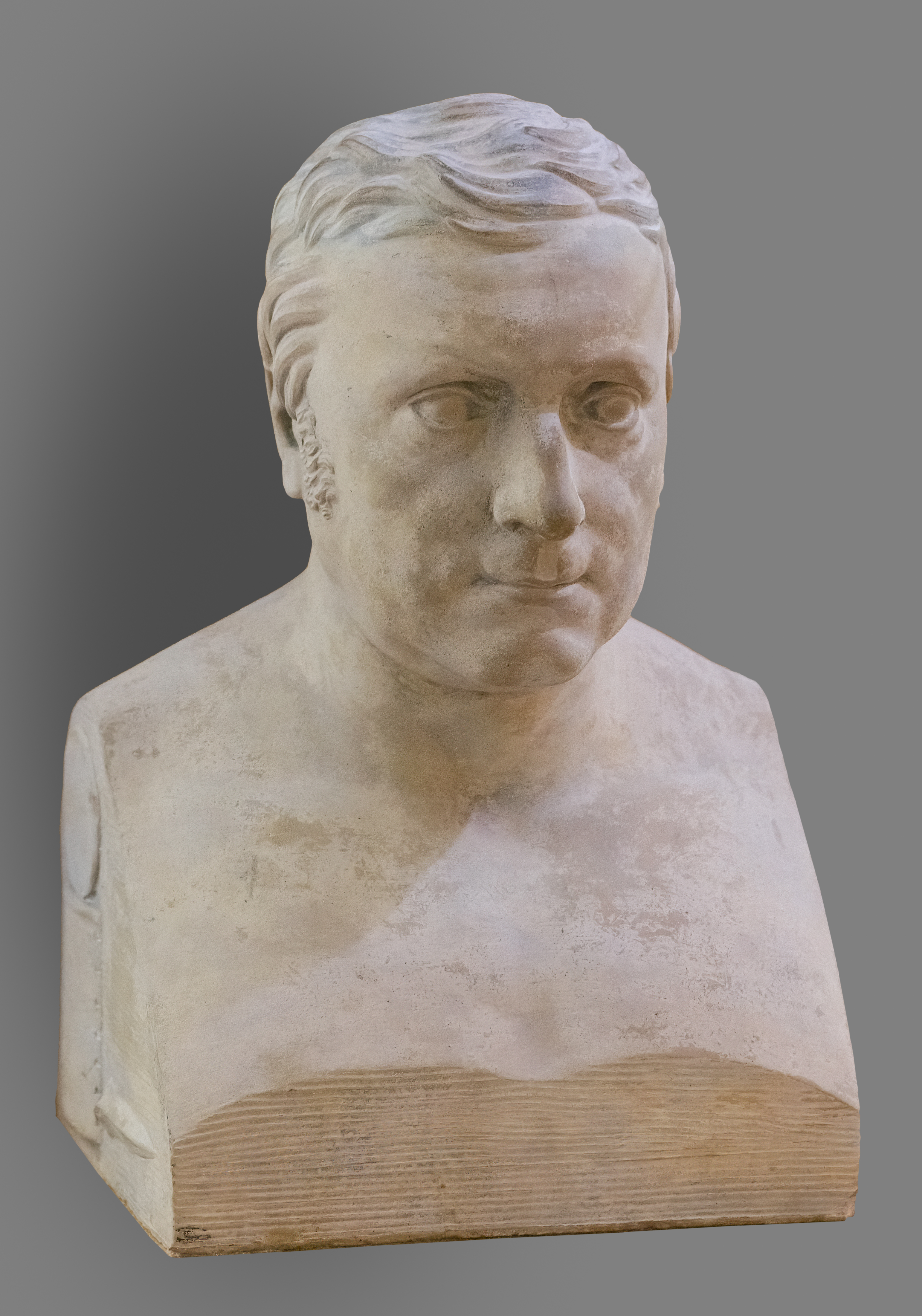
Attribué à Bernard Griffoul-Dorval, Buste de Joseph-Jacques Fouque (vers 1820).
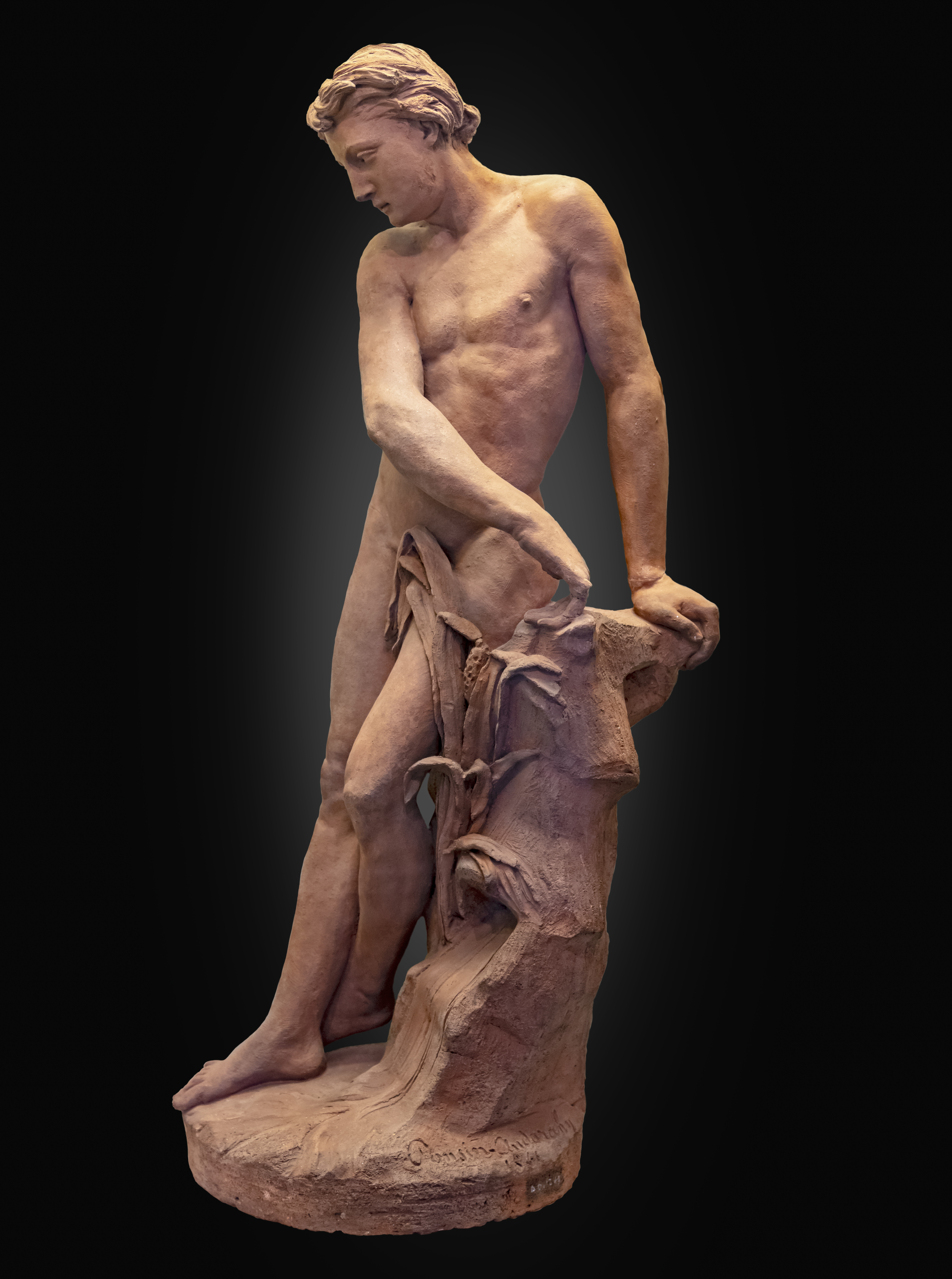
Charles Ponsin-Andarahy, Homme nu au rocher (1861).
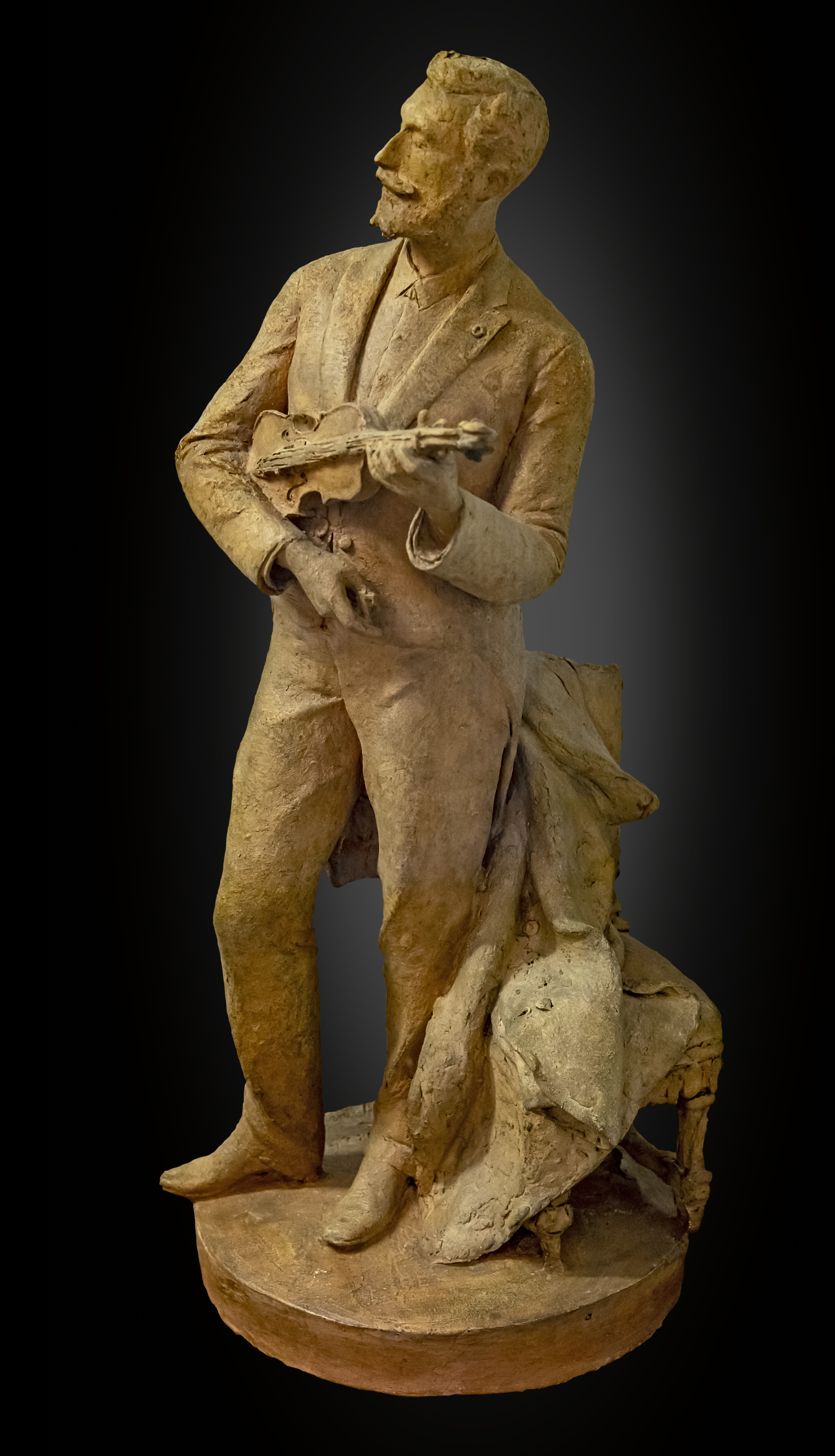
Alexandre Laporte, Le Violoniste Pierre Birbet (vers 1897).
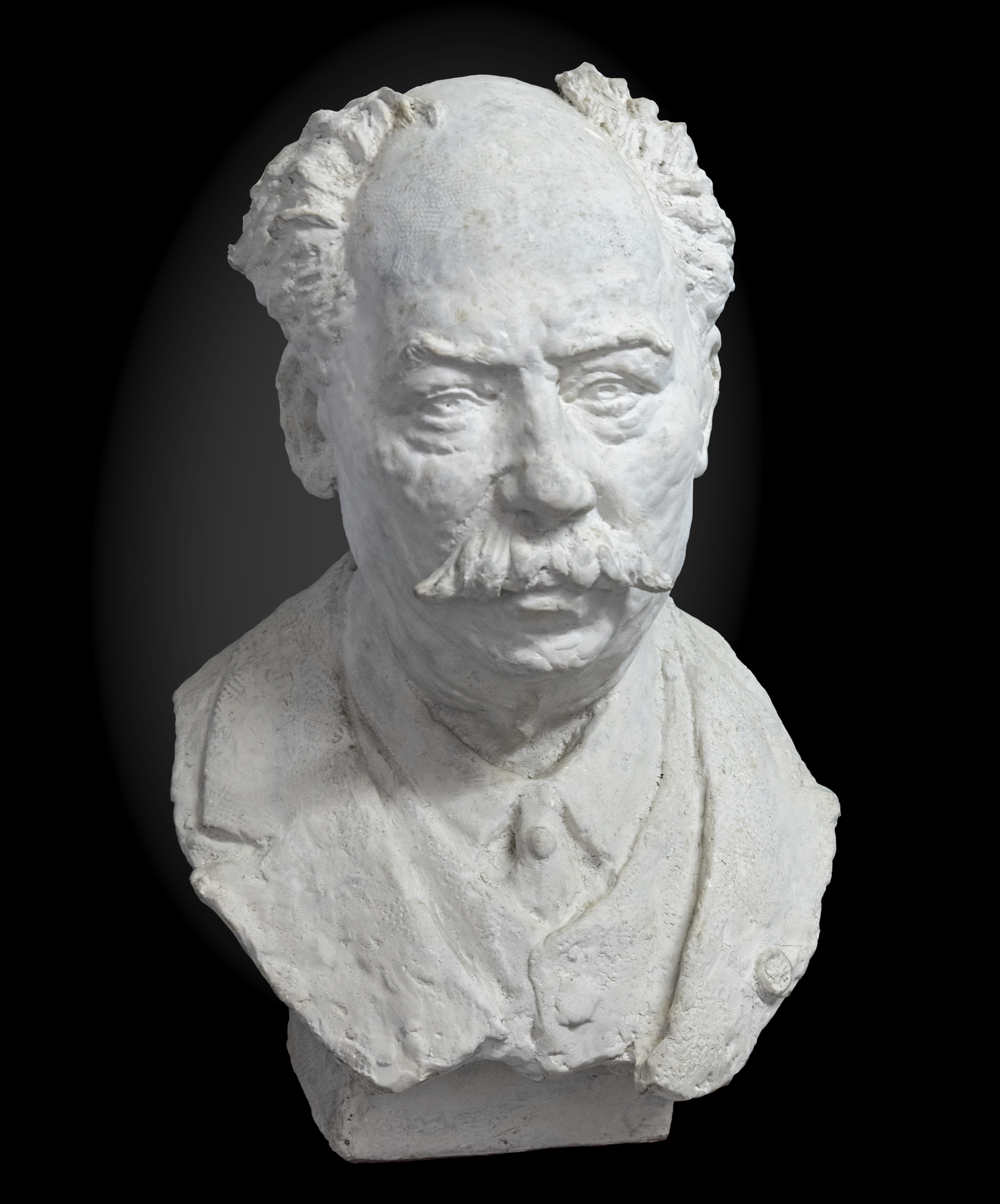
E. Lupis, Le Commandeur Marius Cazeneuve (1911).

### Fonds Gabriel Durand
Après savoir suivi des cours du soir à l’École supérieure des beaux-arts de Toulouse, Gabriel Durand (1812-1882) devient portraitiste de la bonne société du Second Empire, tout en poursuivant un temps son activité de coiffeur. En 1840, il réalise ses premiers portraits de famille. On lui doit près de 160 Œuvres. Il a eu pour élève Marie Barbaroux, future Madame Henri Martin. Il peint un portrait d’Adèle Tapié de Celeyran, mère de Toulouse-Lautrec. Ses héritiers ont légué ses œuvres et son mobilier en 1935 au musée du Vieux Toulouse.

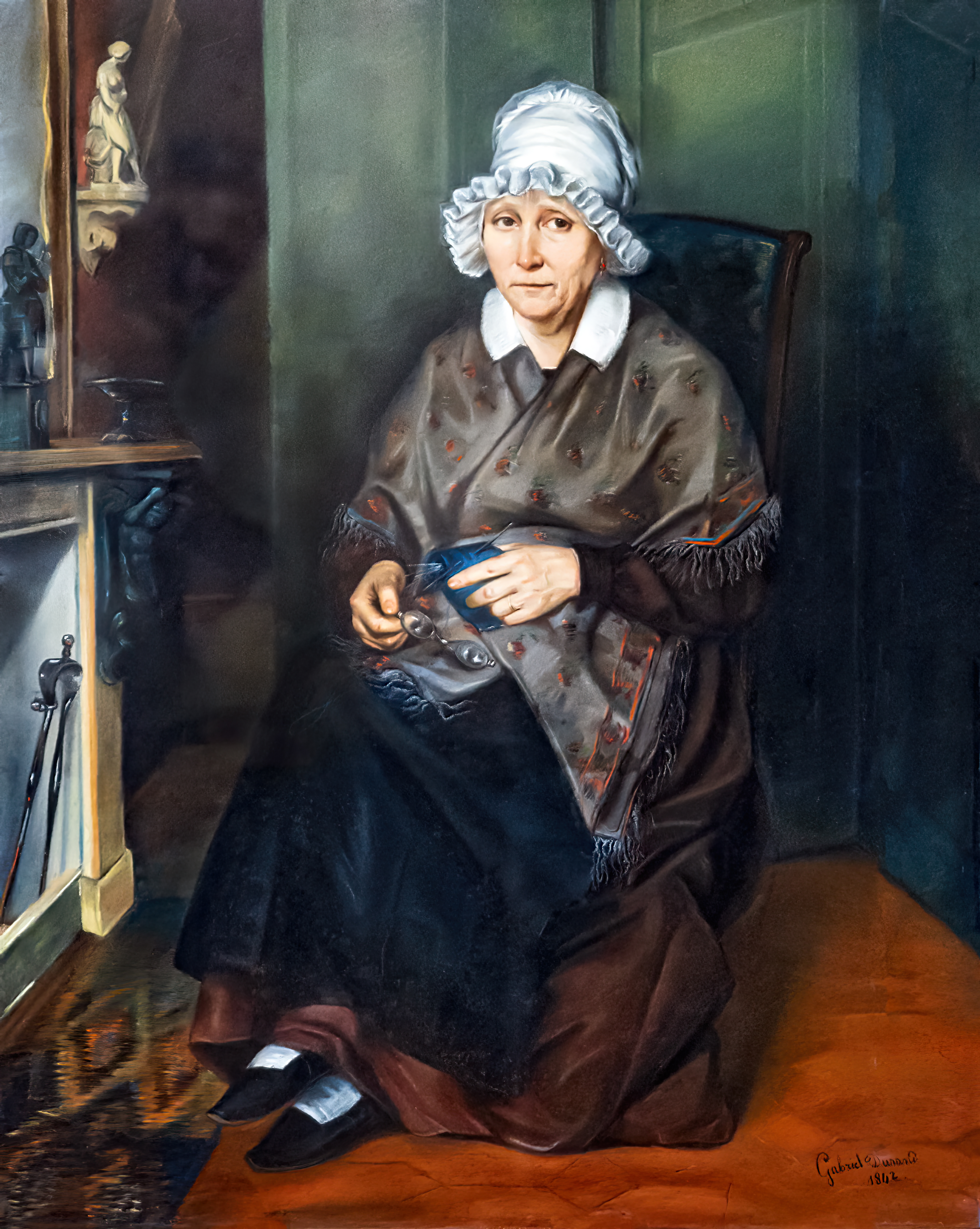
Mme Durand, mère du peintre (1842).
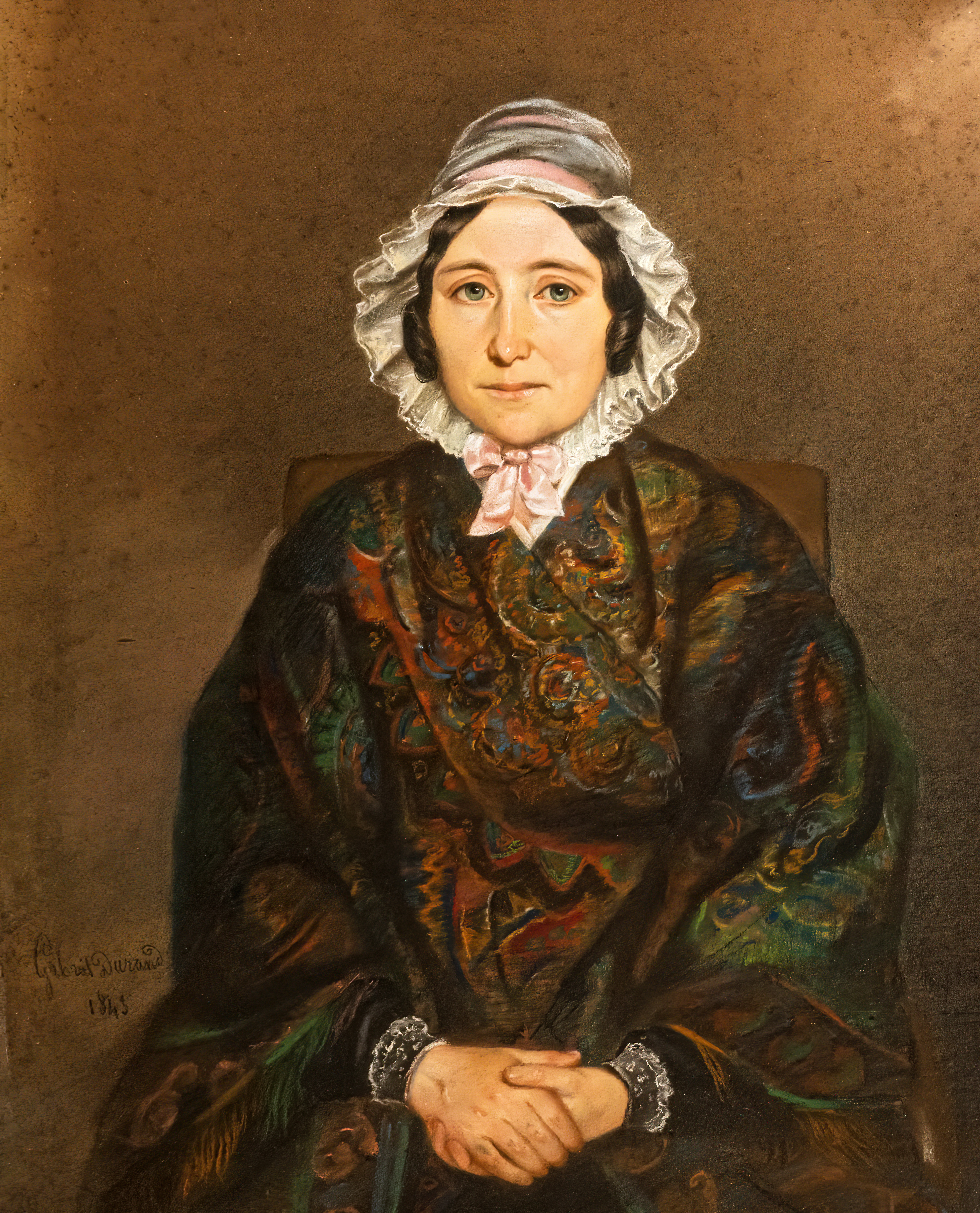
Portrait de Madame Josèphe Carrié, née Fauré (1843).
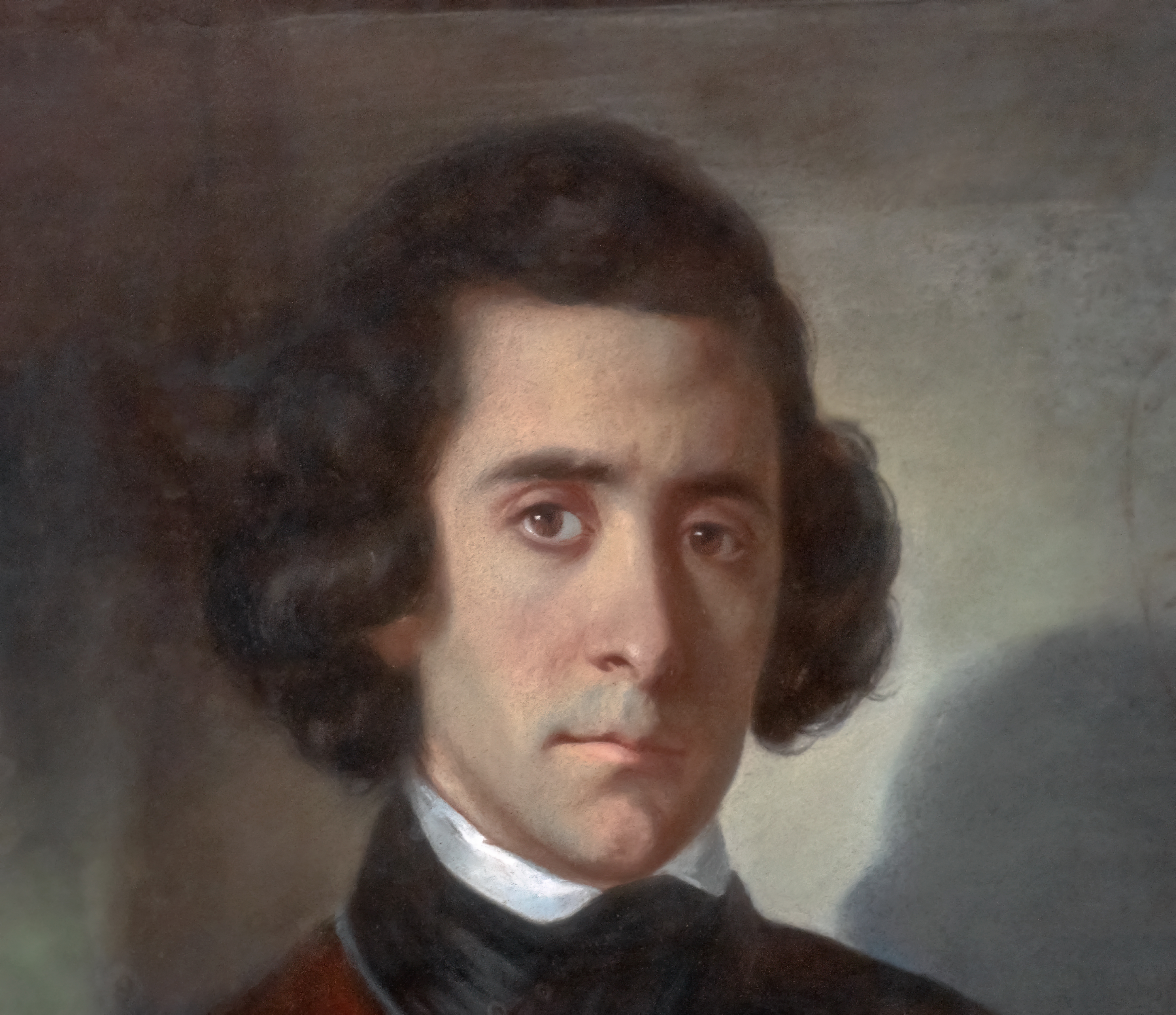
Autoportrait (1845).
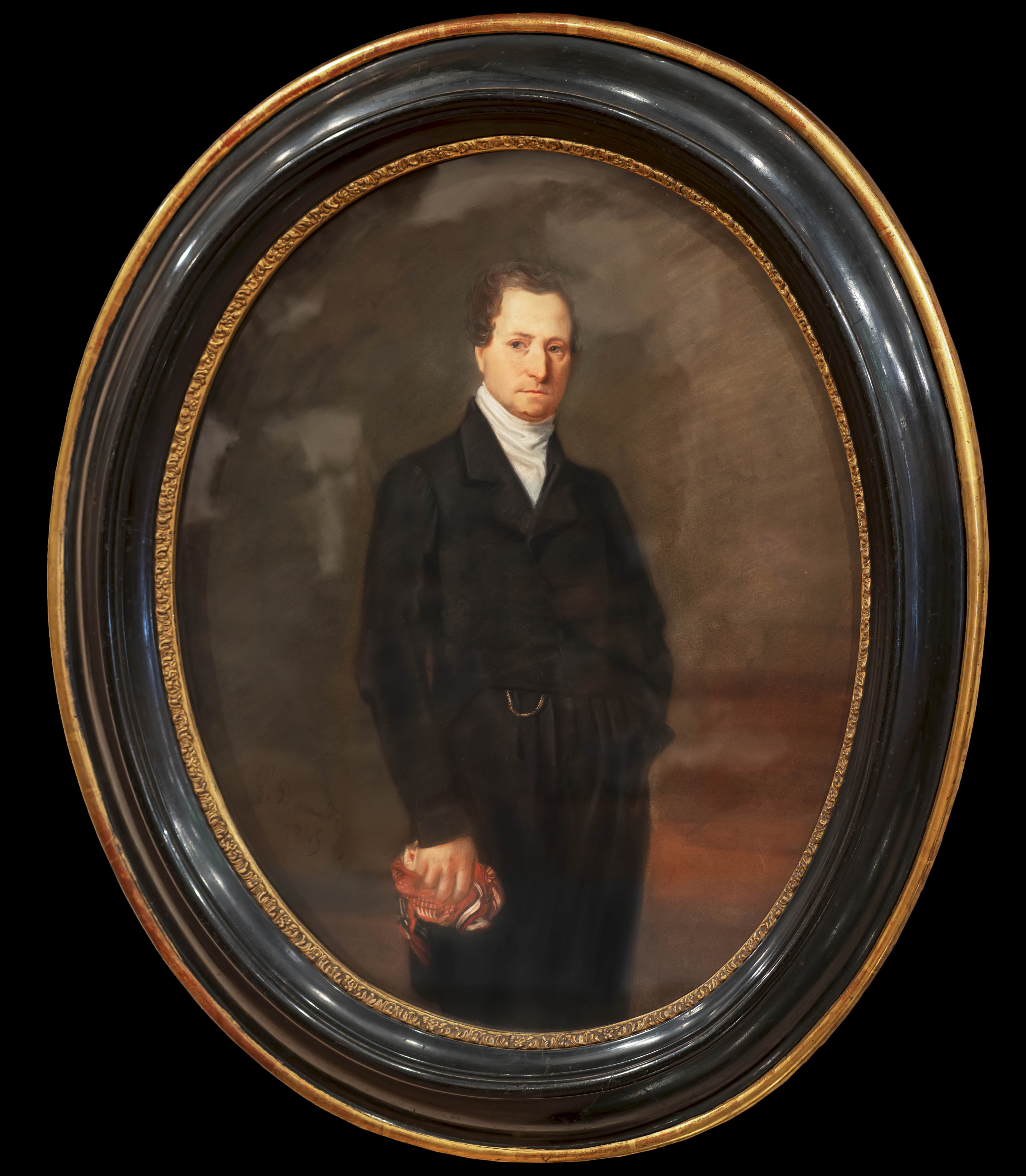
L'Homme à la redingote (1845), portrait présumé du père du peintre.
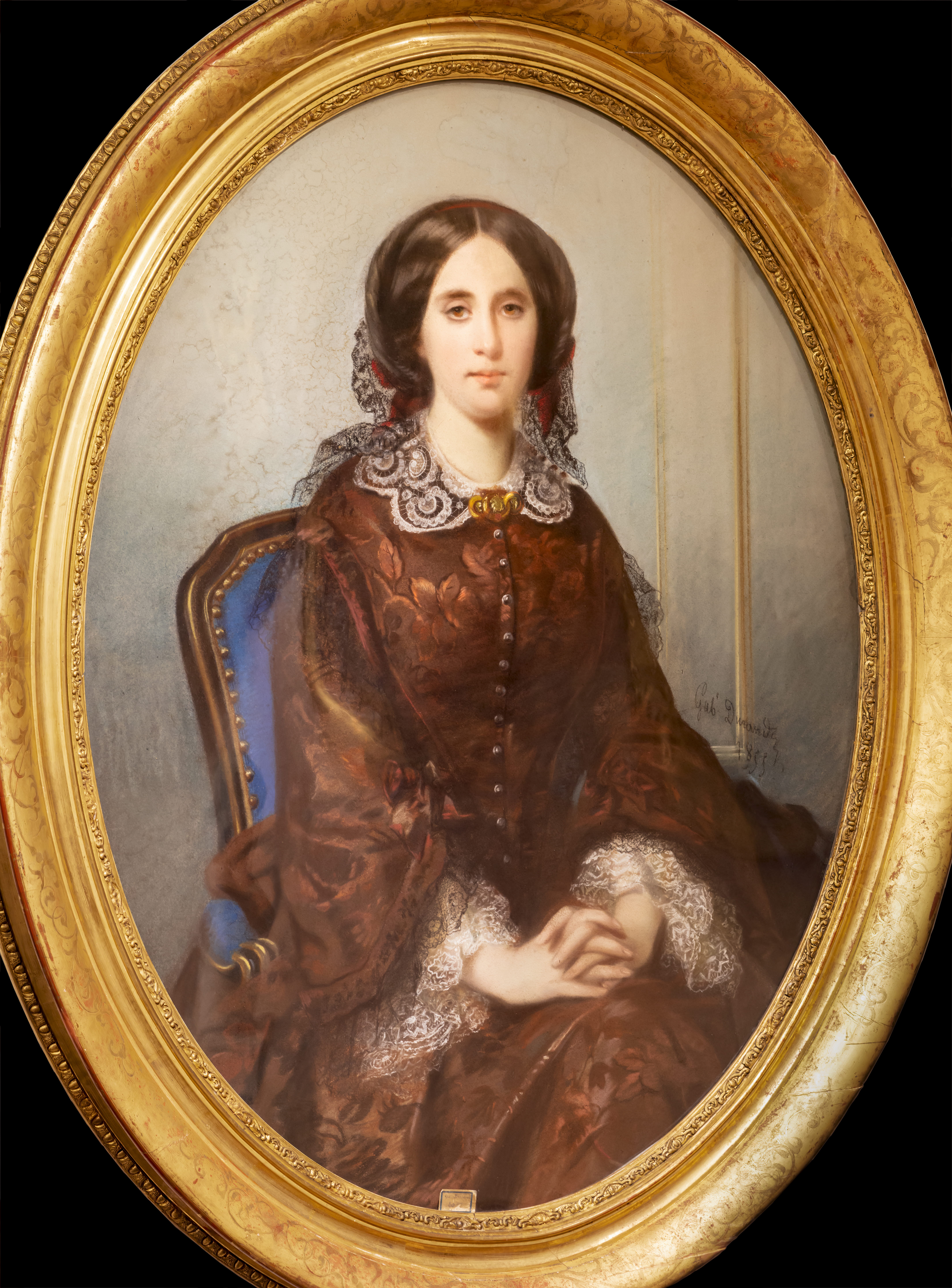
Femme au fauteuil bleu (1855).
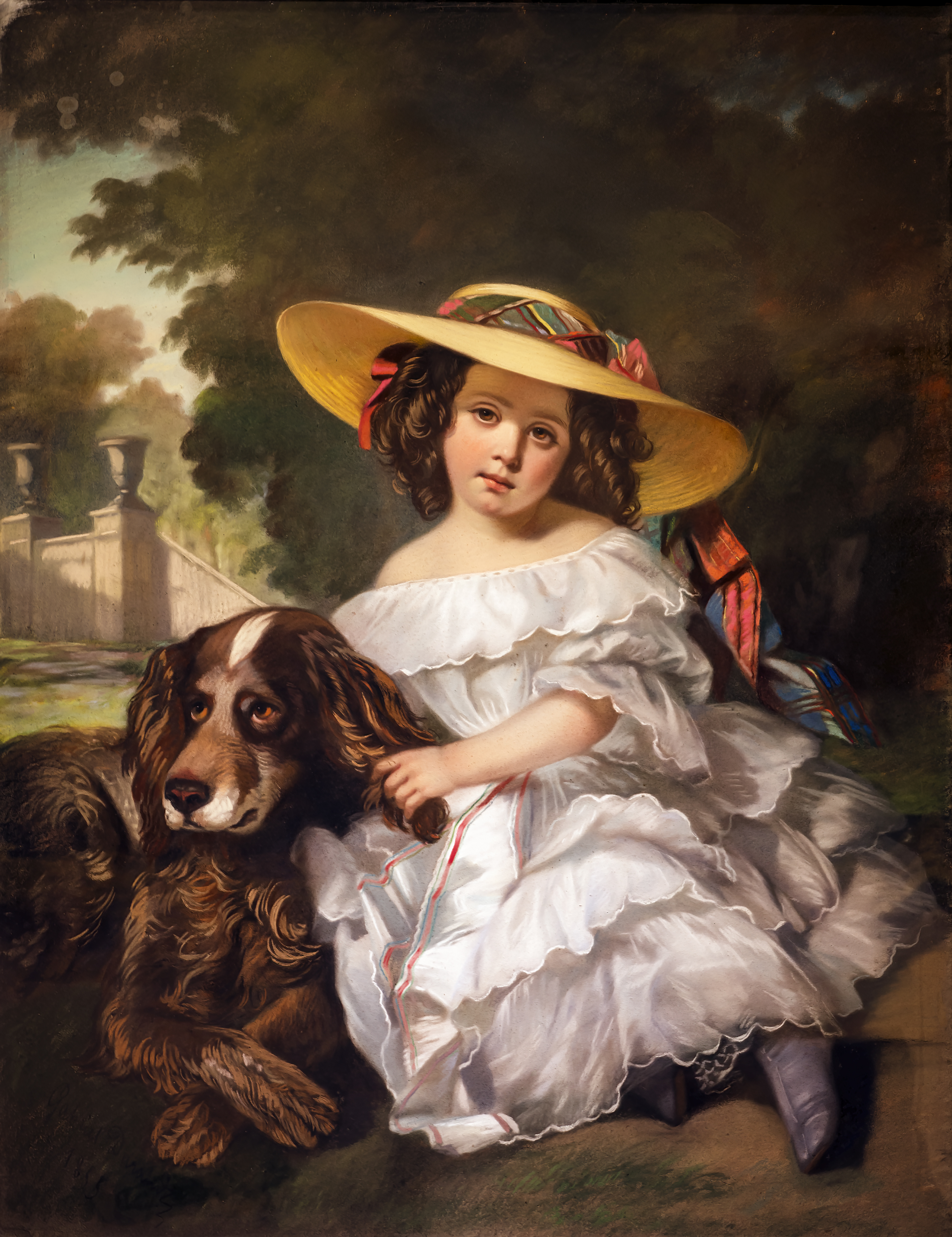
La petite fille au chien (1855).
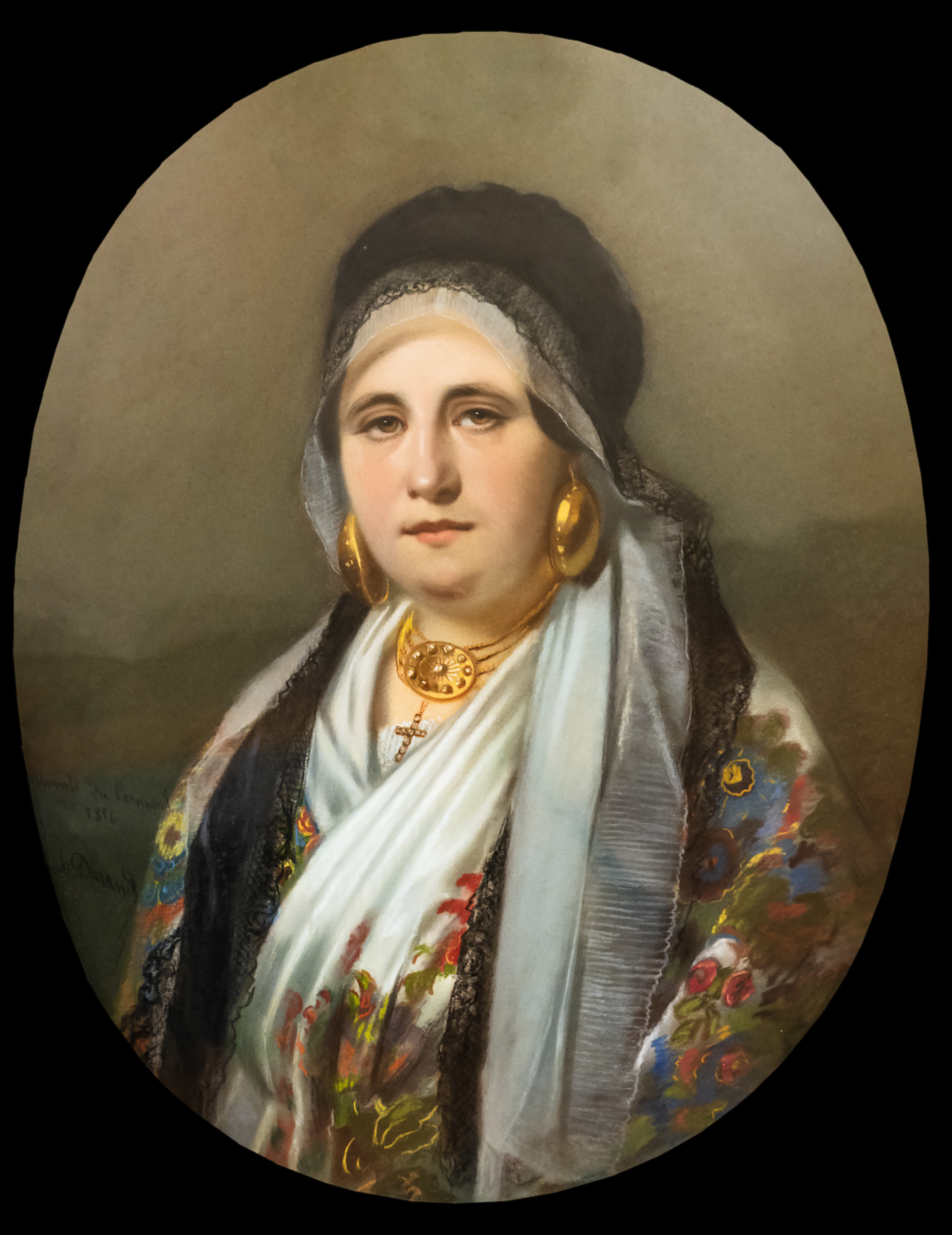
Souvenir de carnaval (1855).
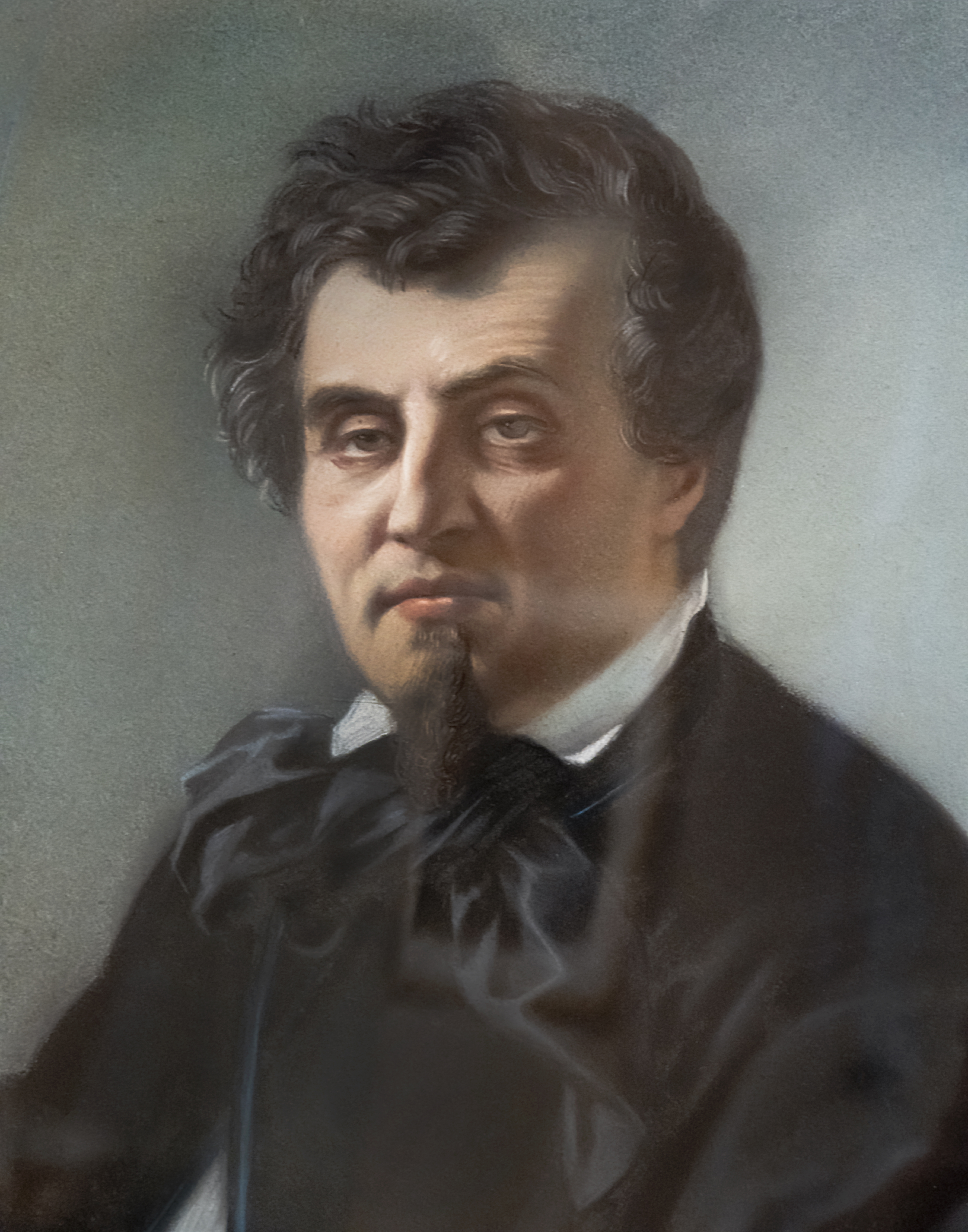
Joseph Latour (1856).
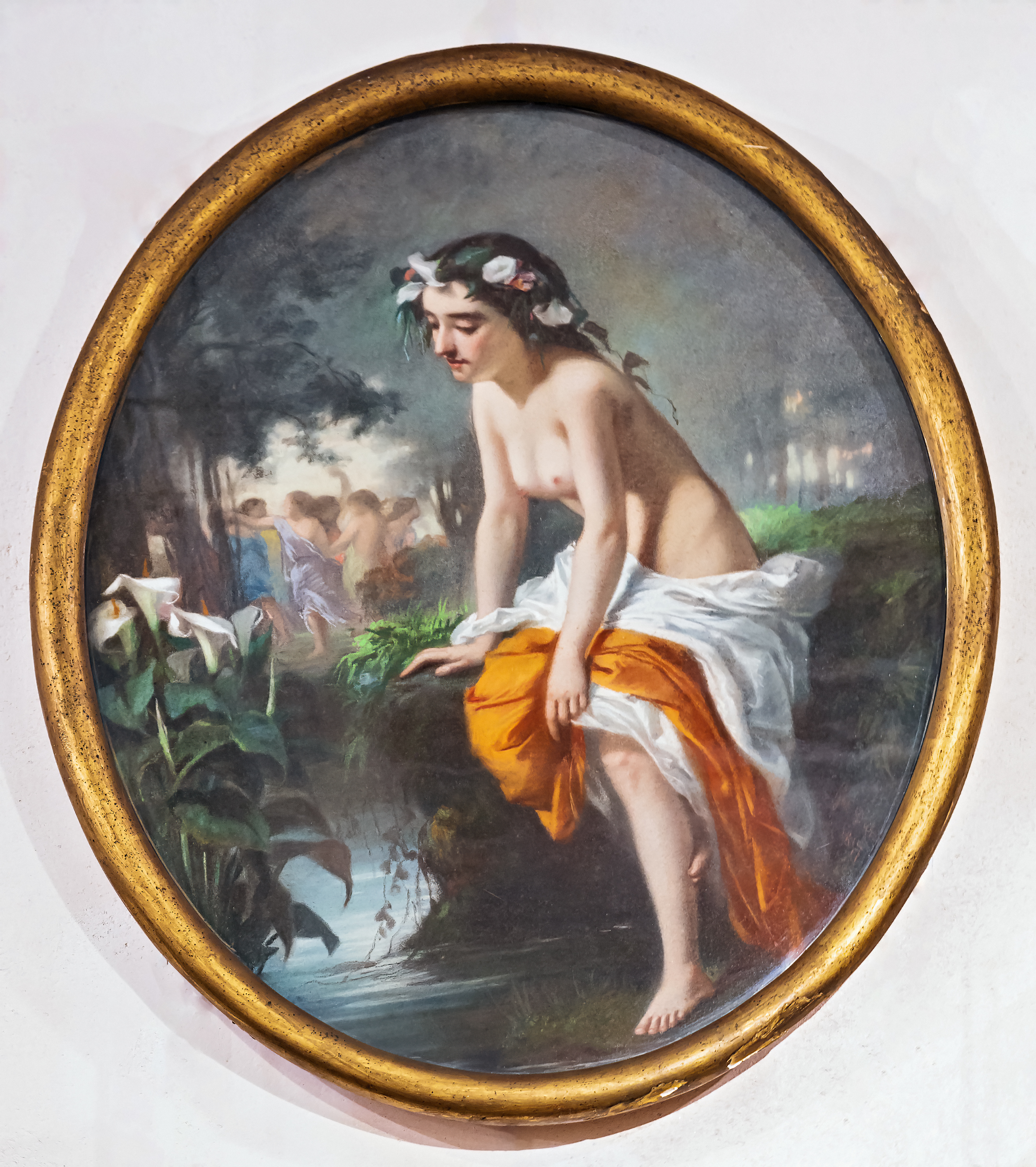
Nymphe (1857).
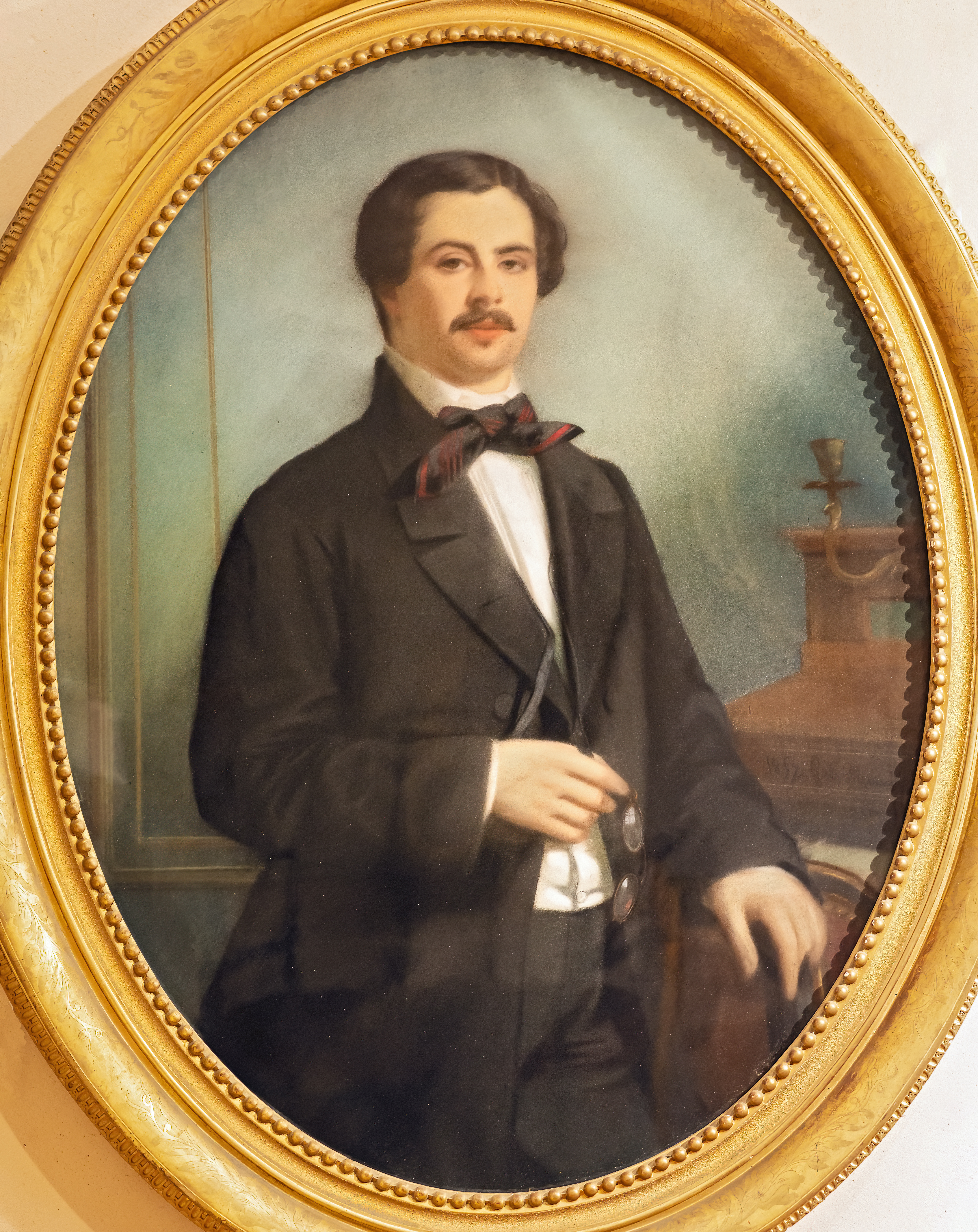
Portrait de Jean-Baptiste Campistron, pastel (1857).
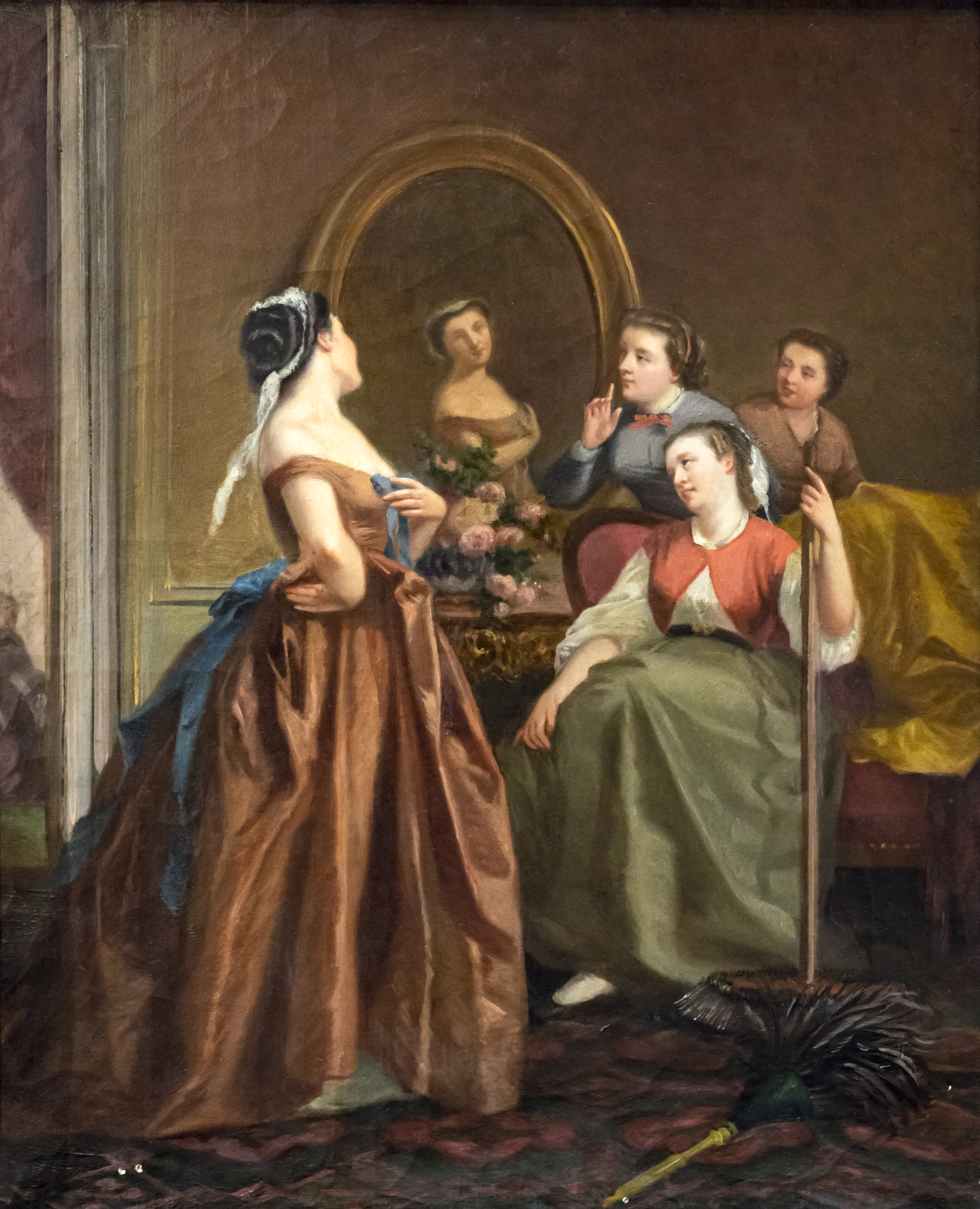
Scène d'intérieur, huile sur toile (vers 1860).
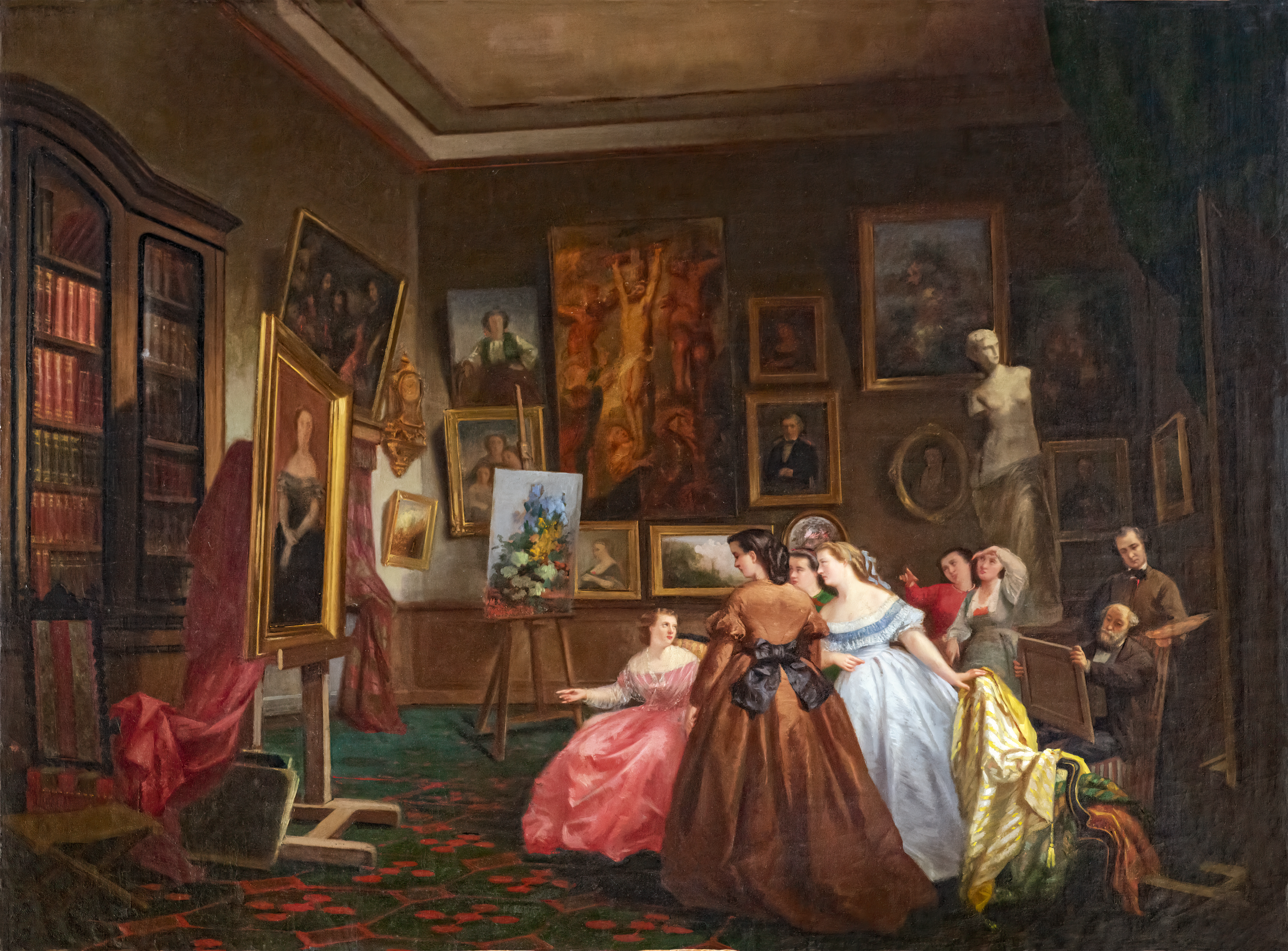
L'Atelier du peintre (vers 1860), huile sur toile.
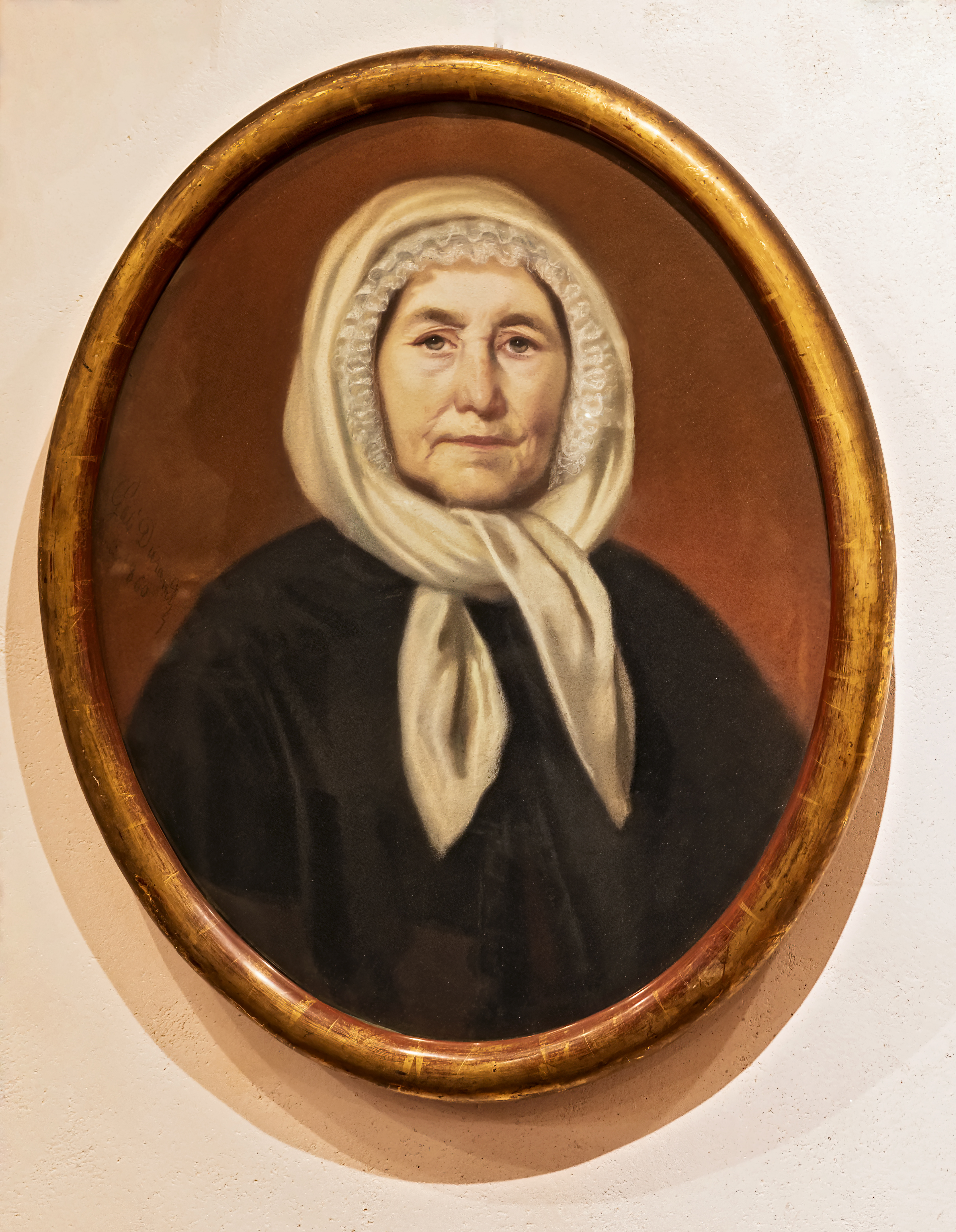
Femme âgée au foulard blanc (1865).
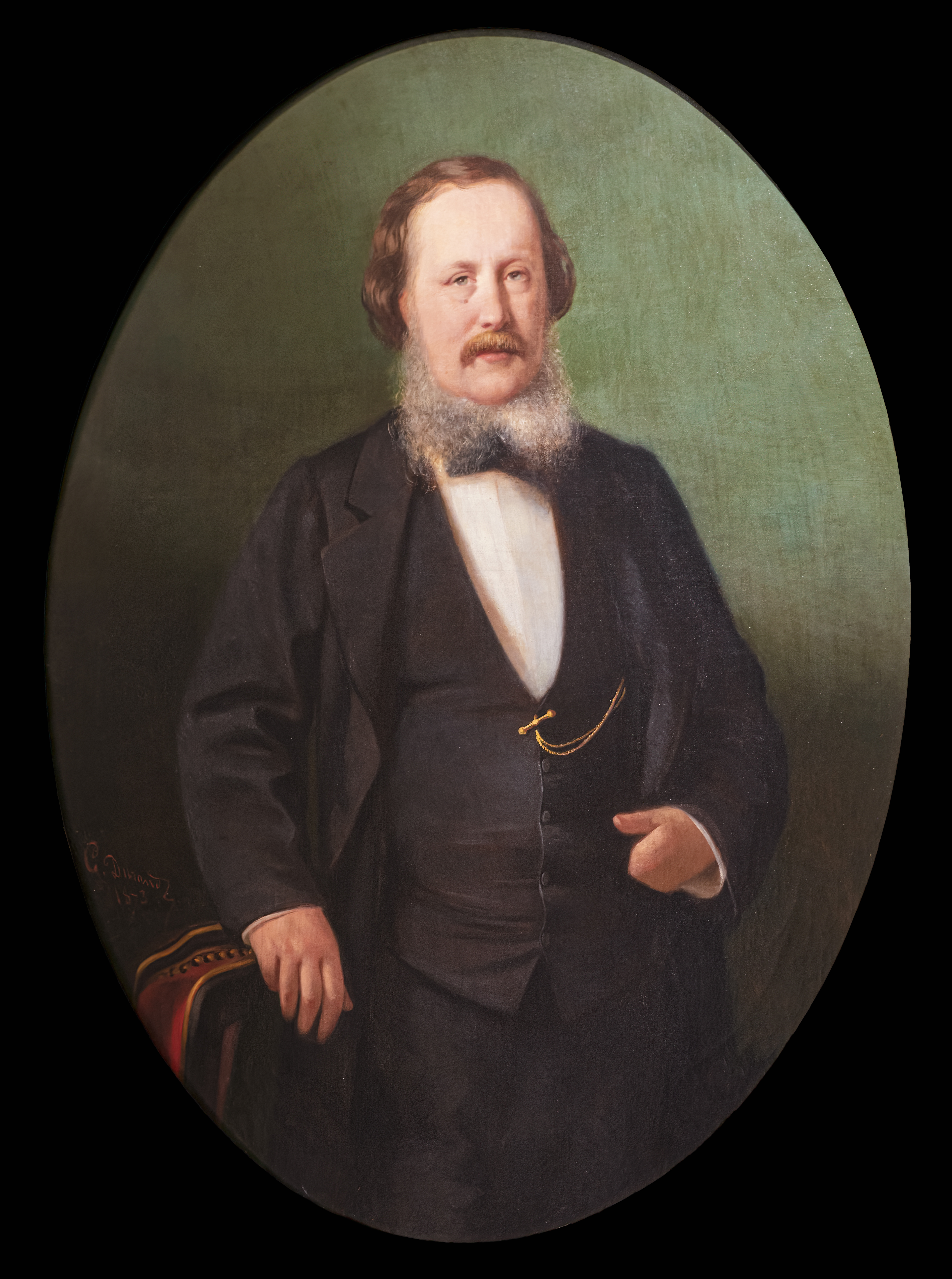
Homme au collier blanc (1873), huile sur toile.
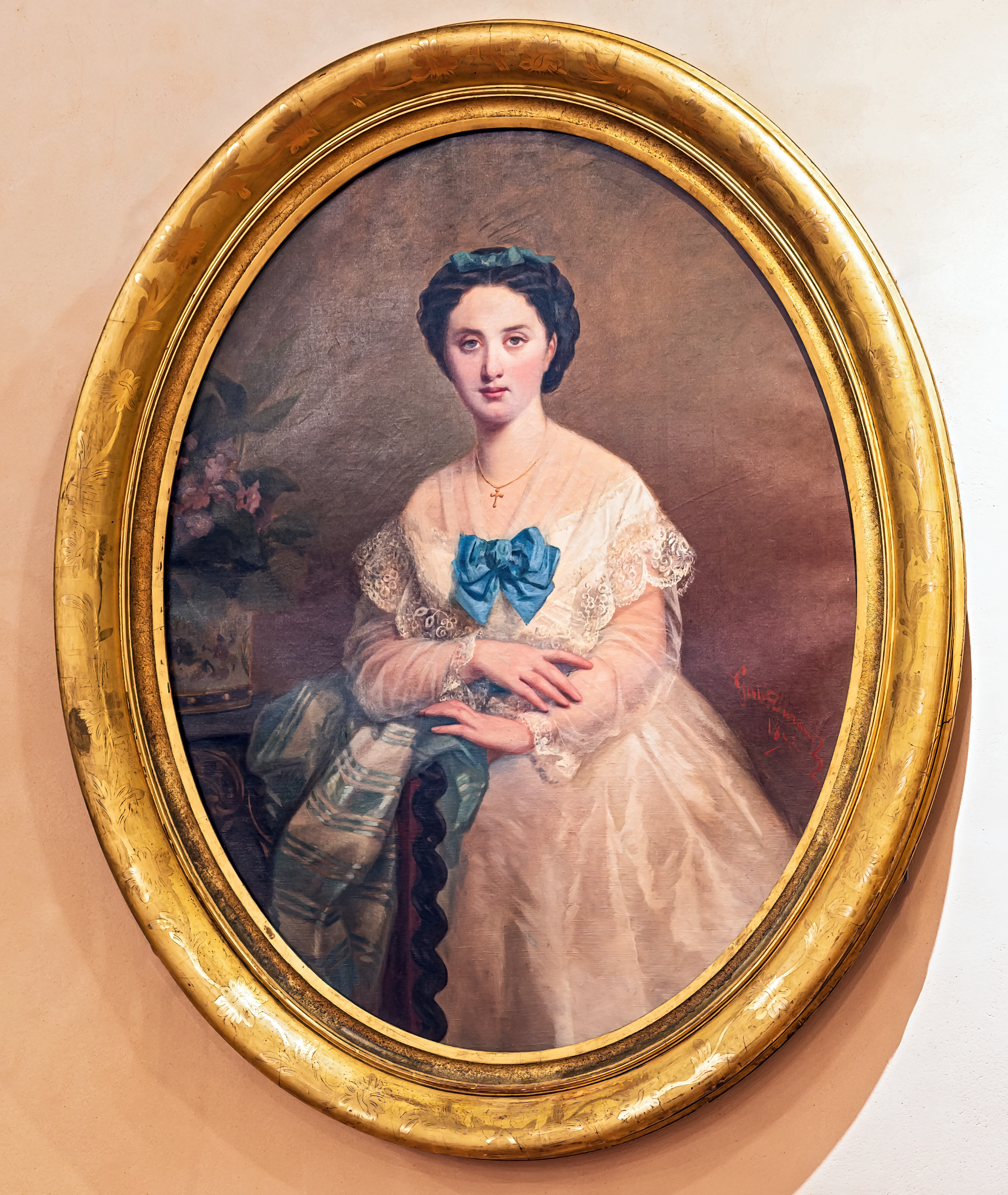
Femme en blanc au nœud bleu (1873), huile sur toile.
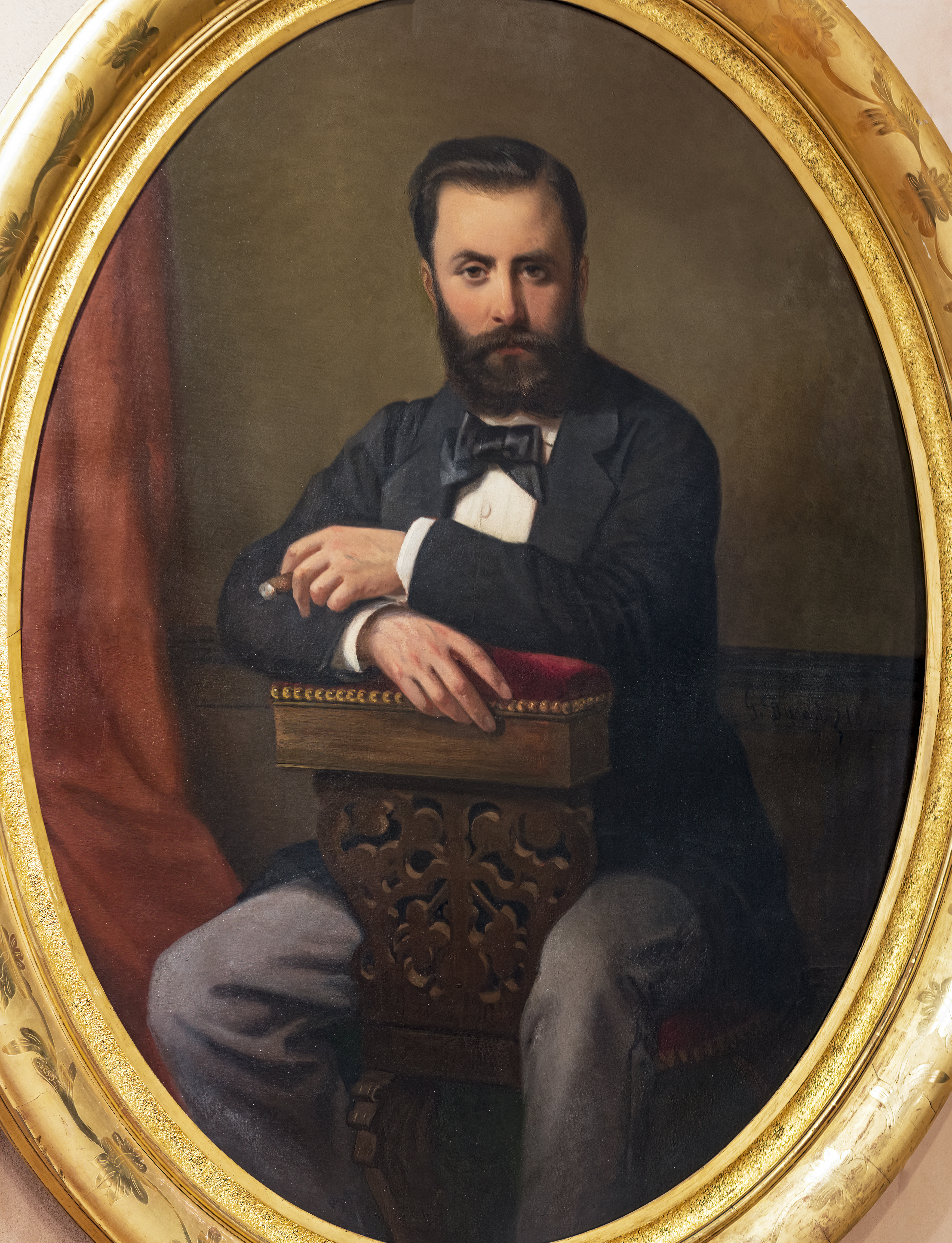
Homme jeune barbu (1873), huile sur toile.
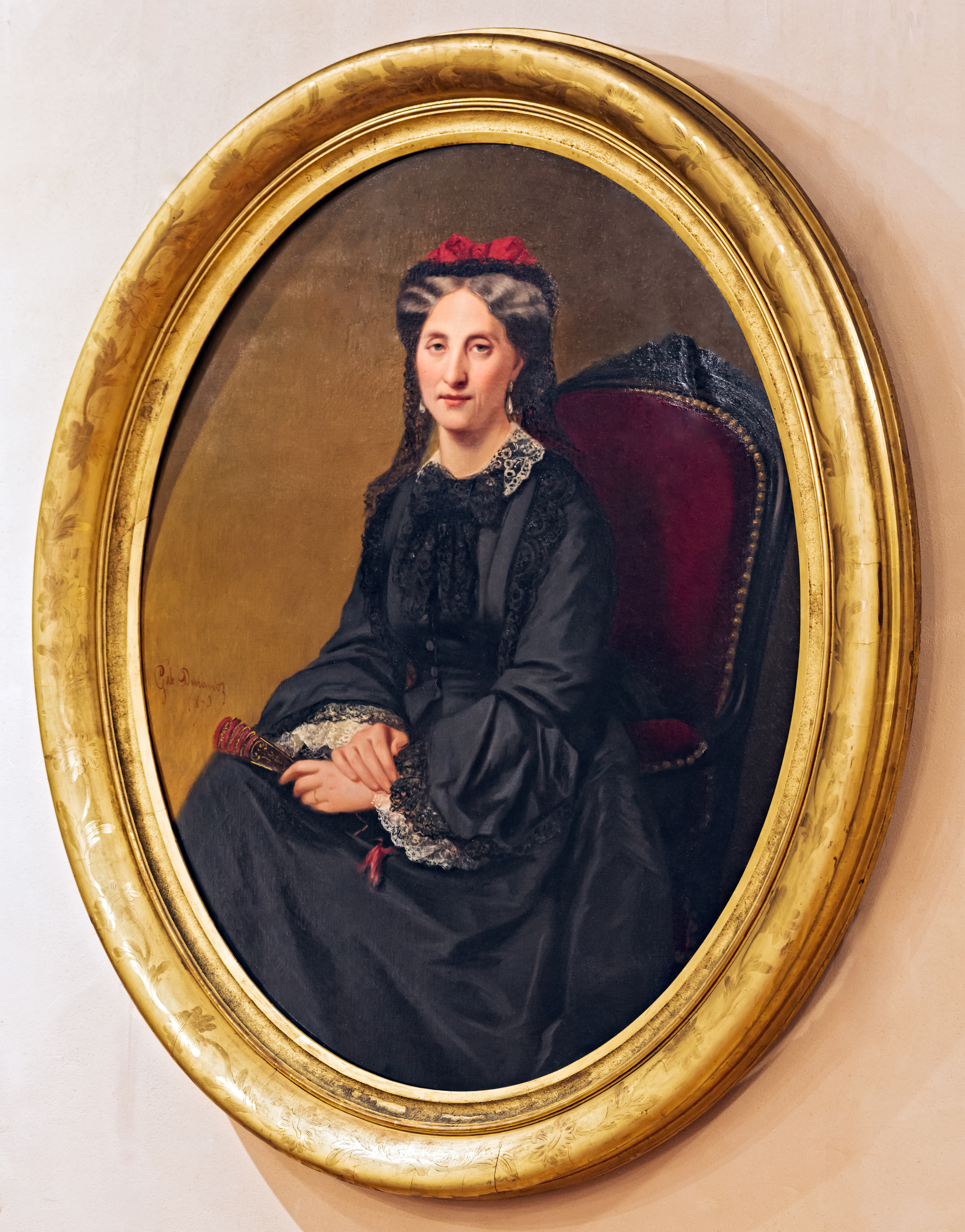
Femme à l'éventail (1873), huile sur toile.
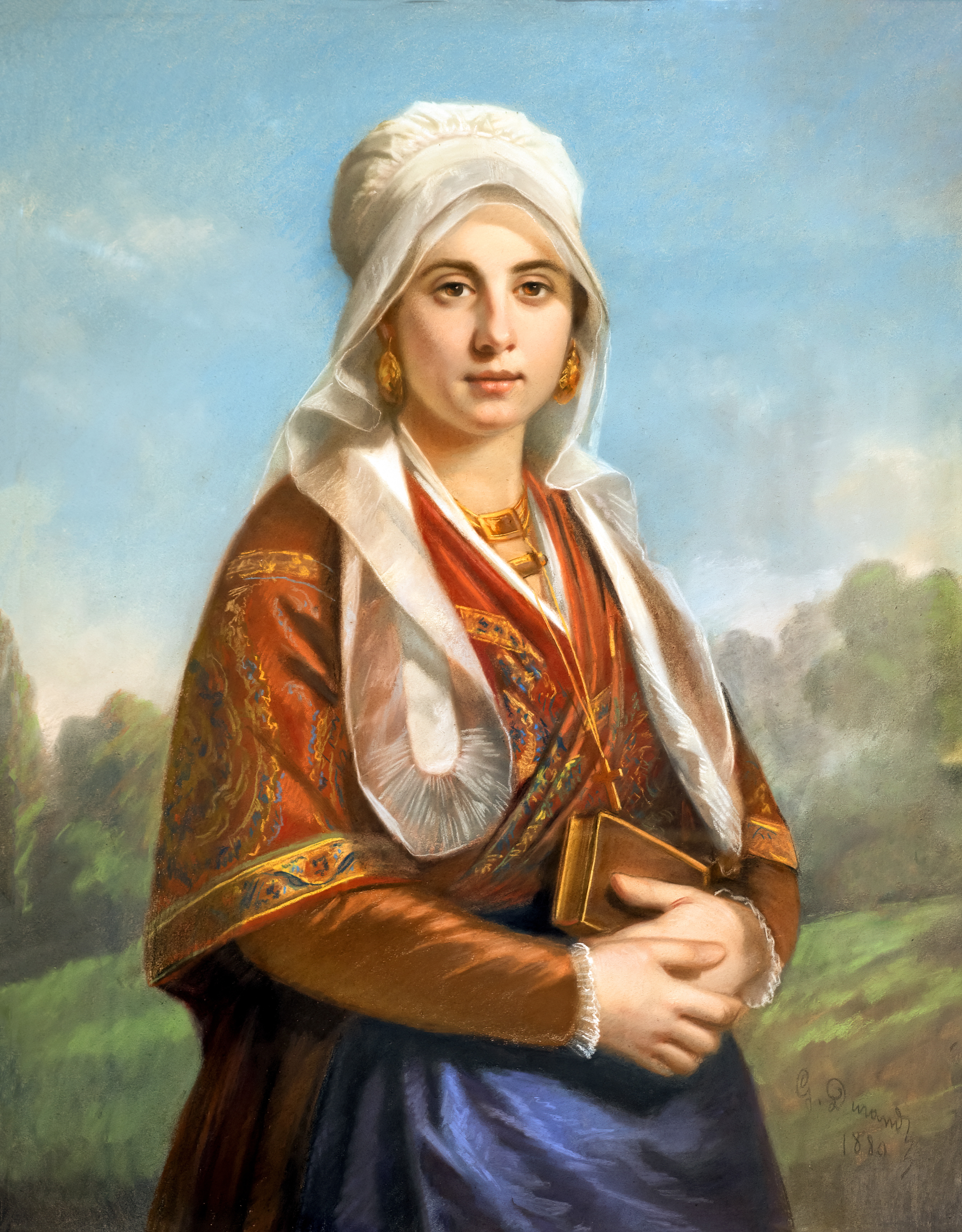
Portrait de Marie-Charlotte Barbaroux en costume de paysanne toulousaine du XVIIIe (1880)

### Fonds photographique et documentation
Les collections renferment de nombreux documents de valeur historique. Des photographies des ateliers d'Auguste Seysses ou d’Alexandre Falguière, des affiches du trapéziste Jules Léotard, et autres célébrités toulousaines. 

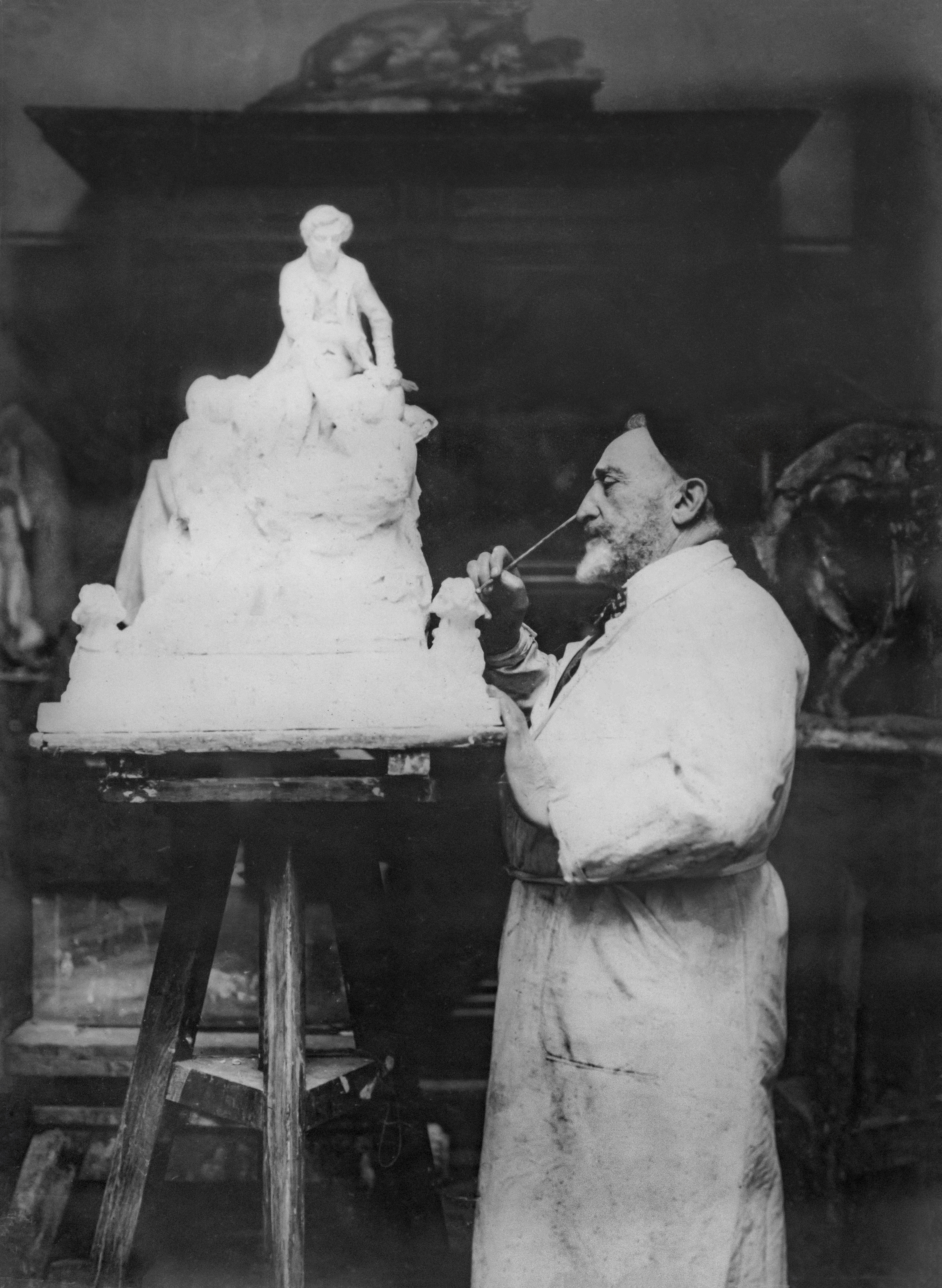
Photographe anonyme, Auguste Seysses dans son atelier.
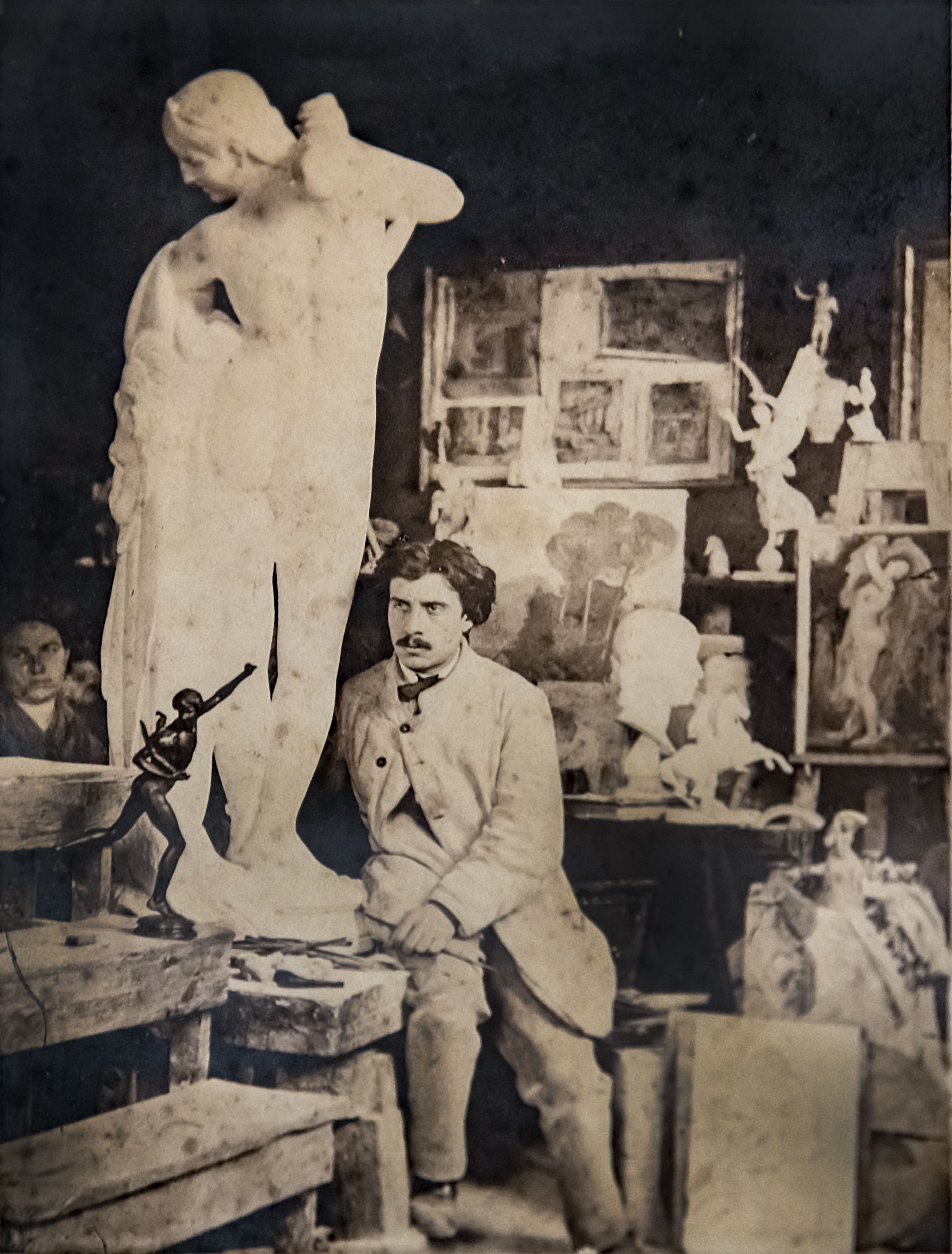
Photographe anonyme, Alexandre Falguière dans son atelier (1865).
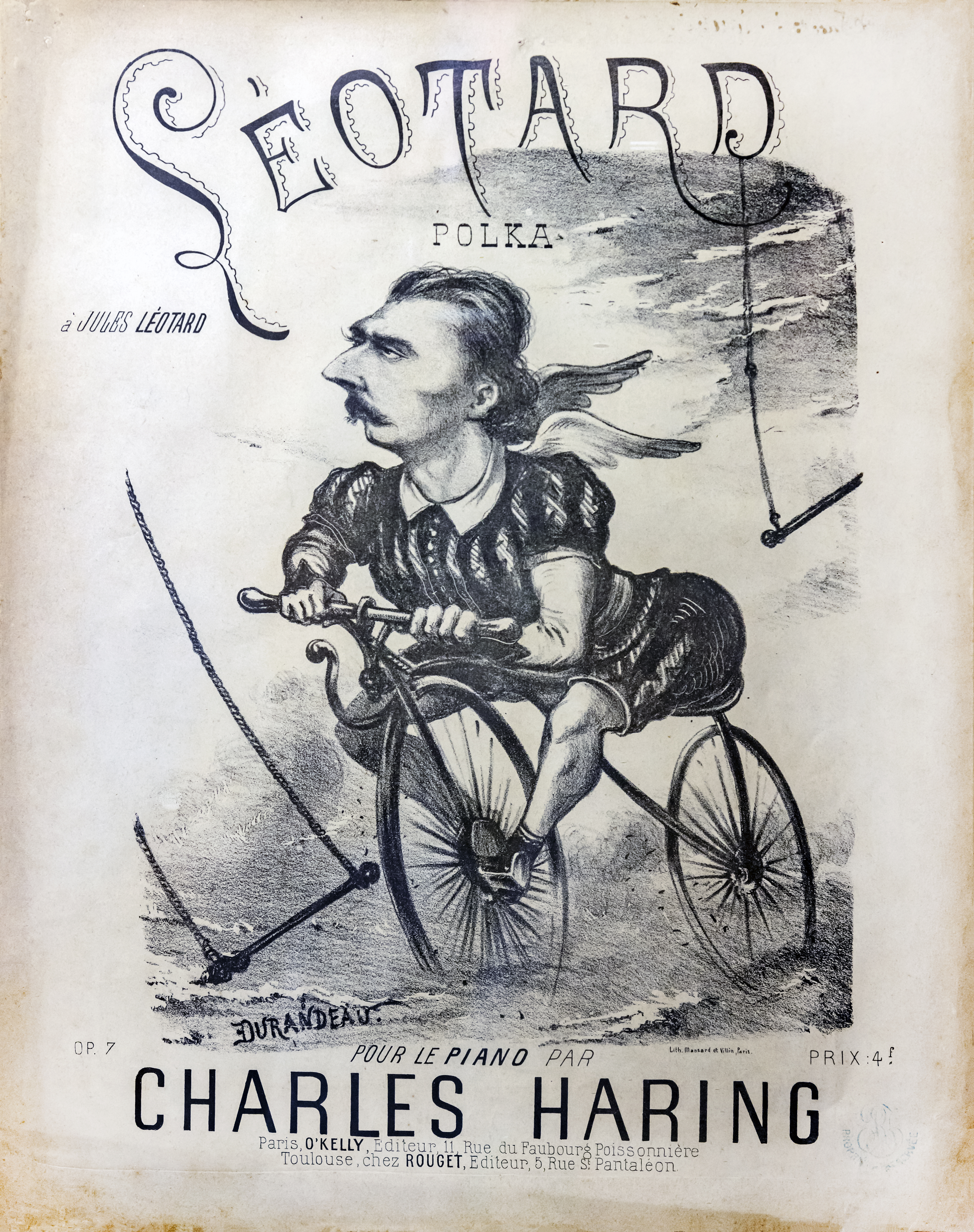
Émile Durandeau, caricature de Jules Léotard pour une partition musicale.